# Dějiny Argentiny

Státní znak Argentinské republiky

Dějiny Argentiny lze rozdělit na čtyři hlavní části: předkolumbovská éra (do 16. století), španělská koloniální vláda (cca 1530 až 1810), éra budování nezávislého státu (1810 až 1880) a jako poslední éra moderní Argentiny (zhruba od 1880).
První náznaky lidské činnosti na území současné Argentiny lze datovat až 13 000 let do minulosti. Psaná historie započala až s příchodem španělských kolonistů, čímž začala španělská vláda nad oblastí Río de la Plata. Následně bylo toto území spravováno prostřednictvím různých lokálních územních jednotek (resp. států podřízených Španělsku) až po místokrálovství Río de la Plata, které bylo posledním španělským subjektem na území regionu. Vlastní vláda místních obyvatel bez španělského vlivu začala de facto tzv. Květnovou revolucí v roce 1810, čímž byl zahájen proces přechodu k nezávislosti nejen Argentiny, ale i dalších států v regionu. Následovalo vyhlášení nezávislosti 9. července 1816 a vítězný vojenský konflikt se Španělskem a jeho roajalistickými podporovateli. Vývoj pokračoval vnitřními konflikty, které se projevily dokonce občanskými válkami. O počátcích moderní Argentiny na současných základech je možné hovořit od roku 1861.

## Předkolumbovská éra

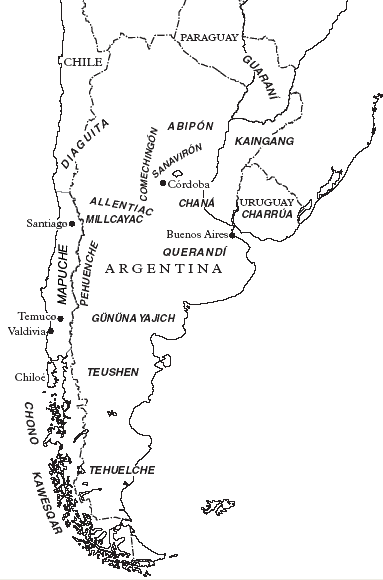
Přibližné rozložení indiánských jazyků v době příchodu Španělů.

První stopy lidské činnosti na území současné Argentiny pocházejí ještě z paleolitu, další stopy pocházejí z období mezolitu a neolitu. Dle současných poznatků však zůstávala většina území Argentiny dlouhou dobu bez lidské přítomnosti. Na území moderní Argentiny žilo před příchodem Evropanů přibližně 20 kmenů původních obyvatel. Současné odhady uvádějí tehdejší populaci v rozmezí 300 000 až 900 000 obyvatel. V Argentině žily dva druhy původních obyvatel, jedněmi byli kmeny nomádů na úrovni lovců a sběračů (Alakalufové, Yamanové nebo Yaghanové a Tehuelčové). Právě Tehuelčové se stali inspirací pro jméno Patagonie, protože chodidla obutá do jejich typické obuvi zanechávala velké stopy a tak jim Španělé začali říkat Patagonci, tedy Velké nohy. Část těchto kmenů do současnosti žije na jihu Argentiny, včetně Ohňové země. Vzhledem ke kočovnému způsobu života nezanechaly tyto kmeny po sobě žádné stavby, resp. obdobné stopy, jako indiáni v Peru či Mexiku. Mezi řekami Uruguay a Paraná žily kmeny (Mepeneové, Coreatesové, Chanaesové, atd.), které se živily lovem, rybolovem a sběrem rostlin.
O něco vyspěleji žil kmen Guaraníů na severu současné Argentiny. Obýval především oblasti Misiones a Corrientes a z hlediska evropských dějin by se dal zařadit na úroveň doby bronzové. Tito obyvatelé se dokázali živit i zemědělstvím, pěstovali brambory a kukuřici. Guaraníové díky tomu žili na jednom místě mnohem déle než jiné kmeny v oblasti. Vytvářeli tak osady s větším množstvím domů.
Druhou a zřejmě nejvyspělejší skupinou byly indiánské kmeny, žijící na západě současné Argentiny, v okolí pohoří Andy. Tyto kmeny však netvořily jednotný celek, byly velmi rozdílné a hovořily odlišnými jazyky. Tuto odlišnost způsobovala izolovanost jednotlivých andských údolí, která jednotlivé kmeny obývaly. Část z těchto kmenů však také žila nomádským způsobem života na úrovni lovců a sběračů (podobně jako indiáni na východě a jihu země). Některé z těchto nomádských kmenů však časem změnily způsob života a začaly se věnovat zemědělství, kmen Djagitů dokonce vytvořil zavlažovací systémy a terasovitá pole, která se už blížila úrovni Inků. Tyto pozitivní vývojové změny však souvisely s expanzí Incké říše, která se postupně rozšiřovala směrem na jih. Kromě vojáků se tak do oblasti dostávali i inčtí obchodníci a úředníci. Známá Incká cesta se v průběhu 16. století dostala až na území současné argentinské provincie Mendoza. Už tehdy okolní indiánské kmeny a osídlení vykazovaly znaky inckého vlivu.

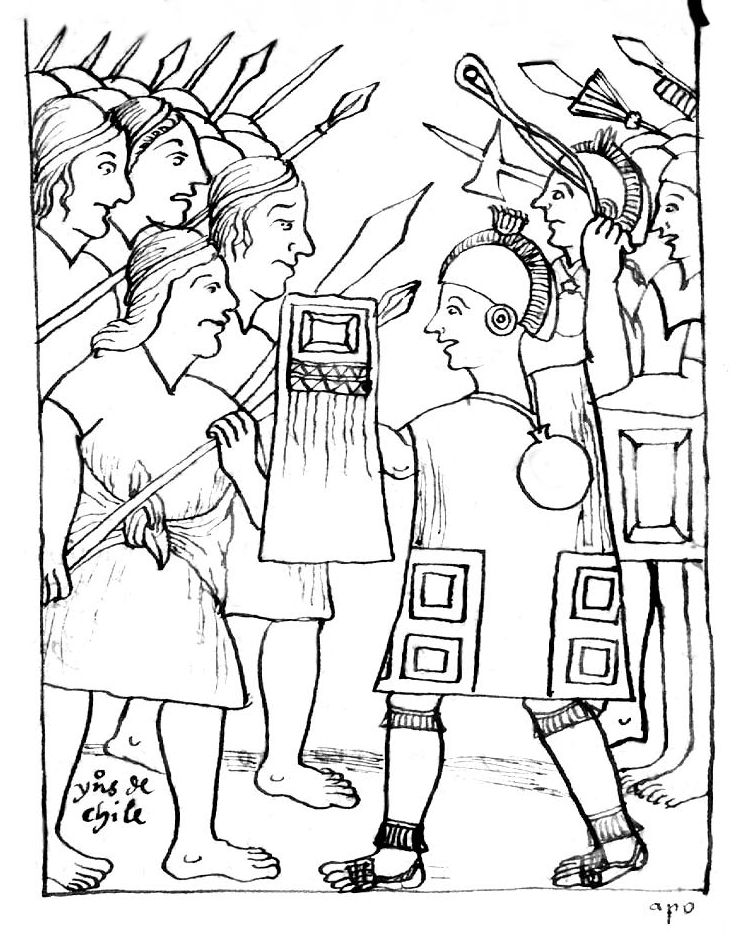
Mapučové v bitvě s Inky.

Zřejmě nejvýznamnějším indiánským kmenem žijícím na území současné Argentiny je kmen Mapučů, známý také pod označením Araukáni. Tento kmen dorazil na území Argentiny ze sousedního Chile až v průběhu 17. století. Během velmi krátké doby však ovládl velké území Patagonie a pampy (nížiny v Jižní Americe). Poté, co Mapučové od Španělů získali koně, stali se rychle velmi zručnými jezdci. Zabývali se chovem dobytka, ne však zemědělstvím. Postupně však začali organizovat loupežné nájezdy na jiné kmeny a později i na bílé osadníky. Araukáni odolávali evropským kolonizátorům nejdéle, moc nad rozsáhlými jižními územími si udrželi až do poloviny 19. století.

## Španělská koloniální éra

### Příjezd Španělů
V roce 1453 dobyl osmanský sultán Mehmed II. Konstantinopol. Díky tomu se Osmanské říši podařilo výrazně omezit obchod mezi Evropou a Dálným východem, na který uvalila velmi vysoké clo a poplatky. Z tohoto důvodu potřebovaly evropské křesťanské státy nalézt nové cesty na východ, které by se vyhnuly území Osmanské říše. Až Kryštof Kolumbus přesvědčil španělské vládce, že do Asie dokáže doplout západní cestou. Ale ještě před skutečným objevem Nového světa začaly spory mezi Španělskem a Portugalskem o neprozkoumaná území. Tyto rozepře rozhodl papež, nicméně později pokračovala vzájemná jednání mezi zástupci obou království, která vyvrcholila podepsáním tordesillaské smlouvy v roce 1494. Smlouva stanovila dělicí linii nových území na 350 námořních mil západně od ostrovů Zeleného mysu, díky čemuž získalo Portugalsko rozsáhlá území budoucí Brazílie. K samotnému objevu Ameriky došlo v roce 1492, ale až Ital Amerigo Vespucci rozpoznal, že se skutečně jedná o nový světadíl a na jeho počest dostal nový světadíl své jméno. Největším lákadlem pro objevitele byly drahé kovy, které jednak vlastnily místní indiánské civilizace a které se hojně nacházely i v nalezištích některých částí Ameriky.

### Objevení a první osidlování Río de la Plata

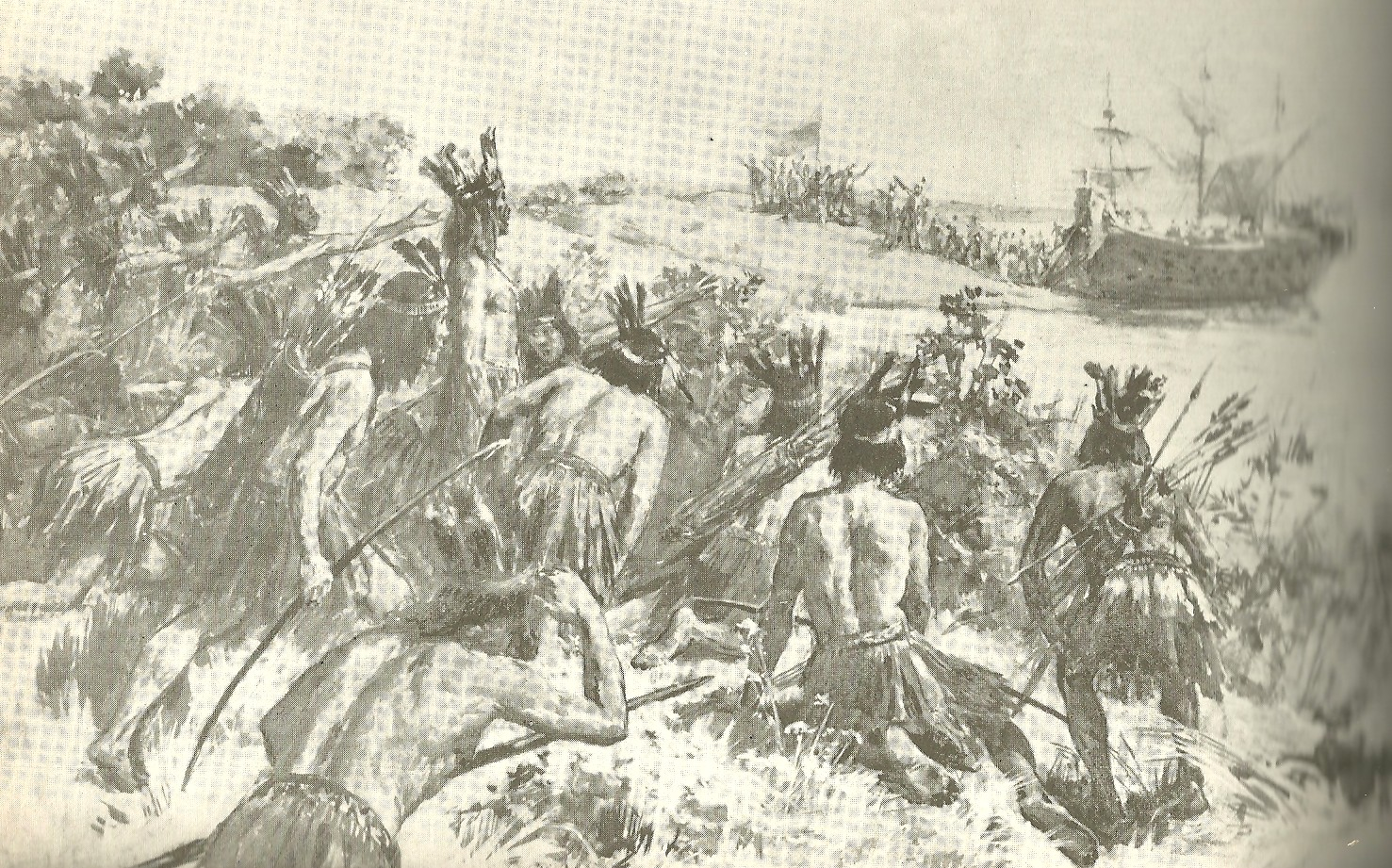
Juan Diaz de Solís a jeho expedice objevují Río de la Plata (1515).

V roce 1512 byl na místo vrchního královského lodivoda Španělska jmenován Juan Diaz de Solís. V roce 1514 španělský (tehdy stále formálně aragonský král) král Ferdinand II. vyslal Solíse prozkoumat nově objevený Tichý oceán. Solís se plavil podél východního pobřeží Ameriky, až v roce 1515 narazil na velkou říční deltu, kterou nazval Mar Dulce, tedy Sladké moře (dnešní Río de la Plata). Na počátku roku 1516 se dostal až k dolnímu toku řeky Uruguay. Zde však padl do zajetí členů domorodého kmene Charrue, kteří jeho a několik jeho vojáků před zraky zbývajících členů expedice (kteří zůstali na lodích) zabili a následně snědli. Navzdory tragickému konci výpravy se ve Španělsku šířily zvěsti o bohatém vládci, který se měl nazývat Argentino, tedy král stříbra. Z toho vznikly předpoklady, že území Río de la Plata jsou bohaté na stříbro (což se však později nepotvrdilo), přičemž právě tyto fámy daly následně i jméno regionu, kterému se začalo říkat Argentina (z latinského argentum, tedy stříbro) a velkému vodnímu ústí zase Río de la Plata, tedy Stříbrná řeka (ze španělského la plata, tedy stříbro).

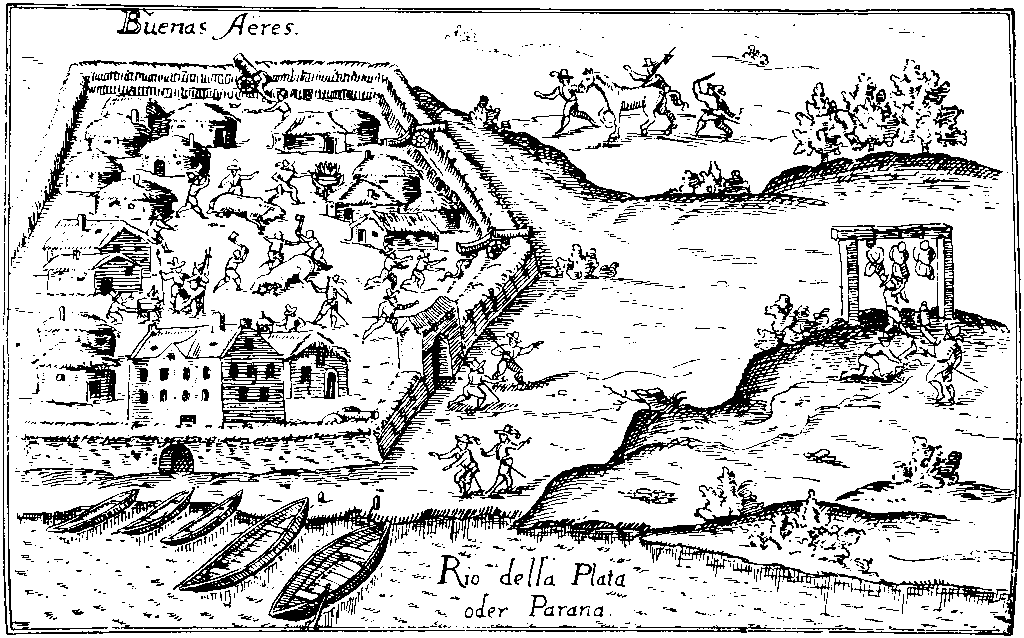
Pedro de Mendoza založil Buenos Aires 2. února 1536. Na obrázku je Buenos Aires krátce po svém založení.

Po trase, po níž se plavil Solís se později vydali dva Portugalci a to Fernão de Magalhães a Rui Faleiro, oba však v službách španělského krále. V roce 1520 se jim podařilo objevit průliv, kterému dali jméno Průliv Všech svatých, později však dostal současný název Magalhãesův průliv. Následně se dostali až do Tichého oceánu, který se ovšem tehdy nazýval Jižní moře, až Magalhães ho přejmenoval na Pacifik, tedy Klidné moře. V roce 1526 dosáhli členové další expedice Mys Horn, což je nejjižnější část souostroví Ohňová zem. Král Karel V. rozdělil dolní část Jižní Ameriky na vodorovné pásy, které se táhly od západu k východu. Jeden z těchto pásů král přidělil král Pedro de Mendozovi, který poté v roce 1535 zahájil velkou expedici (17 lodí a 1 600 lidí), jejímž úkolem bylo osídlení Río de la Plata a následně se měla expedice po řekách přeplavit až do Peru a nakonec k Tichému oceánu (což tehdy bylo považováno za proveditelné). V únoru 1536 dosáhla území současného Buenos Aires. Zde se členové výpravy vylodili a nazvali toto místo Nuestra Señora del Buen Ayre, tedy Naše Paní dobrého větru (počeštěle něco jako „Panna Maria Dobrovětrová“)..
Území kolem nové osady však bylo spíše nehostinné. Místní indiáni byli zpočátku k Španělům přátelští a pomáhali jim poskytováním potravin. Později se však vzájemné vztahy (hlavně vinou Španělů) velmi zhoršily. Španělské území trpělo nedostatek potravin, což nutilo Španěly chovat se vůči indiánům ještě více nepřátelsky ve snaze získat jídlo. To vedlo k prvnímu obléhání Buenos Aires v červnu 1536. Ani indiáni však nedisponovali dostatečnými zásobami potravin a tak obležení osady po nějakém čase ukončili. I tak však z původní expedice zůstala naživu pouze třetina členů. Na místní indiány nepůsobil ani psychologický efekt jízdy, který velmi pomohl Španělům v boji proti Inkům a jiným vyspělým indiánským civilizacím na severu. Část z osadníků v čele s Mendozou se později přesunula severněji, kde vybudovala novou osadu. V roce 1537 se však Mendoza rozhodl oblast opustit. V Buenos Aires tak zůstalo zhruba 100 lidí. Vzhledem k velmi špatným životním podmínkám zůstalo Buenos Aires v roce 1541 zcela opuštěné, jeho obyvatelé se přesunuli severněji do města Asunción, které se v té době stalo centrem španělské kolonizace regionu. O průnik do Peru přes Río de la Plata se následně pokoušelo několik dalších výprav, avšak též bez úspěchu. V polovině 16. století již Španělé vzdali snahy o dosažení Tichého oceánu přes La Platu.
Postupně začali vlastní výpravy do oblasti organizovat i Španělé z Peru, které bylo v té době již stabilní a poměrně bohaté. V roce 1542 španělský kapitán Diego de Rojas jako první Evropan prozkoumal vnitrozemí současné Argentiny. Další průzkumníci přicházeli ze sousedního Chile. Jeden z nich, Francisco de Aguirre založil v roce 1553 osadu Santiago del Estero. Následně začali chilští kolonisté zakládat osady v kraji Cuyo (region na západě současné Argentiny) ve snaze o získání lepšího propojení s oblastí Río de la Plata. Zde založili v roce 1561 osadu Mendoza, v roce 1562 zase osadu San Juan. V roce 1573 bylo o něco východněji založeno město Córdoba. V dalších letech došlo k založení i jiných významných měst jako Salta (1582), La Rioja (1591), či San Salvador de Jujuy (1593).

### Druhé založení Buenos Aires a další osidlování

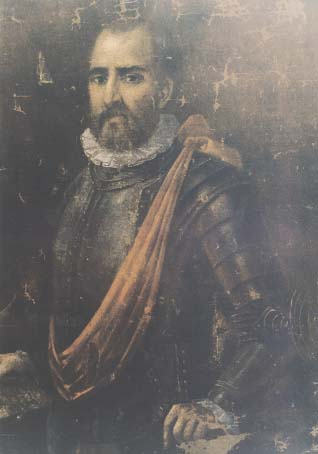
Juan de Garay v roce 1580 založil podruhé Buenos Aires.

V roce 1580 se rozhodl baskický Španěl Juan de Garay uspořádat novou výpravu, která by vyrazila z Paraguaye směrem na jih, resp. jihovýchod. Dne 11. června 1580 se expedice dostala na místo bývalé osady Buenos Aires, kde se Garay rozhodl tuto osadu založit znovu. Toto datum je tak považováno za druhé a konečné založení města Buenos Aires. Tuto expedici tvořilo pouze 66 mužů, z nich bylo jen 10 Španělů, zbytek byli tzv. mestici, tedy míšenci mezi bělochy a indiány. Noví osadníci se poučili z chyb prvních osadníků a s domorodými obyvateli vycházeli mnohem lépe. Postupně došlo k založení desítek nových osad, přesto bylo toto území osídleno pouze několika tisíci nových osadníků. Jelikož území současné Argentiny neoplývalo stříbrem (které tam všichni hledali) a nebyly tam ani jiné zajímavé suroviny (které by objevitelé tehdy dokázali najít), začala se nová sídla budovat především v místech indiánských osad, protože původní obyvatelstvo bylo v podstatě to jediné, co uměli evropští osadníci využít. Výjimku tvořila pouze dvě přístavní města a to Buenos Aires a Santa Fe (říční přístav), které nebyly postaveny na místě předchozích indiánských osad. Typizovaná nová města byla všechna zakládána na stejném principu. Centrum tvořilo hlavní náměstí (plaza), kde se nacházel kostel, cabildo (tedy budova městské rady) a další důležité budovy, kolem náměstí se v šachovnicovém rozložení nacházely parcely pro obytné domy osadníků.
Jelikož zde nebyly drahé kovy jako v Peru, prosperita každého nového sídla v oblasti závisela na množství a dovednosti domorodých obyvatel, jichž začali Španělé velmi rychle zneužívat na těžké nucené práce. Kvůli vyčerpávající práci a evropským nemocem, vůči nimž neměli původní obyvatelé imunitu, začali brzy tito ve velkém umírat. To způsobovalo ekonomice oblasti La Plata velké problémy, protože zde nebylo mnoho otrokářů, dovážejících černé otroky z Afriky, kteří by indiány nahradili (což bylo rozšířenou praxí v jiných částech Španělského impéria). Z tohoto důvodu se osadníci přeorientovali ze zemědělství (které vyžadovalo mnoho pracovních sil) na chov dobytka. Ale dobytek a jiné zboží, které se v oblasti La Plata vyprodukovalo, se muselo na základě příkazu Španělů do Evropy vozit přes Peru, což jednak prodlužovalo cestu zboží (jak z La Platy, tak i do ní) a zároveň i velmi navyšovalo cenu. Tento stav velmi vadil místním osadníkům, na což si Koruně stěžovali, ale neúspěšně. Jelikož nenašli odezvu ve Španělsku, začalo bujet pašeráctví, silně podporované Portugalci. Díky nelegálnímu obchodu se postupně autorita Peru a vzájemné propojení mezi La Plata a Peru stávalo méně důležitým a Río de la Plata se obracelo směrem k Atlantskému obchodu. Buenos Aires jako největší španělský přístav na atlantickém pobřeží se tak postupně stal nejvýznamnějším centrem v oblasti Río de la Plata.

### Vytvoření místokrálovství Peru

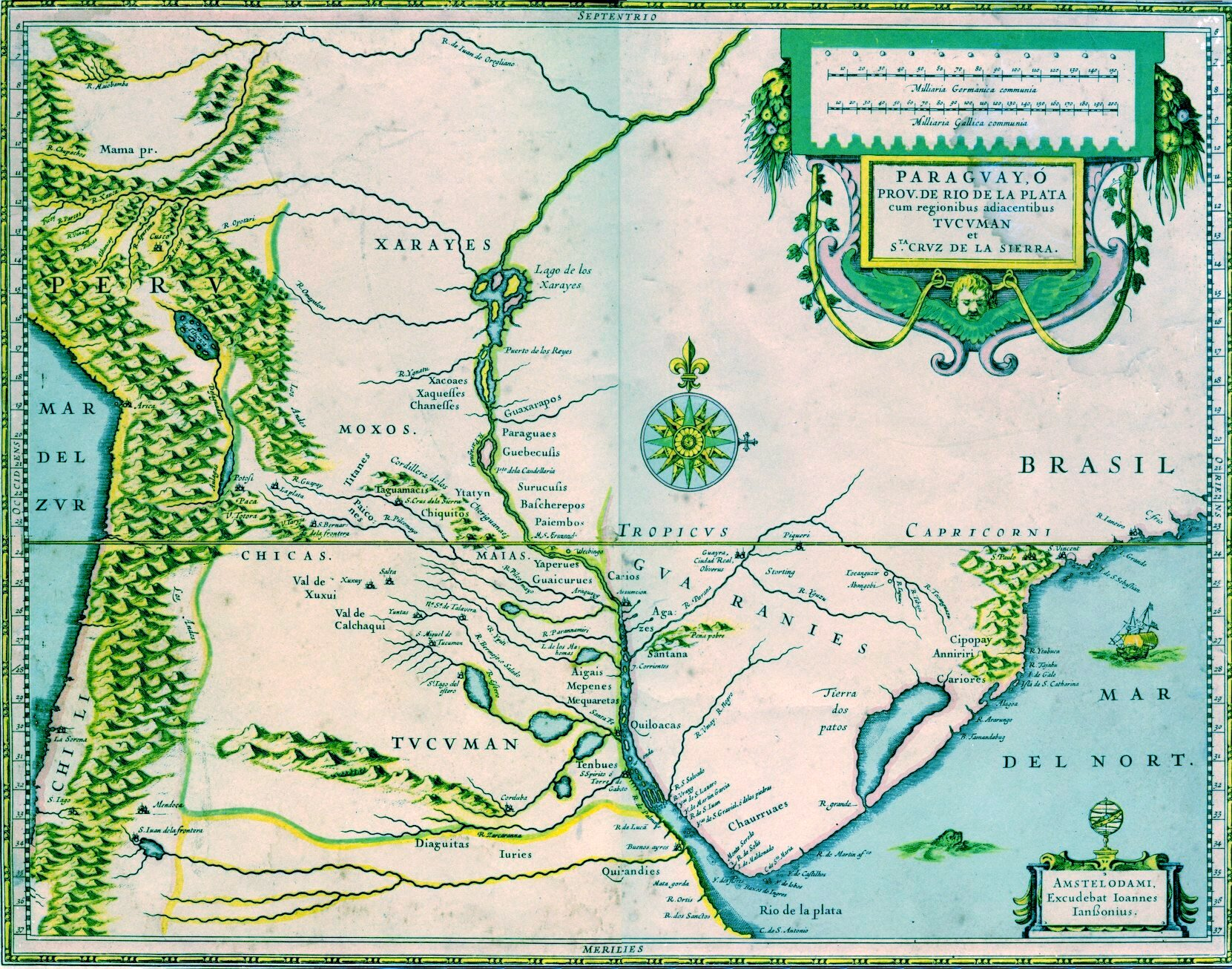
Mapa z počátku 17. století ukazuje oblast Rio de la Plata.

Také obchodníci z města Potosí (centra těžby stříbra ve španělské Jižní Americe) velmi brzy pochopili, že je pro ně výhodnější posílat stříbro přes Buenos Aires, než přes Limu. Díky tomu začalo Buenos Aires rychle růst a bohatnout. V průběhu 16. století padlo rozhodnutí, že je třeba ukončit chaotický a nejednotný způsob vlády v koloniích a španělský král přistoupil k vytvoření řady místokrálovství, která měla mít přesně stanovená území a pravomoci. Jedním z těchto nových útvarů se stalo místokrálovství Peru. V jeho čele stál místokrál, který byl představitelem krále v oblasti. Kvůli v té době velmi rozšířené korupci podléhal místokrál mnoha omezením. Nesměl se oženit s místní ženou, nesměl vlastnit nemovitosti v místokrálovství a ani zde obchodovat. Místokrál byl nejvyšším představitelem administrativy, odpovídal za výběr daní, byl hlavou místní církve, předsedal soudu a velel armádě. Reálně však byly některé jeho pravomoci pouze teoretické (např. v církvi). V oblastech, kde stále probíhaly boje s indiány (resp. později s piráty a bandity) došlo k vytvoření generálních kapitanátů (capitanía general). V jejich čele stál guvernér, který se v případě potřeby mohl obrátit přímo na krále, přestože spadal pod místokrále. Místokrálovství se dále dělilo na tzv. corregimientos, které spravovali správci (corregidores), kteří předsedali cabildu, tedy městské radě. Corregimientos byly zpravidla osady a území kolem nich. Samotnou správu města mělo na starosti právě cabildo. Jeho členové volili každoročně starostu osady (alcalde). Pravomoci cabilda byly velmi široké. Na soudní záležitosti dohlížely tzv. reales audiencia, tedy Královské audience. Těm předsedal místokrál, resp. guvernér.
Jelikož bylo třeba budovat a pracovat v dolech, k čemuž noví osadníci nejevili přílišnou ochotu, vznikl systém repartimiento, který znamenal přidělování půdy Španělům za jejich služby Koruně. Na to se vázala tzv. encomienda, tedy že k přidělené půdě byl přidělen i určitý počet indiánů. Vlastníci takové půdy měli právo vybírat na jim přidělených indiánech daň a to buď ve formě naturální (například poskytnutí zemědělských produktů) nebo ve formě práce. Pracovní systém encomienda se však velmi rychle stal doslova otroctvím, a na jeho následky umíralo indiánské obyvatelstvo ve velkých počtech (v některých oblastech Ameriky v jeho důsledku bylo domorodé obyvatelstvo prakticky zcela vyhubeno). Systém encomienda tak byl posléze zrušen a nahrazen jiným. K dalšímu pracovnímu systému patřila tzv. mita. Ta přikazovala každému indiánskému náčelníkovi, aby posílal své muže na veřejně prospěšné práce. V skutečnost se však těmito pracemi rozuměla práce v dolech, kde se těžilo stříbro a zlato. Indiáni v rámci systému mita odpracovali často více než 200 dní ročně. Dalším pracovním systémem zneužívajícím původní obyvatelstvo bylo tzv. yanaconazgo. Tímto pojmem se označovali indiáni, kteří přestali být součástí určitého kmene. V podstatě šlo o přesuny indiánů do oblastí, kde byli místní indiáni značně zdecimováni a neměl zde tak kdo pracovat.

### Vytvoření Guvernorátu Río de la Plata

Královské audience. Základ pozdějšího rozdělení místokrálovství Peru a Jižní Ameriky. Rozdělení přibližně z roku 1650.

Region Río de la Plata zůstával během 16. a 17. století nejméně rozvinutým regionem Španělského impéria. Z toho vyplývalo i stále velmi řídké osídlení oblasti, což bylo v protikladu s rychle rostoucí oblastí Peru, hlavně okolí hornického města Potosí. Skoro všechna významnější sídla v tehdejší Argentině tak byla postavena právě na cestě z Río de la Plata do Potosí. Následně byly během 16. století v oblasti vytvořeny tzv. guvernoráty (gobernaciones) , které měly spravovat oblast. Vznikl tak Guvernorát Río de la Plata a Paraguay. Formálně se guvernér La Platy zodpovídal místokráli z místokrálovství Peru. Ale Peru bylo velmi daleko a tak reálnou moc stále drželi místní conquistadoři. Ani jeden z guvernérů však nevydržel ve funkci delší dobu, mnozí byli svrženi vzpourami, jiní se raději ze strachu vrátili do Peru. Situace se změnila až na konci 16. století, kdy guvernéři konečně dostali reálné pravomoci. Ale i zde se projevila velká vzdálenost místokrále z Peru a tak se guvernér stal prakticky neomezeným vládcem regionu, který dokonce neuplatňoval ani mnohé příkazy samotného krále.
Velkou roli v rozvoji oblasti začala hrát katolická církev, která nejen šířila křesťanství, ale pomáhala také s rozšiřováním španělského vlivu a rozvoji obchodu a průmyslu. V roce 1618 byla ve městě Córdoba postavena první katedrála v Argentině. Církevní představitelé se také přičinili o změnu způsobu života některých indiánských kmenů, které se pod jejich vlivem usadily a přestaly kočovat. Velké plochy nížin nazývané pampy získaly na velké důležitosti. Tvořily prostor pro chov velkých stád skotu, ovcí či koní, která se stala důležitým zdrojem místních příjmů. Začaly také vznikat zemědělské usedlosti, tzv. estancias (které se díky velkému dostupnému území často rozkládaly na značném prostoru), čímž se začala i intenzivnější zemědělská činnost. Místní rolníci pěstovali například cukrovou třtinu či révu. Nad tradičním zemědělstvím však absolutně převládal chov dobytka, čímž se oblast Río de la Plata odlišovala nejen od Španělska, ale také od ostatních kolonií.
Na počátku 17. století začaly vznikat konflikty mezi portugalskými obchodníky žijícími v Buenos Aires a vlivnými španělskými kolonisty. Tyto střety vyvrcholily nuceným odchodem Portugalců z Buenos Aires, což zcela paralyzovalo místní obchod, neboť v něm dominovali právě Portugalci. To způsobilo velké ztráty místním bohatým osadníkům, kteří v roce 1617 pro Buenos Aires prosadili autonomii. Vznikl tak Guvernorát Río de la Plata, oddělený od Paraguaye, což snížilo vliv Paraguayců. Vyhnaní Portugalci se tak mohli znovu vrátit do Buenos Aires. Konflikty však pokračovaly a v roce 1640 se španělští osadníci znovu pokusili vyhnat Portugalce z města. Vytvoření samostatného guvernorátu však bylo podporováno i samotným Španělskem, které tak chtělo posílit svůj vojenský vliv v oblasti, především kvůli ochraně španělských lodí před tamějšími piráty. Ale španělská podpora se velmi brzy změnila na povinnost platit vysoké daně. Protože však oficiální obchod musel stále procházet přes Limu, neměli obyvatelé Buenos Aires dostatek peněz, aby daně zvládali platit. To vyvolalo ve městě velkou nespokojenost, část obyvatel dokonce hrozila, že ho opustí. Na druhé straně tento stav pouze posílil nelegální obchod, který díky tomu postupně vysoce převýšil obchod oficiální. Buenos Aires se začalo postupně rozvíjet, v roce 1680 zde žilo už 5000 obyvatel. Zbytek území současné Argentiny však stagnoval, protože osady byly velmi závislé na Peru, později na Buenos Aires. Právě závislost na centrální moci způsobovala stagnaci jednotlivých osad. To vedlo ke vzniku velmi izolovaných oblastí, což přispělo k růstu silného regionalismu. Právě regionalismus v dalších stoletích komplikoval vznik a fungování pozdějšího nezávislého argentinského státu.

### Rozmach Buenos Aires a vznik místokrálovství Río de la Plata

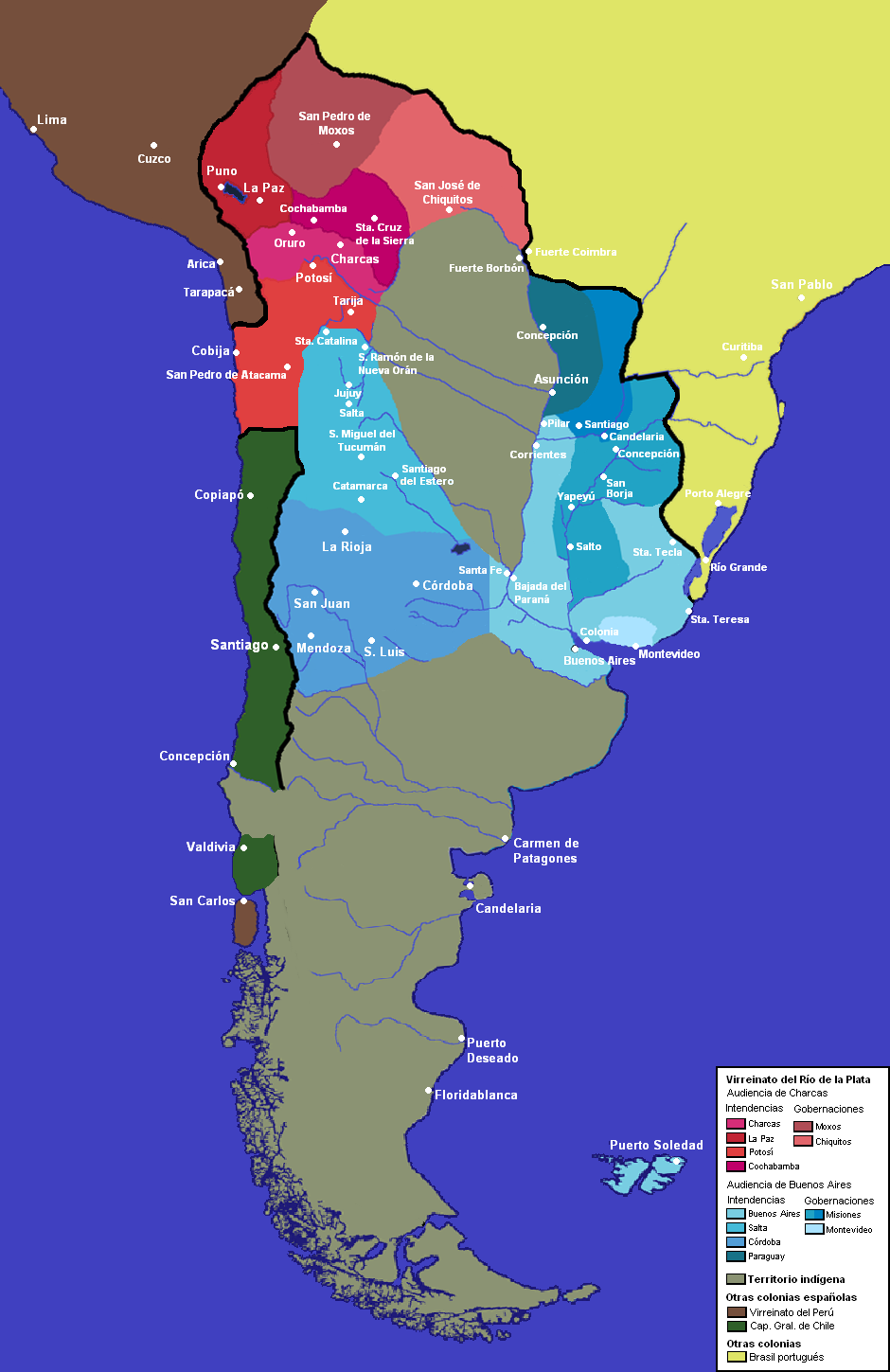
Administrativní rozdělení místokrálovství Río de la Plata (1783).

Špatná životní a ekonomická situace v oblasti Río de la Plata se začala měnit k lepšímu v průběhu 18. století. V Evropě právě skončila válka o španělské dědictví, do které se zapojily všechny mocnosti. Následovala postupná obnova, což znamenalo trh pro zboží z kolonií a posílilo atlantský obchod. Buenos Aires se díky tomu stalo jedním z nejvýznamnějších obchodních středisek impéria. Díky tomu mohlo Buenos Aires rozšiřovat svůj vliv i do odlehlých a málo osídlených oblastí. Dařilo se ale i Portugalcům, kteří postupně také obnovili své obchodní trasy a na druhém břehu Río de la Plata, prakticky hned naproti Buenos Aires, vybudovali pevnost a osadu Colonia del Sacramento. Portugalci tak chtěli konkurovat obchodnímu centru v Buenos Aires. Španělé novou osadu považovali především za vojenskou hrozbu a proto guvernér Buenos Aires José de Garro zorganizoval vojenskou výpravu. Tato byla úspěšná, zvítězila nad místními Portugalci, zajala jejich guvernéra a vyhnala je na sever. V reakci na to Portugalci pohrozili Španělsku válkou, pročež Španělé ustoupili a Portugalci se tak mohli znovu vrátit do Colonia del Sacramento, které se stalo pašeráckým centrem oblasti. V Buenos Aires se tak začal rozšiřovat trh s otroky z Afriky. Místním obyvatelům se to však nelíbilo, protože se obávali hrozby chorob a proto předaní otroci okamžitě putovali na sever do Potosí, kde těžili stříbro. Navzdory obavám místních se Buenos Aires stalo v první polovině 18. století největším otrokářským přístavem Jižní Ameriky. V roce 1739 však byli britští obchodníci s otroky z města vyhnáni. V následujících letech se symbolem prosperity Buenos Aires staly patrové cihlové domy, které začaly ve městě růst. V roce 1744 už ve městě žilo více než 11 000 lidí, v roce 1776 dokonce 20 000 obyvatel.

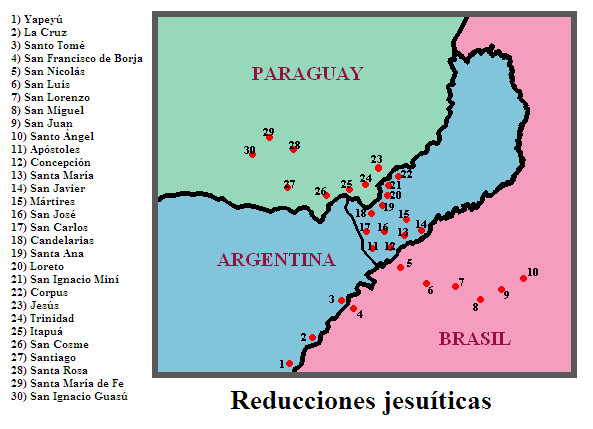
Poloha jezuitských misií v rámci území současných států Argentina, Brazílie a Paraguay.

Vyhnání britských otrokářů uvolnilo místo pro španělské obchodníky, kteří podporovali růst města. Právě tito začali podněcovat ukončení podřízenosti vůči Peru. Zbývající sídla mimo Buenos Aires však zůstávala stále zaostalá a závislá na rozhodnutích centra v Peru, resp. Buenos Aires. V roce 1750 podepsali Španělé a Portugalci tzv. smlouvu o výměně, na základě které předali Španělé Portugalcům sedm nejvýchodněji položených jezuitských misií na toku řeky Paraná výměnou za portugalskou osadu Colonia del Sacramento, kterou obdrželo Španělsko. Jedním z důvodů této výměny byla snaha obou států o snížení vlivu jezuitů, jejichž osadám se v oblasti dařilo mnohem lépe, než osadám španělských kolonistů. I indiáni, kteří zůstali, se houfně pokoušeli dostat právě do jezuitských osad, protože tam byl život pro původní obyvatelstvo snesitelnější. Právě skutečnost, že misiím se dařilo a že díky indiánům dokázaly produkovat velmi kvalitní výrobky a dosahovaly vysoké zemědělské produkce podnítila španělské kolonisty k podobným opatřením. Jezuité proti dohodě přisuzující jejich misie Portugalsku protestovali, ale neúspěšně. Následkem toho se indiánští obyvatelé misií vzbouřili a následovala tzv. guaraníjská válka, ve které byli indiáni drtivě poraženi španělsko-portugalskou převahou. Vojenský odpor indiánských obyvatel misií však přispěl v roce 1767 k rozhodnutí krále Karla III. nařídit vyhnání jezuitů z celého Španělského impéria. Tím začal rychlý úpadek osad, které byly před tím jezuitskými misiemi. Následně byla jejich správa svěřena františkánům.
Španělé potřebovali vyřešit problém s nelegálním obchodem v oblasti Río de la Plata. Zrušili obchodní monopol Limy a umožnili několika americkým přístavům obchodovat přímo s evropskými španělskými přístavy, také snížili daňové zatížení La Platy. Ale obchodní plavby směly provádět pouze španělské lodi a těch bylo v té době nedostatek. Na výrobky z nešpanělských zemí dovážené do kolonií bylo uvaleno velké clo. Následně Bourboni, kteří vládli Španělsku, přistoupili i na administrativní reformy. Vytvořili tzv. intendencias, co byly menší územní celky v rámci místokrálovství. V jejich čele stáli intendanti, kteří obdrželi značné pravomoci. Po Sedmileté válce získali Španělé znovu kontrolu nad osadou Colonia del Sacramento (kterou před tím znovu obsadili Portugalci). Zároveň se však začali obávat možné britské invaze, protože před tím Britové z vícero oblastí vytlačili Francouze. Britové začali kontrolovat všechny obchodní cesty v severním Atlantiku a tak se začal zvyšovat význam Buenos Aires. Vznikly tak první reálné plány na skutečné povýšení Buenos Aires, které by tak nebylo už jen guvernorátem. S tím však nesouhlasili Španělé v Limě. Přesto v roce 1776 oficiálně vzniklo místokrálovství Río de la Plata s hlavním městem Buenos Aires. Pod nové místokrálovství patřily oblasti Paraguaye, Tucumánu, Cuyo a Horní Peru (kde se nacházely stříbrné doly Potosí). Díky tomu už nebylo stříbro posíláno přes Limu, ale přes Buenos Aires. Hlavním představitelem změn byl první místokrál Pedro Antonio de Cevallos. Místokrálovství se rozdělilo na osm intendancií. Pozitivní dopad těchto změn se projevil opětovným výrazným nárůstem počtu obyvatel Buenos Aires a zdvojnásobením objemu vývozu zboží.

## Válka za nezávislost

### Důvody konfliktu

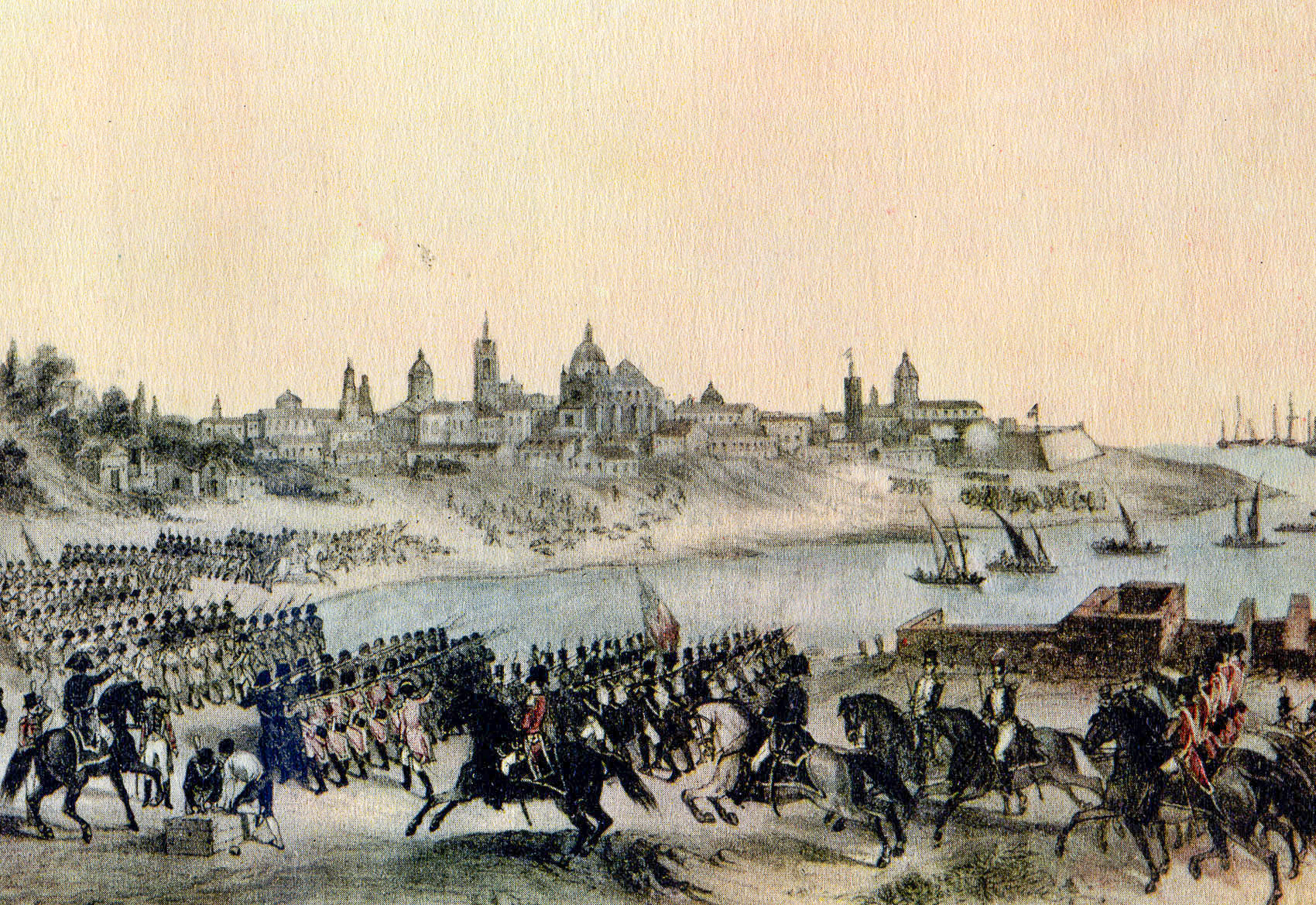
Na začátku 19. století využili Britové slabost Španělska a začali útočit na Río de la Plata.

Prakticky již od poloviny 18. století si činitelé Španělského impéria uvědomovali, že nadvláda Španělska nad jeho americkými koloniemi je v současné podobě těžko udržitelná. V koloniích vládla dlouhodobá nespokojenost s mnoha rozhodnutími Koruny. Napětí v Americe vytvářelo především daňové zatížení či nutnost obchodovat pouze prostřednictvím španělských lodí. Španělsko nebylo schopno dodávat do La Platy dostatek vlastních produktů a proto byla oblast zásobována hlavně zahraničním zbožím, které však bylo zatíženo vysokými daněmi. To vedlo v Buenos Aires k růstu cen. Také jmenování evropských úředníků na koloniální funkce vyvolávalo rozporuplné reakce, protože tito neměli potřebný přehled o místní situaci. Španělé se proto snažili postupně poskytovat kreolům (criollos), tedy potomkům španělských přistěhovalců narozeným již v Americe, více autonomie, ale jen do té míry, aby zůstala zachována nadvláda a propojení se Španělskem. Padl také návrh, aby se v Americe vytvořilo několik formálně nezávislých království, do jejichž čela by byli dosazeni princové z rodu Bourbonů. Tento návrh však nebyl schválen. Myšlenky osvícenství ovlivnily i místní kreoly. Mnozí z nich totiž studovali ve Španělsku a jiných evropských zemích a viděli úpadek Španělského království a zároveň pokles španělské reputace v ostatních evropských zemích.
Udržení španělské nadvlády nad oblastí La Platy mělo zajistit i vytvoření místokrálovství Río de la Plata v roce 1776, do kterého bylo investováno velké množství prostředků. Do toho však mimo jiné velmi negativně zasáhlo bezvládí ve Španělsku v roce 1808, kdy začala španělská válka za nezávislost. Tím začaly diskuse o tom, kdo a jak by měl vládnout nejen v samotném Španělsku, ale i v jeho koloniích. Tehdy se začaly objevovat úvahy o nezávislosti, ale jen jako jedné z několika alternativ. První možností bylo uznání legitimity vlády junty, která vznikla ve Španělsku. Další variantou bylo uznat za královnu sestru posledního krále Ferdinanda VII. Šarlotu. Možností bylo také vytvořit vlastní juntu, která by vládla jménem posledního krále Ferdinanda VII., což by znamenalo v podstatě určitou formu autonomie. Postupně získala nejvíce zastánců myšlenka autonomie a vlastní junty.

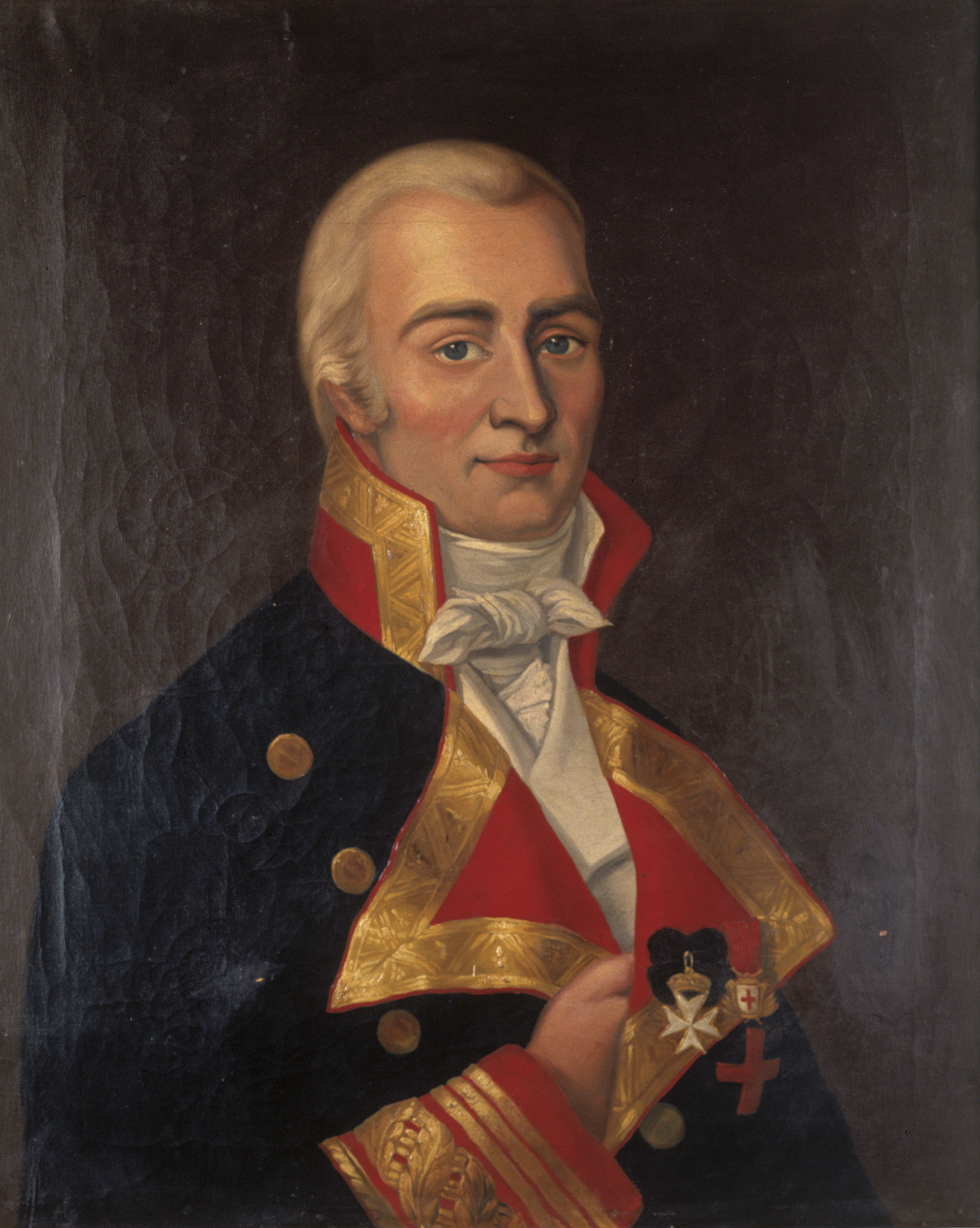
Santiago de Liniers stál v čele kreolského vojska, které z Buenos Aires vyhnalo Brity.

V letech 1806 a 1807 se předchozí obavy z britské invaze do La Platy ukázaly jako opodstatněné. Britům se podařilo obsadit Buenos Aires. Španělé městu na pomoc nepřišli a místní si museli poradit vlastními silami. To ukázalo na neschopnost Španělů ochránit vlastní území. Hlavní roli v osvobození města získali místní kreolové, kterým tak stoupla nejen prestiž, ale i síla a politický vliv. V jejich čele stál Santiago de Liniers, Francouz ve španělských službách, který získal poměrně velký vliv. Navíc myšlenka svobodného přístavu Buenos Aires, který by mohl volně obchodovat s celým světem podle vlastního uvážení byla velmi lákavá. Otázku, kdo by měl vládnout nakonec rozhodla místní vláda La Platy, která přísahala věrnost juntě v Seville. Sevillská junta vládla oficiálně jménem svrženého krále Ferdinanda VII. na základě teorie o svrchovanosti lidu během nepřítomnosti krále. Tato myšlenka se však velmi zamlouvala i lidem žijícím v amerických koloniích. Ti tak dospěli k názoru, že i oni by měli mít stejné právo na vytvoření vlastních orgánů tak, jak tomu bylo ve Španělsku. Začaly se tak vytvářet vlastní lokální junty. V roce 1808 byla zřízena taková junta v Montevideu. Do jejího čela se postavil španělský guvernér města a za cíl si dal vymanění se z vlivu Buenos Aires a jeho místokrále Santiaga de Liniers (bonapartisty), nikoli však Španělska. Když však byl Liniers zbaven moci a nahrazen novým místokrálem Baltasarem Hidalgo de Cisneros, rozpustila se junta z Montevidea sama. Francouzi však byli na evropských bojištích úspěšní a vládnoucí junta se musela ze Sevilly přesunout do Cádizu, kde se sama rozpustila a byla nahrazena tzv. regentskou vládou. Ta prosazovala myšlenku rovnosti Španělů a Američanů, ale zároveň tvrdila, že americké kolonie jsou nedílnou součástí Španělska. S tímto však nesouhlasili mnozí Američané, kteří tvrdili, že americké kolonie jsou vázány na španělskou Korunu, ne na španělský národ a tudíž když není král, právo vládnout přechází na americký lid. Z tohoto důvodu začaly vznikat v koloniích nové junty, které měly vládnout do návratu legitimního krále.
Španělští úředníci však považovali vznik junt za vzpouru a rozhodli se všechny zrušit a odpor potlačit. Ale mnoho úřednických postů již zastávali místní kreolové, kteří byli příznivci vlastní vlády. Tím se začaly zhoršovat vztahy mezi kreoly a Španěly, nazývanými peninsulares, což znamená „poloostrované“ (Pyrenejský poloostrov). Obě skupiny sebou navzájem velmi pohrdaly. Španělé nicméně přistoupili i ke změnám, když povolili přístavům v oblasti Río de la Plata volně obchodovat se spojeneckými a neutrálními zeměmi a zboží mohly vozit i lodě z daných států. Nebyla už potřebná ani formální zastávka v některém španělském přístavu. V prvních letech 19. století tak obchod mezi Španělskem a La Plata přestal fakticky existovat, protože Španěly nahradily jiné státy, které byly schopny plnit požadavky obchodníků z La Platy. Jako jediný faktor, který ještě zůstával ve prospěch království byly špatné vnitřní vztahy v kolonii, kde na jedné straně stálo Buenos Aires a na druhé straně Montevideo a provincie. Poté, co Španělsko převzalo většinu zisků ze stříbrných dolů v Potosí pod vlastní rozpočet, bylo Buenos Aires (jehož zisk tehdy tvořily hlavně doly v Potosí) nuceno více zdanit okolní provincie, což vzájemné vztahy ještě více zhoršilo.

### Květnová revoluce

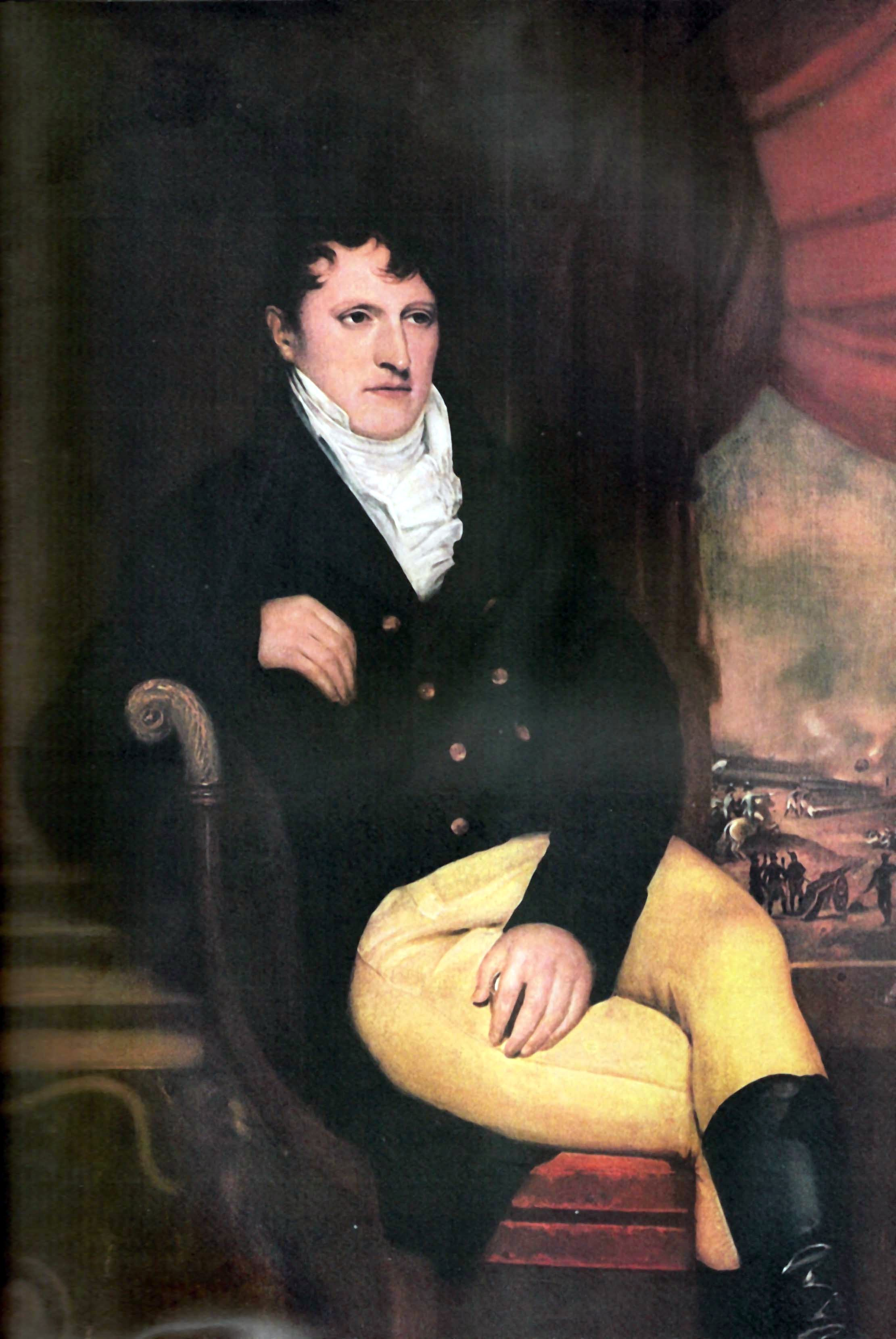
Manuel Belgrano, jeden z vůdců kreolů, stál na počátku revoluce.

V roce 1808 donutil francouzský vládce Napoleon Bonaparte španělského krále Karla IV. abdikovat a jeho dědice Ferdinanda nechal uvěznit. Na španělský trůn Napoleon dosadil svého bratra Josefa. Španělsko tak bylo zavlečeno do války, která spustila období bezvládí, vyplněné vládami junt, resp. regentské vlády. To zapříčinilo debaty o tom, kdo má v případě nepřítomnosti krále právo vládnout a kterému území. Dosavadní místokrál Santiago de Liniers musel odstoupit a na nového se muselo určitou dobu čekat. Následně ze Španělska přišel Baltasar Hidalgo de Cisneros, který se ujal funkce místokrále La Platy. Toho však nejmenoval král, ale odbojná junta ze Sevilly, která neuznávala autoritu krále Josefa, ale naopak přísahala věrnost sesazenému králi. V té době měla v Buenos Aires velmi silnou pozici místní milice, protože celá oblast byla od dob britských invazí značně militarizovaná. Kvůli nedostatku peněz, neboť Španělsko se nacházelo v krizi, se nový místokrál rozhodl snížit rozpočet milice. To se nelíbilo místním kreolům, kteří tvořili většinu místní milice, neboť toto rozhodnutí považovali za pokus oslabit a následně odstranit patrioty (jak se podle severoamerického vzoru nazývali). V jejich čele stál Manuel Belgrano, který začal připravovat možnou revoluci. V průběhu května 1810 byla junta v Seville donucena uprchnout před Francouzi do Cádizu. Patrioti si vynutili svolání schůze cabilda (městské rady), kde chtěli projednat postup po této události. Cisneros souhlasil a na 22. května 1810 cabildo skutečně svolal. Zde si obyvatelé Buenos Aires odhlasovali ustanovení vlastní junty. Do jejího čela byl zvolen místokrál Cisneros. To se však nelíbilo radikálnímu křídlu patriotů a proto byla o několik dní později vytvořena nová junta, ve které už místokrál nefiguroval. Kreolové následně místokrále zatkli. Nová junta je v současnosti známa jako první junta. Do jejího vedení byl zvolen člen milice a obchodník Cornelio Saavedra.

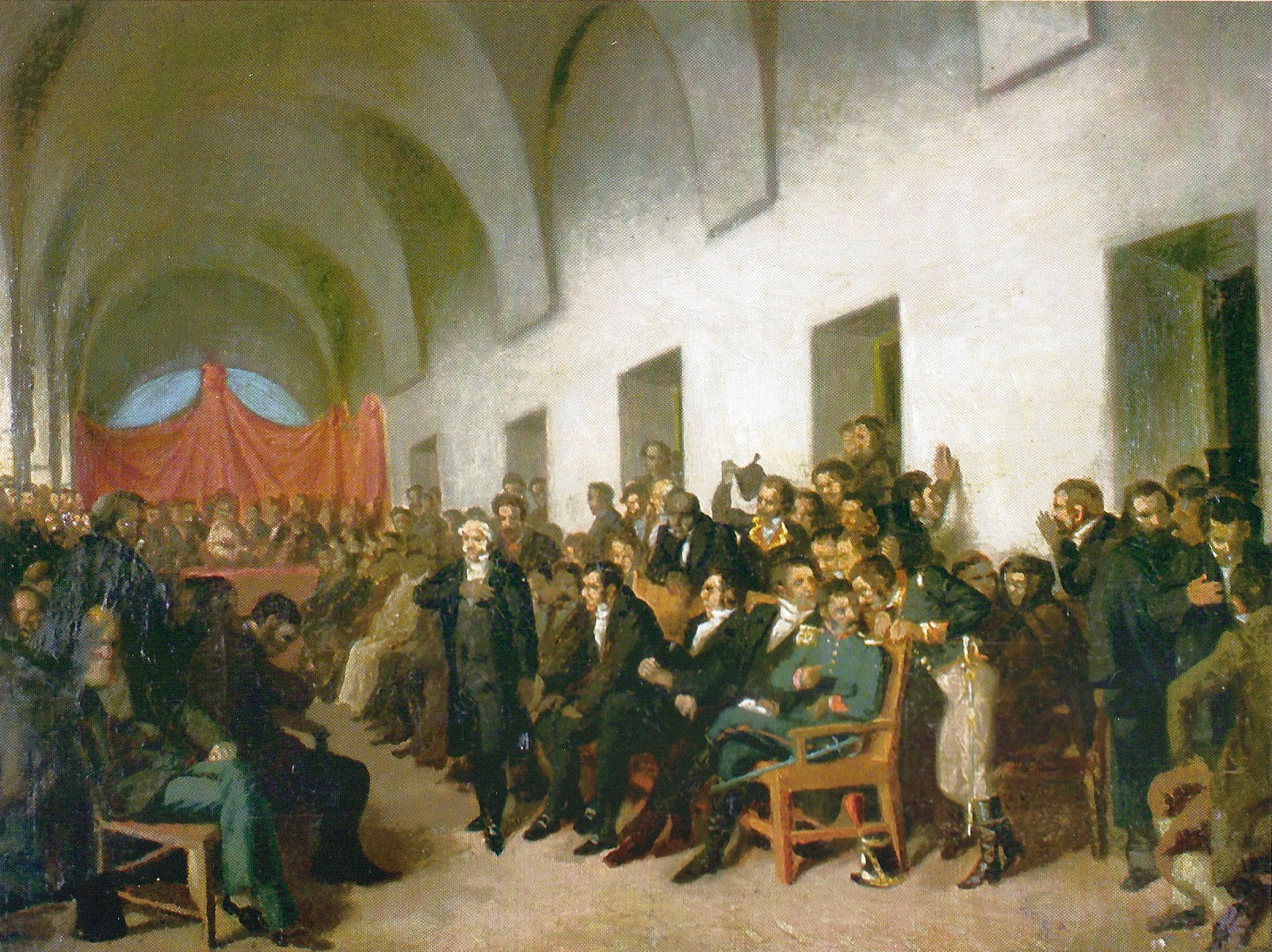
Shromáždění cabilda dne
22. května 1810

Navzdory silnému zastoupení patriotů přísahala junta věrnost králi Ferdinandovi, pod podmínkou, že se vrátí na trůn. Na druhé straně již neuznávala autoritu tzv. regentské vlády, která vznikla v Cádizu po odchodu junty ze Sevilly. Nová Laplatská junta měla ambici vládnout celému území místokrálovství. K událostem z Buenos Aires se však zbývající provincie místokrálovství nepřidávaly, což bylo mimo jiné výsledkem silné regionální nevraživosti a roztříštěnosti místokrálovství. Montevideo dokonce přísahalo věrnost regentské vládě v Cádizu a odmítlo změny z Buenos Aires. Nová junta přistoupila i ke změnám v soudnictví, kdy odvolala dosavadní soudce a nahradila je svými vlastními. První větší vystoupení proti změnám se událo ve městě Córdoba, kam se před tím stáhl Santiago de Liniers. Představitelé junty se rozhodli, že vůči vzbouřencům budou postupovat tvrdě a po jejich porážce popravili vůdce kontrarevoluce včetně Linierse. Na konci roku 1810 se však projevily rozpory mezi členy první junty, která byla nahrazena tzv. Velkou juntou, ve které už nejradikálnější členové neměli místo. Na konci roku 1811 byla zrušena i tato junta a nahrazena prvním triumvirátem. Představitelé triumvirátu se rozhodli rozpolcenost provincii řešit radikálněji než junty a chtěli provincie přimět k poslušnosti vůči Buenos Aires silou. Zde se však začaly projevovat první spory mezi unionisty (Unitarian) a federalisty. Ve vedení unionistů, kteří tehdy připouštěli i vládu španělského krále stáli Manuel Belgrano a Bernardino Rivadavia. V čele federalistů, kteří prosazovali vytvoření volné federativní republiky stál José Gervasio Artigas. Avšak skutečná nezávislost nebyla vyhlášena ani po několika letech, což se nelíbilo mnohým patriotům. V roce 1812 se dokonce několik roajalistů neúspěšně pokusilo o kontrarevoluci, načež byli jejich vůdcové popraveni.

### Tvorba nezávislé vlády a cesta k samostatnosti
V tomto období se do Buenos Aires z Evropy vrátil voják José de San Martín. Ten však nepatřil k milicionářům, ale k bývalým královským vojákům, kteří se rozhodli vyvažovat vliv milicí. Právě vojáci byli mnohem více radikální a stali se hlavní silou budoucích změn. To vedlo k pádu prvního triumvirátu a nástupu druhého triumvirátu. Zároveň s tím vzniklo ústavodárné shromáždění. V obou orgánech měli rozhodující slovo právě radikální armádní představitelé a jejich spojenci. V té době došlo i k formálnímu přejmenování místokrálovství na Sjednocené provincie La Platy. Ústavodárné shromáždění schválilo podobu vlajky, přijalo vlastní měnu a hymnu a deklarovalo svrchovanost (ne však nezávislost). I další opatření byla protikrálovská. V roce 1814 začal zemi vládnout tzv. Director Supremo, doslova „Nejvyšší ředitel“. Director Supremo začal otevřeně podporovat a prosazovat opatření vedoucí k nezávislosti.

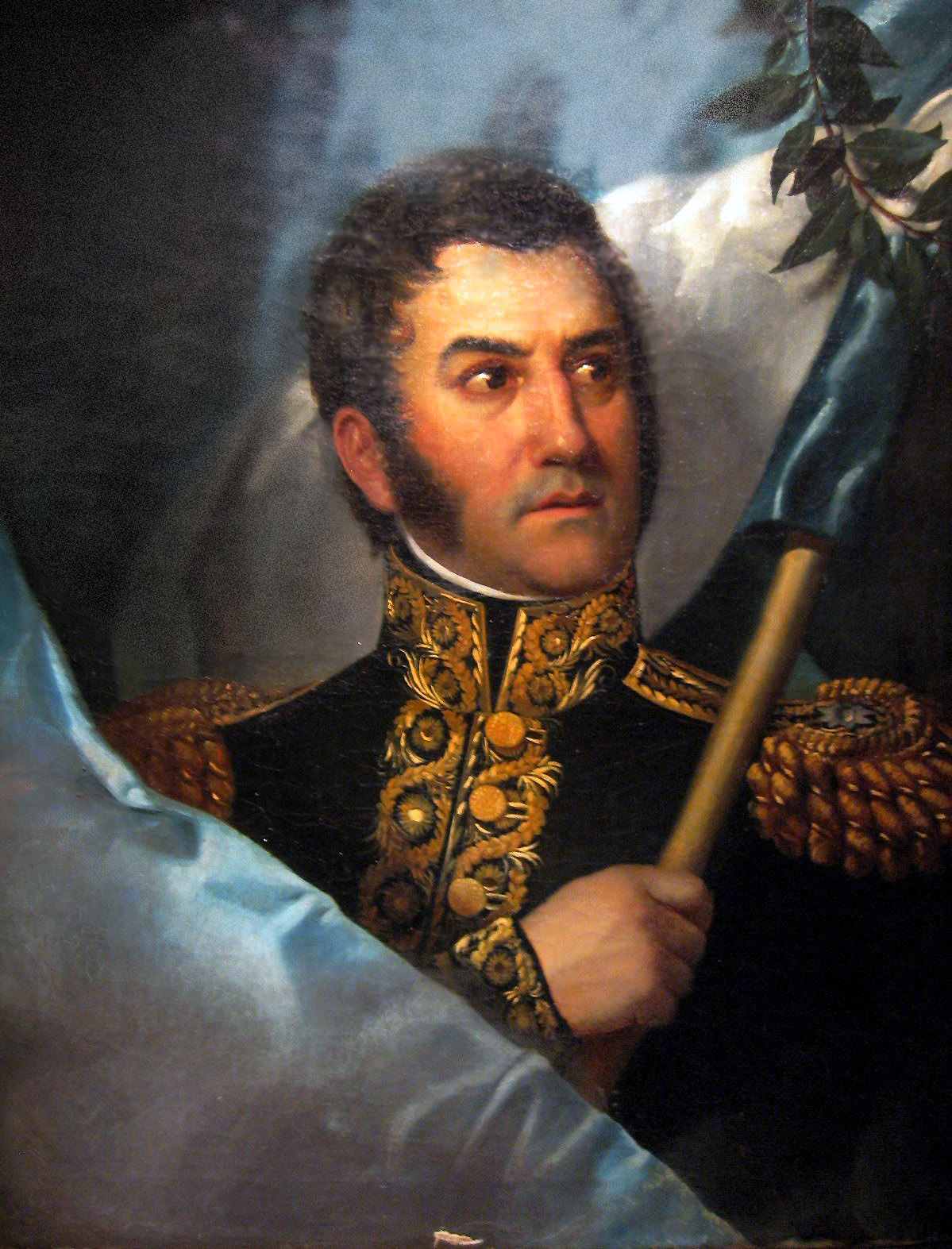
José de San Martín vedl vojenské akce Spojených provincií a přičinil se o získání nezávislosti dalších zemí Jižní Ameriky.

Následně se Argentinci zaměřili na eliminaci pozemní hrozby. Za první cíl zvolili Horní Peru se stříbrnými doly v Potosí. Následovala bitva u Suipacha (7. listopadu 1810), kde patrioti porazili roajalisty. Následně obsadili důležité Potosí. Následovaly vzpoury patriotů v městech La Paz a Chuquisaca, kde místní patrioti vyhnali roajalisty. Ale území Horního Peru se od Buenos Aires velmi lišilo, především v etnickém složení, protože zatímco v Buenos Aires žilo minimum indiánů, v Horním Peru jejich byl velký počet. Rovnost mezi bělochy a indiány, kterou přijali v Buenos Aires se tak v Horním Peru nesetkala s pochopením. Z Peru však vyslali armádu, aby potlačila vzpoury v Horním Peru a vytlačila (zničila) armádu patriotů. Dne 20. června 1811 proběhla bitva u Huaqui, kde roajalisté porazili patrioty. Současně se argentinské oddíly pokoušely prosadit svou vůli v Paraguayi, ale místní milice je porazily a následně vyhnaly, čímž nový stát ztratil i Paraguay, která vyhlásila samostatnost. Do čela armády byl proto jmenován voják José de San Martín. Ten vytvořil novou jezdeckou jednotku známou jako "Regimiento de Granaderos a Caballo", tedy pluk horských granátníků. Lépe se stoupencům revoluce dařilo v Banda Oriental, tedy Východním břehu (současná Uruguay). Velitelem místních vzbouřenců se stal José Gervasio Artigas, jehož podporovali hlavně venkované a statkáři, kteří nesouhlasili s rozhodnutími Montevidea, která je poškozovaly. Tato rozhodnutí prosazovali obchodníci, kteří pocházeli většinou přímo ze Španělska. Logicky se proto statkáři připojili k snahám o jejich vyhnání a vytvoření vlastní vlády. Právě vojenské úspěchy Artigase byly povzbuzením pro vládu z Buenos Aires po neúspěchu v Paraguayi a špatných výsledcích v Horním Peru. To umožnilo představitelům Spojených provincii zahájit roku 1812 obléhání roajalistického Montevidea. Již v únoru 1813 se Španělé pokusili prolomit obležení pozemní bitvou, ale byli poraženi San Martínem a jeho granátníky.

### Zánik místokrálovství Río de la Plata a vyhlášení nezávislosti
Prvním Directorem Supremo se stal v roce 1814 bývalý člen druhého triumvirátu Gervasio Antonio de Posadas. Jedním z jeho prvních kroků, který se později ukázal jako velmi důležitý, bylo vytvoření vlastní námořní flotily Spojených provincií. Velitelem flotily nechal Posadas v květnu 1814 jmenovat irského přistěhovalce Williama Browna. Už o několik dní po jeho jmenování se uskutečnila námořní bitva u Buceo, kde nová flotila patriotů porazila španělskou flotilu, která se pokoušela prolomit obležení Montevidea, poslední velké bašty roajalistů na pobřeží Río de la Plata. Město bylo tou dobou obleženo již dva roky, nemělo tedy už nadále dostatek zásob, které mohly přicházet pouze z moře. A proto se porážka Španělů na moři ukázala jako fatální pro další přítomnost roajalistů ve městě. V té době už nebyl několik let jmenován žádný místokrál, jelikož poslední místokrál Francisco Javier de Eliot opustil město v roce 1811. Místní vojenskou posádku a tedy i obranu města vedl Gaspar de Vigodet, což byl vojenský velitel v hodnosti "kapitán generál". Montevidejská posádka se proto 23. června 1814, tedy zhruba měsíc po námořní bitvě u Buceo, rozhodla vzdát. Tato událost je považována za definitivní konec místokrálovství Río de la Plata a zároveň začátek reálných kroků vedoucích k vyhlášení nezávislosti na Španělsku. Pád Montevidea zároveň znamenal ukončení existence skutečné hrozby španělského útoku vůči Buenos Aires, protože bez takového důležitého přístavu by se už Španělům nepodařilo konsolidovat loďstvo pro účinný útok.

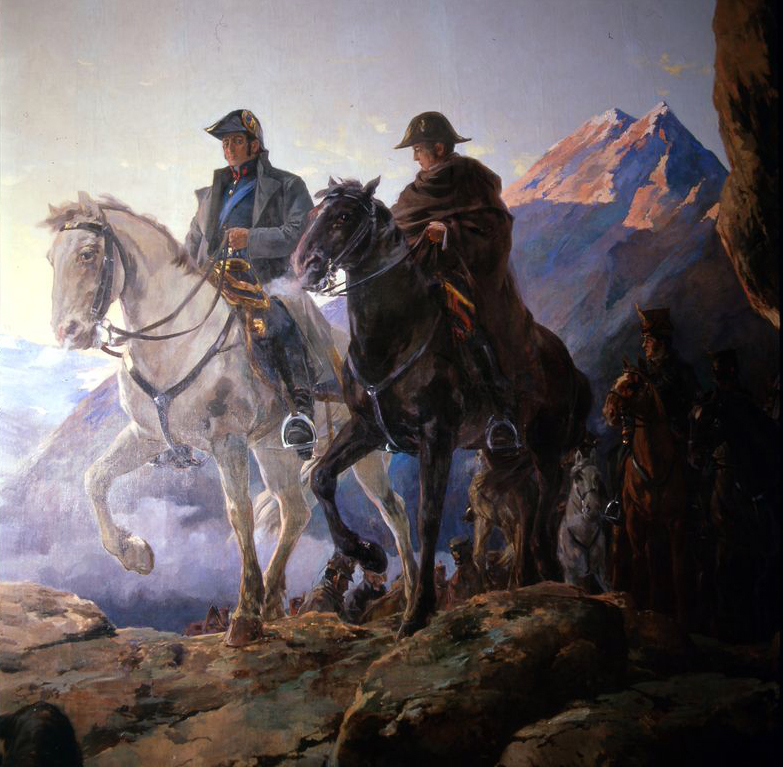
Generál José de San Martín (vlevo) a Bernardo O'Higgins (vpravo) překračují Andy (1817), čímž se boj za nezávislost přenesl do Chile.

V roce 1815 Argentinci zahájili další pokus o vojenské ovládnutí Horního Peru. Samotné tažení však bylo spíše soukromým rozhodnutím neoficiálního velitele severní armády Josého Rondeaua, než oficiálním rozhodnutím vedení Spojených provincií. Skutečným velitelem vojska jmenovaným vedením země byl Ignacio Álvarez Thomas. Zmatky ve velení a absence pověření od Directora Supremo znamenaly, že armáda patriotů postupně upadla do anarchie. Následovala ztráta důležité podpory provinční armády z města Salta, což byla další negativní zpráva pro Rondeaua. Oslabená armáda tak prohrála v bitvě u Venta a Media (21. října 1815), ale definitivní porážku znamenala až bitva u Sipe-Sipe (28. listopad 1815), kde armáda roajalistů drtivě zvítězila. To znamenalo definitivní konec snah o získání Horního Peru a zároveň začátek procesu pozdějšího ustanovení nezávislosti Horního Peru pod názvem Bolívie. Neúspěšná snaha o získání Horního Peru a zmatky, které vyvolala, způsobila, že ve Španělsku se začaly šířit zvěsti o neúspěšném konci Květnové revoluce. Krátce před tím byli ze Španělska definitivně vyhnáni Francouzi, Napoleonův bratr Josef byl sesazen z trůnu a měl se vrátit Ferdinand VII., i v koloniích mnohými považován za legitimního krále. Tyto události přiměly také nerozhodné představitele Spojených provincii, aby se začali vážně zamýšlet nad budoucností země a jejím politickém statusu. Dne 9. července 1816 ve městě San Miguel de Tucumán proběhlo shromáždění reprezentantů provincií (nazývané v současnosti Congreso de Tucumán), které vyhlásilo nezávislost Spojených provincií Jižní Ameriky (resp. Spojených provincií Río de la Plata) na španělské Koruně, zároveň byla vyhlášena ustanovení pro vytvoření ústavy. Vojenské akce pokračovaly dále, ale už na území současného Chile, protože na začátku roku 1817 překročil generál San Martín Andy, aby dopomohl k nezávislosti i zbylým španělským provinciím v Jižní Americe, čímž se zařadil mezi největší hrdiny historie Jižní Ameriky. Jednou z významných změn, které boje za nezávislost přinesly, bylo zrušení otroctví.

## Argentinské občanské války

### Důvody konfliktu

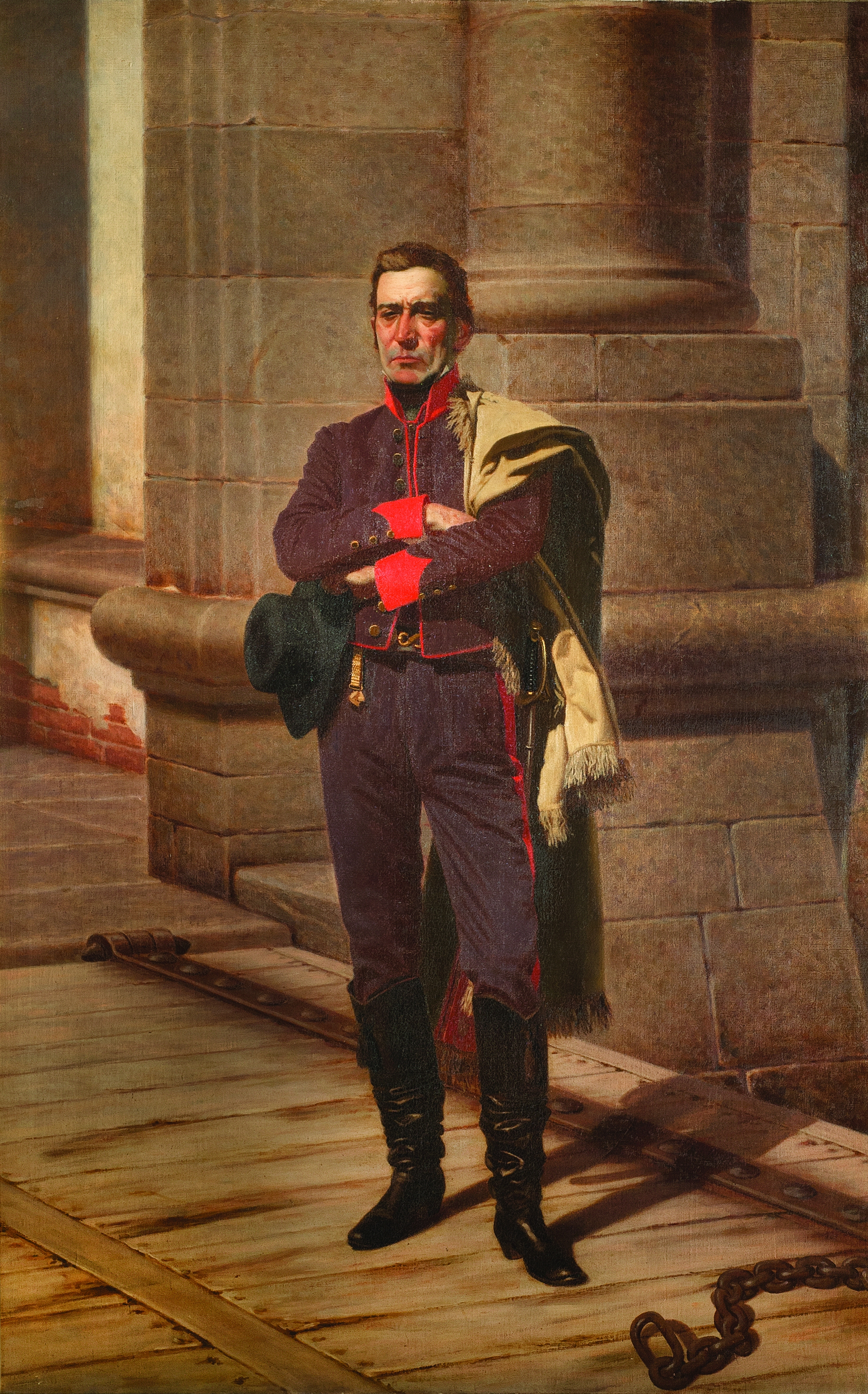
José Gervasio Artigas byl nejprve spojenec Buenos Aires, později se pro své federalistické názory dostal s bývalými spojenci do konfliktu.

Konflikty mezi federalisty a unionisty (Unitarios) začaly již před samotným vyhlášením nezávislosti. Ty však měly svůj původ ještě v době zakládání měst v oblasti Río de la Plata. Tato města musela čelit nejprve monopolu a diktátu Španělů z Limy a později obchodníků z Buenos Aires, což vytvářelo velké regionální napětí. Artigas zprvu uznával vládu Buenos Aires a všemožně ji podporoval. Byl však také velkým zastáncem modelu federalizovaných autonomních provincií, což ho přivedlo do konfliktu s ostatními představiteli revoluce, kteří věřili v centralistickou vládu Buenos Aires. Artigasova myšlenka volné federace nebo konfederace našla velkou odezvu v mnoha provinciích, jejichž obyvatelé byli přesvědčeni, že Španěly pouze nahradí noví páni z Buenos Aires, ale pro ně se nic podstatného nezmění. Jako další problém pociťovali lidé z provincií verbování vojáků do vojska vedeného Buenos Aires, následkem čehož vznikal nedostatek práceschopných mužů. Artigas začal hlásat hesla jako autonomie v konfederaci či federaci, ukončení monopolu Buenos Aires a žádal protekcionismus pro domácí zboží jako obranu před anglickým zbožím, které nahrazovalo výrobky z provincií. Na tato hesla obyvatelé provincií slyšeli a Artigas se tak stával stále populárnějším. Kongres v roce 1813 svolal tzv. shromáždění roku 13 (Asamblea del Año XIII). Artigasovi zástupci z Banda Oriental na něm přednesli tzv. instrukce z roku 13, které představovaly jím navrhovaný projekt federálního uspořádání místokrálovství Río de la Plata bez přísahy věrnosti španělskému králi, tedy fakticky nezávislost. Banda Oriental nebyla ve smyslu tohoto návrhu ochotna jednat o jiném uspořádání, přičemž součástí návrhu byl i požadavek, aby hlavním městem nebylo Buenos Aires. To vyvolalo velký nesouhlas v celém shromáždění, zejména však ze strany zástupců Buenos Aires.
Právě toto je začátek konfliktu mezi federalisty a unionisty (centralisty). Artigasovy návrhy tak byly jasně odmítnuty, ten proto stáhl své vojsko od Montevidea, na základě čehož byla na něj vypsána v Buenos Aires odměna a byl zbaven všech hodností a vyznamenání. Buenos Aires se tím nakonec dostalo do vojenského střetu s Artigasem a jeho spojenci. Konflikt po několika letech vyhrál Artigas, což znamenalo nezávislost Banda Oriental nejen na Španělsku, ale i na Buenos Aires. S Artigasem však sympatizovaly i provincie mimo Banda Oriental, které vyhlásily tzv. Federální ligu (1815). Tu tvořily jednak některé provincie současné Argentiny, ale též Banda Oriental. Federální liga však neměla dlouhého trvání. Již v roce 1816 vstoupili na území Banda Oriental Portugalci z Brazílie, kteří také měli obavy z šíření Artigasových myšlenek. Portugalské vojsko však bylo početné a oproti vojsku Buenos Aires profesionální. Navíc provincie Federální ligy mimo Banda Oriental odmítly vyslat své jednotky na podporu Artigase. Prakticky ve dvou bitvách ztratil Artigas skoro celou svou armádu. Následně Portugalci vstoupili do Montevidea, které jim vydali jeho obyvatelé dobrovolně, když prohlásili Artigase za tyrana. Artigas však vydržel ještě několik let ve venkovských částech Banda Oriental dokud ho v roce 1820 Portugalci definitivně neporazili. Paradoxně v téže době porazili federalisté ovlivnění Artigasovými myšlenkami vojsko Buenos Aires v bitvě u Cepede, načež Buenos Aires přistoupilo na všechny požadavky federalistů. Mezi federalisty však vznikly velké spory a tak Artigas se zbytkem své armády požádal o azyl v Paraguayi, kde dožil svůj život. Díky úspěchu federalistů se však v jednotlivých provinciích dostávali k moci poměrně samostatní vládci (caudillos).

### Snaha unionistů o návrat vedoucího postavení Buenos Aires

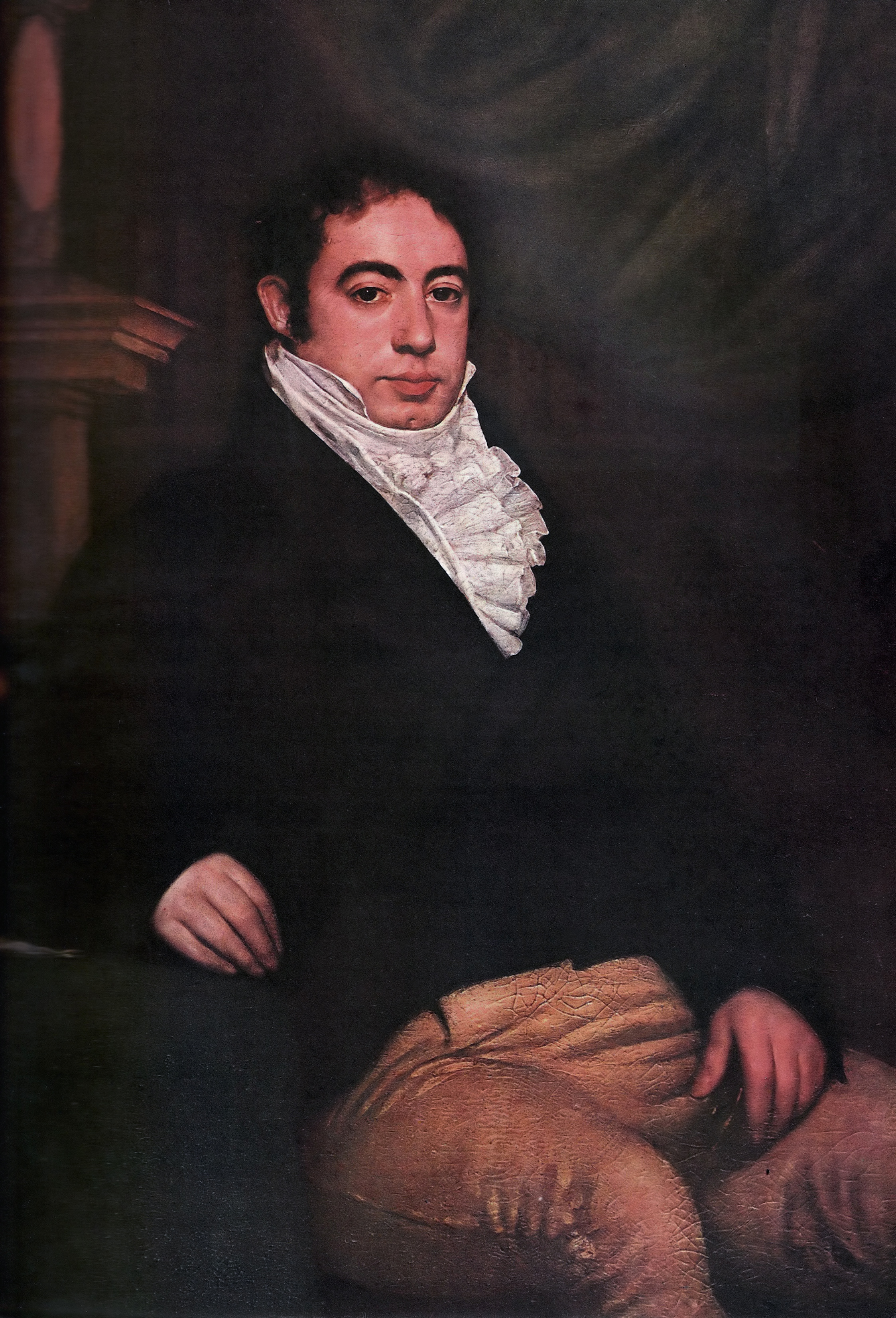
Bernardino Rivadavia stál v čele unionistů a stal se prvním prezidentem Spojených provincií.

Neshody federalistických vůdců Francisca Ramireze a Estanislao Lópeze vyvrcholily ozbrojeným střetem dvou armád, v němž zvítězil López, následně nechal padlému Ramirezovi uříznout hlavu a tu vystavil v chrámu ve městě Santa Fe. Tyto spory se snažili využít unionisté (centristé) v čele s hrdinou počátečních bojů za nezávislost Bernardino Rivadaviem. Zde se naplno projevila patová situace, kdy se na jedné straně provincie usilovaly o nezávislost na Buenos Aires, ale zároveň bez Buenos Aires nebyly ekonomicky soběstačné. Na druhé straně zase Buenos Aires a unionisté neměli dostatek sil k prosazení svých zájmů v rámci celé Argentiny. Právě z tohoto důvodu opakovaně vznikaly ozbrojené konflikty a země se ocitla na pokraji anarchie. V tomto období se tak představitelé Buenos Aires rozhodli rozšířit sféru svého vlivu vytlačováním indiánů na jih a rozšiřováním území patřícího pod Buenos Aires. Již brzy se tak hranice reálně kontrolovaného území posunula až 1000 km jižně od Buenos Aires. Nová území velmi rychle obsadili chovatelé skotu, což definitivně změnilo hospodářství Buenos Aires ze zaměření na export stříbra na export hovězího masa. Právě Bernardino Rivadavia usoudil, že je správný čas na liberální reformy, které by pomohly rozvoji a sjednocení země.
Proti jeho plánům však vystoupili zastánci tradiční a jednoduché ekonomiky v čele s Juanem Manuelem de Rosas. Rivadavia přistoupil ke zrušení cabilda (které kladlo odpor jeho proticírkevním reformám) a nahradil ho administrativou dle britského vzoru. V roce 1821 inicioval založení Univerzity Buenos Aires. Rivadavia velmi obdivoval dění ve Spojených státech amerických a snažil se je všemožně napodobovat. Začal tím pádem podporovat přistěhovalectví z Evropy, ale tyto snahy se podařilo realizovat až mnohem později. Změny však přinesly posílení centralismu. Neúspěchem skončila jeho snaha o reformu vlastnictví půdy, kdy namísto rozdělení velkých území mezi mnoho zájemců na určitý čas, byla veškerá půda rozdělena pouze mezi několik významných rodin, přičemž nabývání půdy začalo být doprovázeno velkými spekulacemi. Rovněž se snažil o posílení obchodu s Velkou Británií, což se však projevilo prakticky úplným ovládnutím domácího trhu Brity, když i původně argentinské výrobky začaly být dováženy z Británie. Britové byli dokonce osvobozeni od daní za dovoz zboží a vláda se jim snažila maximálně vycházet vstříc. Britové tak v roce 1824 navázali diplomatické styky se Spojenými provinciemi, čímž je de facto uznali.
V roce 1826 prosadil Rivadavia přijetí nové ústavy. Ta definitivně vylučovala návrat k monarchii a vyhlašovala republiku v čele s voleným prezidentem. Zároveň ústava uznávala právo provincií na vytvoření vlastních autonomních vlád a potvrzovala sdílení obchodních výnosů Buenos Aires. Provincie měly za tyto ústupky zrušit vlastní milice, zrušit cla vztahující se na zboží z jiných provincií a postoupit veškerou provinční půdu centrální vládě. V roce 1826 byl zároveň Rivadavia zvolen prezidentem Spojených provincií. Ale nová ústava byla jednoznačně odmítnuta vůdci provincií, kteří jednak nevěřili slibům Buenos Aires a také nechtěli rušit svá daňové a celní opatření a stejně tak i milice. Rivadaviova podpora byla již tak velmi malá a definitivně ji ukončila válka s Brazílií o Uruguay, kdy se finanční situace státu stala katastrofální. Čtyři provincie dokonce přistoupily k vytvoření vojenské aliance ve snaze zrušit ústavu. V červnu 1827 tak Rivadavia raději podal demisi. Jeho nástupce Manuel Dorrego rychle zrušil ústavu a přiznal provinciím autonomii, čímž došlo k přejmenování Spojených provincií na Argentinskou konfederaci. V roce 1828 se do Buenos Aires vrátilo vojsko z neúspěšného obležení Montevidea, vedené Juanem Lavallem. Lavalle po příchodu do města nechal zatknout a následně popravit Dorrega. Druhý generál tohoto vojska José María Paz jednal stejně v provincii Córdoba, kde také nechal popravit místní vůdce.

#### Ztráta Uruguaye
Federalisté si po svém úspěchu prosadili vlastní představy o fungování nového státu. Vůdci unionistů (především Rivadavia) se však snažili na úspěchy druhé strany nějak odpovědět. Svými snahami o zachování centralismu Buenos Aires však začali de facto podporovat myšlenky separatismu. Tím znovu došlo k propuknutí ozbrojených střetů. Zároveň se zvyšoval vliv anglických obchodníků, usazených v Buenos Aires. Ti podporovali prodejem zbraní obě strany.
Současně začala narůstat nespokojenost s vládou Portugalců v Banda Oriental. V roce 1825 se tak na pobřeží této provincie vylodila skupina exulantů z Banda Oriental, žijících v Buenos Aires. Tato skupina se nazývala Třiatřicet orientálců (Treinta y Tres Orientales) a i když jich ve skutečnosti bylo o něco více, stále to byla velmi malá ozbrojená skupina. Ale kvůli nespokojenosti místního obyvatelstva se k ní velmi rychle přidaly stovky dobrovolníků, díky čemuž začala obléhat přímo Montevideo. V jejich čele stáli Manuel Oribe a Juan Antonio Lavalleja. Později se k nim přidal i bývalý kolaborant s Portugalci Fructuoso Rivera. Už na podzim téhož roku vyhlásili osvoboditelé nezávislost a zároveň připojení k Spojeným provinciím La Platy. Zde se však střetly mocenské zájmy nejen Spojených provincií ale i Brazílie a Británie. Všechny jmenované státy měly vlastní představy o budoucnosti Banda Oriental a Montevidea. Vzniklo tak napětí, které vyvrcholilo v lednu 1826, kdy Spojené provincie vyhlásily válku Brazílii. Obě strany si v konfliktu počínaly se střídavými úspěchy, ale poslední bitvu vyhrálo vojsko Spojených provincií vedené generálem Riverou. Toto vítězství však neznamenalo definitivní návrat Banda Oriental, ale naopak vyhlášení nezávislosti Uruguaye, kterou na nátlak Británie obě bojující strany uznaly v mírové smlouvě z roku 1828. Nezávislostí Uruguaye tak z trosek původního místokrálovství vznikl již třetí stát (před tím Paraguay a Bolívie), což pouze zhoršilo politickou situaci v Buenos Aires.

### Příjezd Juana Manuela de Rosas a upevnění moci federalisty

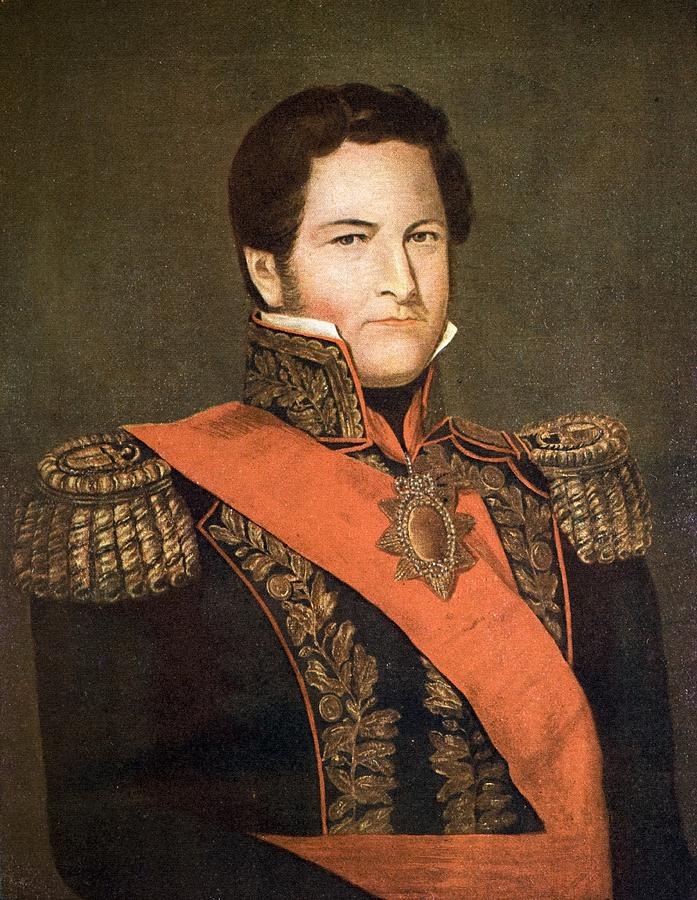
Juan Manuel de Rosas, ústřední postava většiny existence konfederace.

Na kroky generálů se rozhodl odpovědět Juan Manuel de Rosas. Spojil se s nespokojenci z provincií a v dubnu 1829 porazili v bitvě Lavalla, který následně uprchl do Montevidea. Rosas se tak stal guvernérem Buenos Aires, což uvítali po období nestability i jeho obyvatelé. Rosas měl však jako guvernér široké pravomoci bez jakýchkoliv omezení a tudíž mohl vládnout jako diktátor. V Buenos Aires tak začala vláda federalistů, zatímco provincie ovládal unionista José María Paz, čímž se zcela obrátila původní situace.
Juan Manuel de Rosas vládl v Buenos Aires kromě krátké přestávky (1832–1835) od roku 1829 až do roku 1852. Jeho vláda byla sice federativní, ale ve skutečnosti vládl poměrně autokraticky a centralisticky, zaměřoval se hlavně na provincii Buenos Aires na úkor ostatních provincií. Jedním z jeho prvních opatření po nástupu do úřadu bylo vytvoření dostatečně silné armády, aby dokázal v případě potřeby zpacifikovat nejen Buenos Aires, ale i odbojné provincie. Jelikož sám pocházel z prostředí dobytkářů, byla právě tato vrstva ve vedení státu. Tím pádem začal podporovat venkov v okolí Buenos Aires a bojovat proti indiánům, kteří stále ohrožovali venkovské oblasti. Poté, co si zajistil své pozice v hlavním městě, rozhodl se zasáhnout proti generálu Pazovi, který stále ovládal značné území v provinciích. Paz, který stál v čele unionistů, vytvořil tzv. Vnitrozemskou ligu a prohlásil se za jejího ochránce. Rosas prosadil vytvoření tzv. Federálního paktu. Generál Paz však reálně neměl takovou sílu, aby dokázal čelit armádě federalistů. V roce 1831 tak byl poražen a zajat. Konflikt však trval čtyři roky a velmi zatížil ekonomiku státu. Do čela konfederace se tak dostali tři federalisté, a to Juan Manuel de Rosas, Estanislao López a Facundo Quiroga. Po skončení bojů s Pazem opustil Rosas post guvernéra Buenos Aires a odešel bojovat s indiány na jih, kde se mu velmi dařilo. V roce 1835 byl v provincii Córdoba zavražděn federalista Facundo Quiroga. Tím se země znovu dostala na pokraj občanské války. Obyvatelé Buenos Aires, kteří měli obavy z další vlny anarchie opět jmenovali Rosase guvernérem a přiznali mu ještě větší pravomoci než měl před tím. Rosas následně triumfálně vstoupil do města za nadšeného vítání obyvatelstva.
Velmi rychle se opět projevila jeho centralistická snaha o dominanci Buenos Aires přestože patřil k federalistům. Vliv Rosase byl tak silný, že přestalo existovat dělení na federalisty a unionisty a společnost se začala dělit na „rosisty“ a „antirosisty“. Rosismus však nebyl obdobou federalismuu, spočíval pouze v zavedení vlády velkostatkářů na úkor ostatních. Během Rosasovy vlády tak většina populace vlastnila pouze 1 % využívané půdy, zatímco úzká skupina velkostatkářů zbytek. Formálně však Rosas zůstával federalistou. Jeho vláda se však projevovala jako autoritářská a fungovala s podporou velkostatkářů, armády a policie. Jeho armáda se skládala z necvičených vojáků (často kriminálníků), kterým veleli armádní důstojníci. Během jeho vlády si provincie zachovávaly jistou míru autonomie, ale některé pravomoci, jako obranu a zahraniční politiku, byly nuceny přenechat Rosasovi a Buenos Aires. Situace se začala měnit i v zahraničním obchodě. Dosud jasně dominující Brity začali nahrazovat obchodníci z Francie, Německa, USA či Itálie.

### Konflikty mezi federalisty a konec Rosasovy vlády

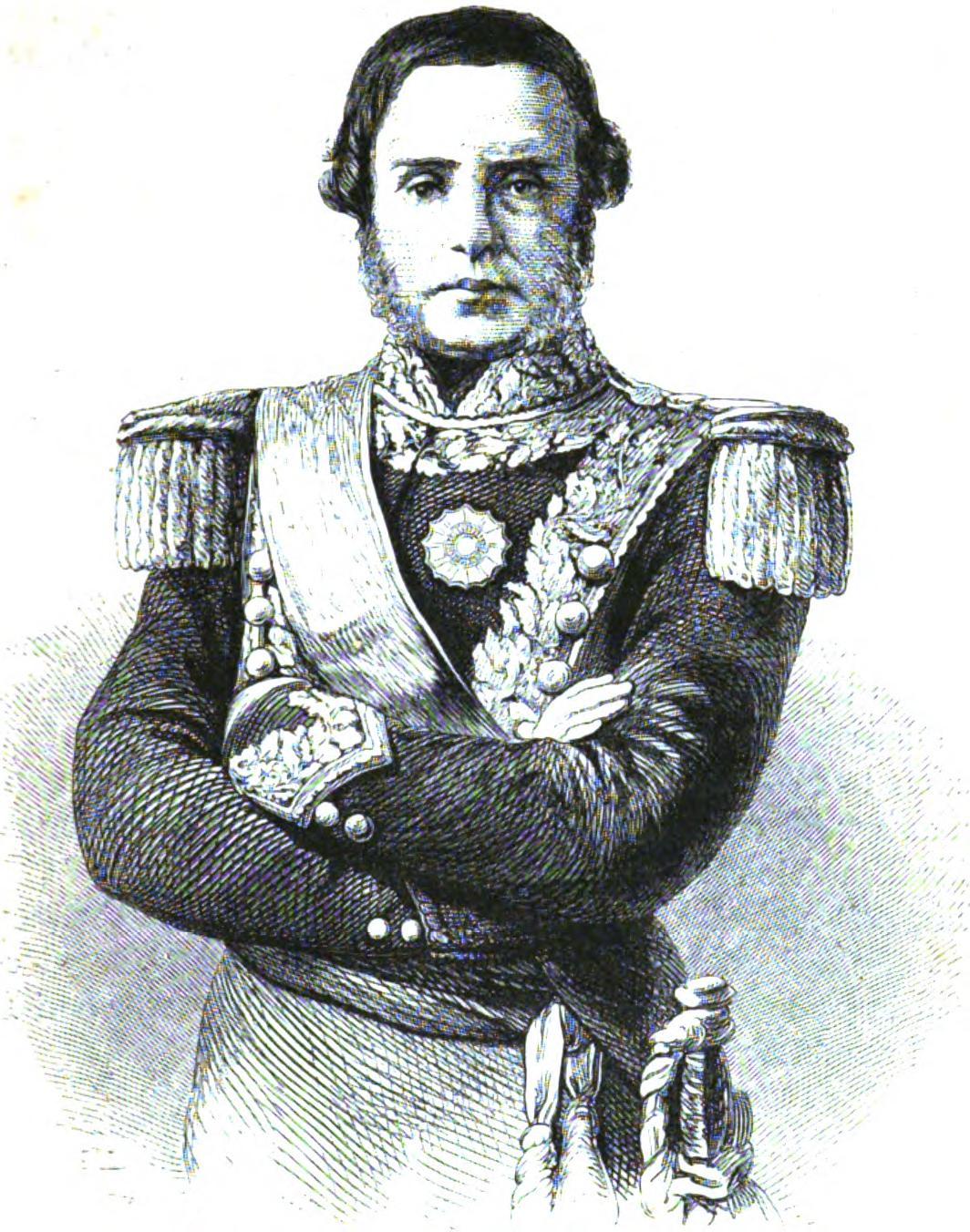
Justo José de Urquiza, po porážce Rosase nejvýznamnější představitel konfederace.

Francouzští obchodníci získávali rychle vliv a požadovali podobné výhody, jaké měli před tím Angličané, ale Rosas jim nechtěl ustoupit. Následovala dvouletá francouzská blokáda přístavu Buenos Aires, což velmi zhoršilo situaci ve městě. Následně Francouzi podpořili exulanta z Buenos Aires Juana Lavallea, který z Montevidea zaútočil na provincii Entre Ríos, což znamenalo obnovení občanské války. Následně vyhlásili Rosasovi a Argentinské konfederaci válku Uruguay a Bolívie. Ve stejnou dobu se také vzbouřili dobytkáři z osady Chascomús jižně od Buenos Aires. Rosas se však projevil jako výborný stratég, když se mu podařilo zabránit sjednocení jeho protivníků. Nejprve porazil Bolívii na severozápadě, současně vyslal svého bratra, který porazil vzbouřené chovatele a následně začal s rozsáhlými represemi včetně poprav rebelů. V případě Uruguaye rychle do svého vojska naverboval uruguayské exulanty nespokojené s tamním režimem, čímž vyvolal občanskou válku v Uruguayi. Na Francouze, kteří stále blokovali přístav Buenos Aires začali tlačit Britové, kterým se nelíbily obchodní ztráty způsobované blokádou. Ani Juan Lavalle nebyl nakonec úspěšný, když ho postupně stoupenci Rosase vytlačovali stále více na sever. V roce 1841 v bitvě u města San Salvador de Jujuy byl nakonec Lavalle zabit. Francouzi pod nátlakem Britů projevili ochotu jednat s Rosasem, který jim přislíbil symbolické odškodné pro jejich obchodníky. Tím Rosasovi zůstával poslední nepřítel a to Montevideo, kde žili unionističtí exulanti z Buenos Aires. Tyto úspěchy velmi zpopularizovaly Rosasovu vládu a místní ho začali uznávat jako bojovníka proti evropským impériím. Obléhání Montevidea však již trvalo několik let, což velmi zatěžovalo rozpočet konfederace.
Rosas však chtěl kontrolovat a ovládat celý místní obchod a zablokoval hlavní řeky, což vadilo nejen Francouzům, ale i Britům, kteří společně zahájili blokádu přístavu Buenos Aires. Britové však po nějakém čase odpluli a blokáda tak skončila neúspěchem. V roce 1848 však Rosas uzavřel řeky znovu. Tentokrát tato situace překážela i Brazílii, pro kterou bylo říční spojení velmi důležité. Poškozená se cítila i provincie Entre Ríos, kde vládl guvernér Justo José de Urquiza. Urquiza vyzval Rosase, aby řeky znovu otevřel a aby bylo umožněno farmářům z jeho provincie obchodovat s jinými státy. S tím však Rosas nesouhlasil. Urquiza chtěl zabránit znovuzvolení Rosase, což však Rosas také odmítl akceptovat. Urquiza tak se svou armádou zaútočil na vojsko obléhající Montevideo a město konečně osvobodil. Následně vytáhl přímo proti Buenos Aires. Zde Rosas překvapivě rychle ztrácel podporu. Urquiza tak porazil Rosase v bitvě u Caseros (3. únor 1852). V Buenos Aires následně Urquizovi vojáci povraždili stovky Rosasových stoupenců. Rosas následně odešel do britského exilu, kde dožil.

### Secese Buenos Aires a následné sjednocení

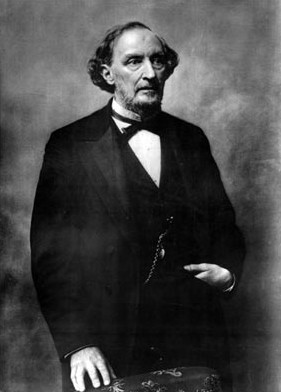
Bartolomé Mitre byl ústřední postavou Buenos Aires a následně se stal prvním prezidentem moderní Argentiny.

Porážka Rosase neznamenala automatické vyřešení problémů konfederace. Provincie se dále bránily nadvládě Buenos Aires, ale v případě, že získaly autonomii, staly se chudšími. Také vůdci Buenos Aires si uvědomovali, že pokud nebudou ochotni dělit se o bohatství Buenos Aires plynoucí z cel a obchodu v přístavu, nikdy nedojde ke sjednocení národa. Bylo tedy třeba vymyslet kompromis. Již krátce po porážce Rosase se setkali zástupci provincií ve městě San Nicolás, kde podepsali tzv. smlouvu ze San Nicolás (31. květen 1852). V ní se delegáti zavázali připravit novou ústavu, na jejímž základě vznikne silná centrální vláda a navíc všechny obchodní restrikce budou zrušeny. Tím se federalistické provincie překvapivě zavázaly k plnění původně unionistického cíle. Z Buenos Aires se měl vytvořit samostatný federální distrikt oddělený od provincie. Proti tomuto plánu se však postavilo veřejné mínění v Buenos Aires, což bylo paradoxní, jelikož před několika desetiletími podporovali takový plán právě vůdci z hlavního města. Buenos Aires se odmítlo dělit o výnosy ze svého přístavu, stejně tak odmítlo i plán na rovné zastoupení všech provincií v národním parlamentu. V roce 1852 svrhli vůdcové Buenos Aires guvernéra dosazeného Urquizou, a také se jim podařilo odrazit Urquizovu vojenskou výpravu směřující do města na začátku roku 1853. Buenos Aires současně oficiálně odmítlo smlouvu ze San Nicolás a jeho zástupci opustili ústavodárné shromáždění. Ani ústava z 1. května 1853 nebyla ze strany Buenos Aires přijata.
V roce 1854 se Urquiza stal prezidentem argentinské konfederace, s novým hlavním městem Concepción del Uruguay v provincii Entre Ríos, resp. později ve městě Paraná. Buenos Aires přerušilo všechny styky se státem vedeným Urquizou a vyhlásilo samostatnost. Reálně se však jako samostatný stát chovalo už po svržení Urquizova guvernéra dne 11. září 1852. Odpor Buenos Aires vedli José María Piran, Valentín Alsina a Bartolomé Mitre. Oba státy tak fungovaly několik let vedle sebe bez vojenského střetu a akce se omezily pouze na nové celní poplatky a blokády. Ozbrojené střety byly spíše výjimečné a pokud se už udály, byly velmi malé. Buenos Aires však stále bohatlo, zatímco provincie tak jako před tím bez hlavního města stále více chudly. Urquiza nedokázal přilákat zahraniční obchodníky do vnitrozemí konfederace, neboť ti zůstávali v Buenos Aires. Konfederace se dostala do obrovských finančních problémů, bankovní systém přestal prakticky existovat a Urquiza nedokázal získat žádnou zahraniční půjčku. Rozhodl se tuto katastrofální situaci vyřešit silou a na podzim 1859 podnikl vojenské tažení proti Buenos Aires. V bitvě u Cepeda (23. října 1859) porazil vojsko Buenos Aires a přinutil Buenos Aires platit pravidelné poplatky konfederaci. Urquiza sice měl sílu na obsazení Buenos Aires, ale nedokázal by ho udržet dlouhodobě.
V roce 1860 se do čela Buenos Aires dostal Bartolomé Mitre (který vedl vojsko v neúspěšné bitvě u Cepeda). Mitre od počátku začal hlásat myšlenky sjednocení Argentiny, ale postavené na jiném principu, než chtěl Urquiza. Mitre chtěl zajistit vedoucí postavení Buenos Aires a kolem něj by postupně shromáždil zbývající provincie. Mitre organizoval v konfederaci různé menší nepokoje a vzpoury. Urquiza tak v roce 1861 znovu vytáhl do války. Ale v bitvě u města Pavona ho tentokrát Mitre porazil. Urquiza se z bojiště stáhl a následně rezignoval. Následně Mitre se svou armádou začal postupovat na město Santa Fe, kde se však nesetkal s žádným odporem. Buenos Aires si vynutilo mnoho ústupků v ústavě z roku 1853. Z nich nejvýznamnější bylo zrušení vnitřních cel a podpora imigrace z Evropy. Mitre dosadil za prezidenta konfederace Santiaga Derqui, následně rezignovali všichni federalističtí guvernéři. To znamenalo, že Argentinská konfederace byla dne 12. prosince 1861 nahrazena Argentinskou republikou s hlavním městem Buenos Aires. V roce 1862 byl Mitre zvolen prezidentem republiky.

### Liberální vlády a poslední vzpoury

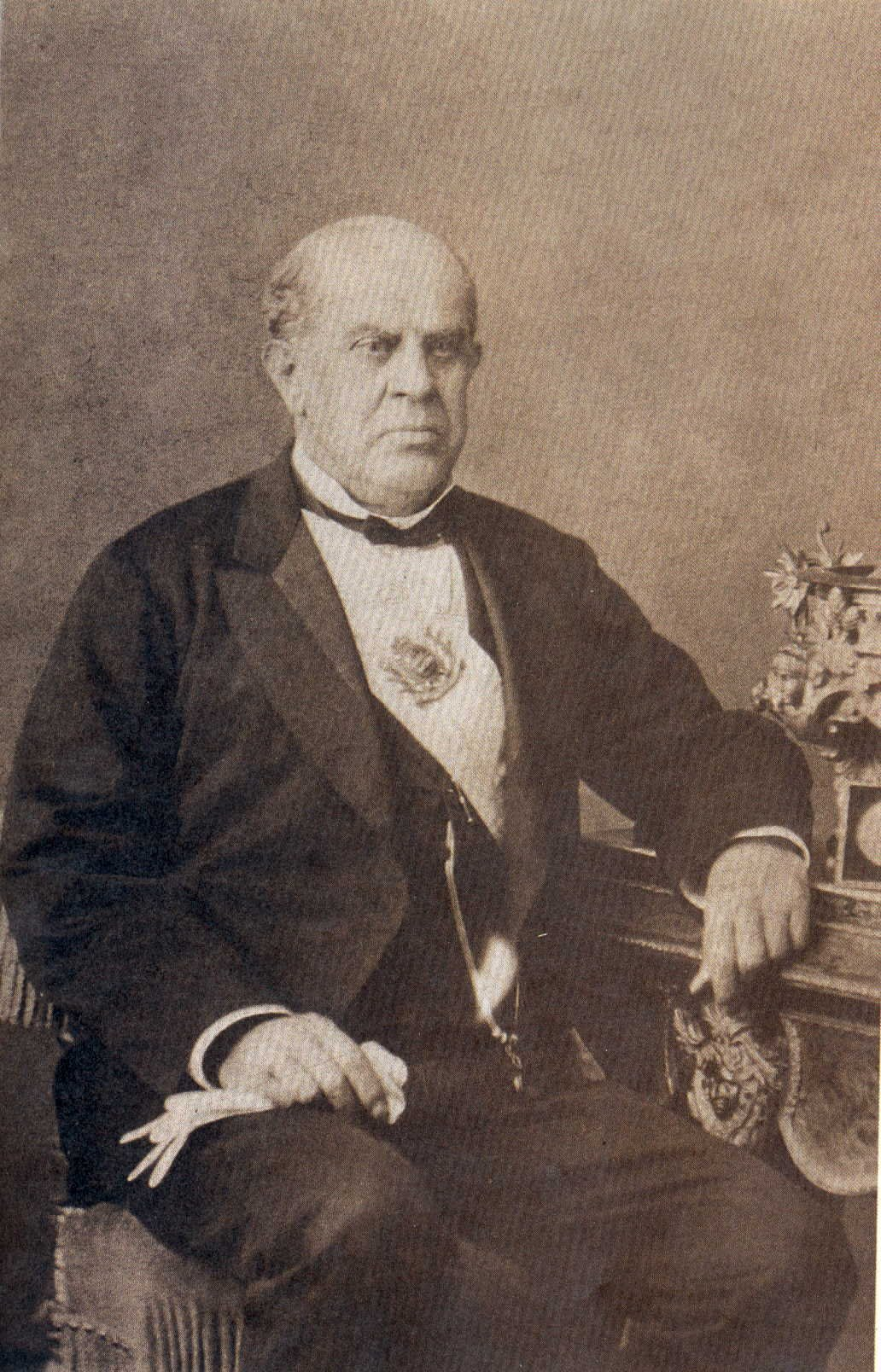
Domingo Faustino Sarmiento nahradil prezidenta Mitrea.

Bartolomé Mitre se stal prezidentem v podstatě nového státu, Argentinské republiky (República Argentina). Ústředními postavami sjednoceného státu se stali Bartolomé Mitre a Domingo Faustino Sarmiento (který se stal také později prezidentem). Oba se soustředili na národní jednotu, liberalizaci a modernizaci.
Mitre požádal právníka Dalmacia Véleze Sarsfielda, který již před tím pracoval na ústavě Buenos Aires, aby vypracoval podobu nového uspořádání státu.. Současně se prezident zaměřil na vybudování moderní armády, byla založena vojenská akademie a vojsko na úrovni důstojníků bylo profesionalizováno. Modernizace pokračovala také založením celostátní poštovní sítě, budováním nových železničních tratí, vznikl nejvyšší soud a tedy i soudní hierarchie. Hlavně díky železničnímu spojení se konečně mohla rozvíjet i města a provincie ve vnitrozemí. První problémy začal způsobovat federalista Ángel Vicente Peñaloza (známý jako Chaco). Chaco dokázal zburcovat celou provincii La Rioja proti vládě v Buenos Aires. La Rioja byla velmi chudá a zaostalá provincie a nebylo náročné přesvědčit místní obyvatele k boji pod příslibem většího bohatství. Penaloza dokonce dokázal se svou armádou obsadit poměrné velké území na západě Argentiny. Prezident Mitre proto požádal Sarmienta, guvernéra provincie San Juan, aby Peñalozu porazil. Sarmientovo vojsko skutečně slabě vycvičené oddíly Penaloza porazilo a hlavu samotného Chaca vystavili v ulicích osady Olta v provincii La Rioja.
V roce 1864 začala válka s Paraguayí, nazývaná též jako válka proti Trojspolku. Argentina spolu se svými spojenci Brazílií a Uruguayí sice Paraguay porazila, avšak až po šesti letech krvavého a vyčerpávajícího konfliktu.. V roce 1866 se o další vzpouru pokusil spojenec Chacha Felipe Varela. I jeho pokus však byl rychle potlačen a Varela dožil v exilu v Chile. V roce 1868 se uskutečnily prezidentské volby, v nichž vyhrál Mitreův spojenec Domingo Faustino Sarmiento (nepocházel však z Buenos Aires, ale provincie San Juan). Poslední ozbrojený pokus o návrat federalismu zorganizoval Ricardo López Jordán, guvernér provincie Entre Ríos. Ten nechal v roce 1870 zavraždit bývalého vůdce konfederace Urquiza (který se stal díky výnosům z paraguayské války spojencem nové centrální vlády) a následně se postavil centrální vládě v Buenos Aires. Boj proti Jordánovi trval zhruba 4 roky, než byl i on v roce 1874 definitivně poražen. Po porážce vnějších a domácích nepřátel se Sarmiento zaměřil na budování školství. Ústřední politickou silou v zemi se postupně stala strana Partido Autonomista Nacional (PAN), tedy Národní autonomistická strana. Právě její členové v následujících letech vládli Argentině. V roce 1874 se uskutečnily nové prezidentské volby, které vyhrál Nicolás Avellaneda z provincie Tucumán. Ten konečně začal prosazovat federalizaci Buenos Aires, o níž se hovořilo již desetiletí bez jakéhokoli reálného opatření. Proti výsledkům voleb se ohradil bývalý prezident Mitre, který je označil za zmanipulované a vytáhl do boje. Byl však poražen Juliem Argentinou Rocou. V roce 1880 byl prezidentem zvolen právě Julio Argentino Roca, další kandidát PAN. Zároveň došlo k vyřešení otázky postavení hlavního města. Ve volbách utrpěl porážku guvernér Buenos Aires Carlos Tejedor. Ten neuznal svou prohru a vyvolal povstání. Armáda pod velením prezidenta Rocy jednoznačně zvítězila, což definitivně umožnilo oddělení hlavního města od provincie Buenos Aires. Hlavním městem provincie Buenos Aires se stalo město La Plata, které v tomto období začali budovat představitelé provincie Buenos Aires. Právě tyto události se berou jako definitivní ukončení občanských válek v Argentině.

## Vláda národních autonomistů

### Změny argentinské společnosti po občanských válkách

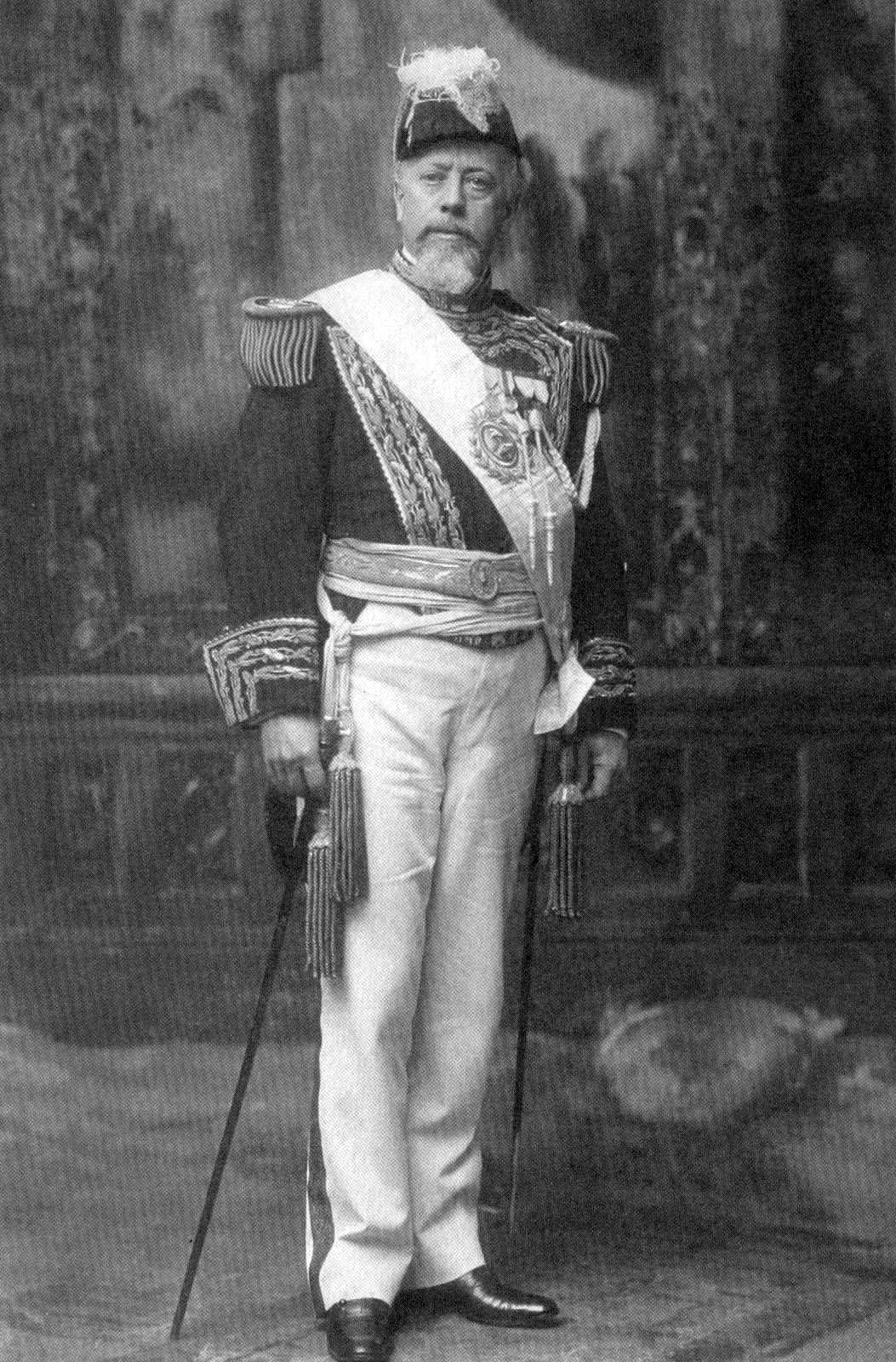
Julio Argentino Roca byl nejvýznamnějším prezidentem z Národní autonomistické strany (PAN).

Po ukončení dlouhého období nepokojů se mohla Argentina konečně začít naplno rozvíjet. K tomu značně přispěly i velké imigrační vlny z Evropy a zahraniční investice. Počet obyvatel Argentiny díky přistěhovalectví vzrostl v roce 1890 na 3,3 milionu, samotné Buenos Aires mělo v roce 1895 již 670 000 obyvatel. Mnozí z nich však nemířili do Buenos Aires, ale konečně i do provincií, díky čemuž se začalo dařit i vnitrozemí. Nárůst přistěhovalectví byl vysoký, v roce 1880 přišlo za rok do Argentiny zhruba 50 tisíc imigrantů, ale už v roce 1889 to bylo za jeden rok až 200 000 přistěhovalců. Obchod se začal mnohem více zaměřovat na evropské státy a méně na jiné latinskoamerické. Ale skot v pozici exportní komodity číslo jedna nahradila ovčí vlna. Od roku 1880 se změnil i pohled vlády na zemědělství, které dostalo prostor a Argentina se díky tomu stala jedním z největších pěstitelů obilí na světě. Rozvoj zemědělství s sebou nesl i rozvoj venkova jako takového, což poskytlo prostor pro dalších evropských přistěhovalců z tradičních venkovských států zaměřených hlavně na zemědělství. Vláda zavedla tzv. kolonizační smlouvy, na základě kterých určená skupina evropských přistěhovalců dostala ještě před příjezdem určený kus půdy v některé z provincií, kterou měla obdělávat a zvelebovat. To znamenalo začátek velkého osidlování argentinské pampy a zakládání desítek až stovek nových osad. Více než 80 % argentinských přistěhovalců pocházelo z oblasti Středomoří, polovinu z nich tvořili Italové. Postupem času však bohatší přistěhovalce nahrazovali chudí, kteří hledali v Argentině lepší život. Buenos Aires se tak postupně rozdělilo, na severu žili bohatí, chudí žili na jihu města a střední vrstva na západě. Hlavní město se začalo přebudovávat podle vzoru Paříže a dostalo tak široké bulváry. Většinu strategických a významných staveb a projektů financovali Britové, kteří v tomto období prakticky ovládali státní finance.
Problémy však stále způsobovaly indiánské kmeny žijící v jižních oblastech. V roce 1876 se dokonce indiáni dostali pouze 200 km od Buenos Aires, odvezli s sebou stovky tisíc kusů dobytka a navíc 500 bílých zajatců. Za účelem „vyřešení“ indiánského problému proto byla v roce 1879 vyslána vojenská výprava pod velením budoucího prezidenta, tehdy však ještě generála Julia Argentina Rocy. Tato výprava dopadla pro vládu úspěšně, odbojní indiáni byli buď podrobeni nebo zabiti. Díky svým vojenským úspěchům rozhodla strana PAN o tom, že právě Roca se stane novým prezidentem a ten skutečně v roce 1880 vyhrál volby. Roca se snažil o ještě větší míru hospodářského rozvoje země. O demokracii se však nedá zcela hovořit. Volby byly stále manipulovány a jakékoliv požadavky nad rámec toho, co byla vláda ochotna poskytnout byly řešeny nasazením vojska. V roce 1886 se prezidentem Argentiny stal další člen PAN Miguel Juárez Celman. Celman byl poměrně autoritářským typem prezidenta. Zpočátku se mu ekonomicky poměrně dařilo, ale v roce 1890, tedy na konci jeho vlády, byla země ekonomicky ve velmi špatném stavu a kvůli tištění nových peněz začala inflace. Zahraniční dluh kvůli tomu rapidně vzrostl, zároveň se snížila míra exportu i reálné mzdy. Vůči Celmanovi se tak postavila poměrně silná opozice složená z různých skupin. V jejím čele stáli politik Leandro Alem a bývalý prezident Bartolomé Mitre. Ten dokázal získat velkou podporu i u armády a v červenci 1890 začala revoluce, zvaná též Revoluce roku 90, nebo Revoluce z parku (Revolución del Parque). Alem a Mitre však měli rozdílné zájmy; zatímco Alem se snažil o skutečnou revoluci, Mitre se hlavně chtěl dostat zpět k moci. Alem tak vyšel proti prezidentovi sám se svou milicí a byl snadno poražen. Mitre se totiž ještě předtím dohodl s bývalým prezidentem Rocou, že Celmana vystřídá Carlos Pellegrini. Celman tak abdikoval a v roce 1890 se prezidentem skutečně stal Pellegrini.

### Období prosperity

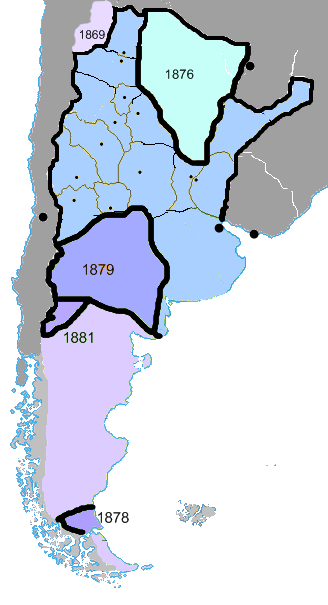
Mapa ukazuje postupné připojování území pod reálnou kontrolu vlády Argentiny po porážkách indiánů.

Poté co se Leandro Alem dozvěděl o tajných dohodách Mitrey a Rocy, vytvořil novou levicovou stranu Radikální občanskou unii (Unión Cívica Radical), tedy UCR. Alem byl idealista a za svůj cíl si vytyčil skutečně svobodné a čestné volby. V letech 1893 došlo k několika menším ozbrojeným střetům, které vedli příznivci Alema, jeho synovec Hipólito Yrigoyen dokonce nakrátko obsadil město La Plata. Snahy Alema a jeho stoupenců však vláda potlačila a zklamaný Alem raději spáchal sebevraždu. Po Celmanově abdikaci se ještě stav země automaticky nezlepšil. Argentina se však ze špatné situace dokázala dostat díky velkému množství stále neobsazené půdy, která byla kolonizována, což zvýšilo produkci státu na potřebnou míru. Hlavní roli hrál export obilí, který rostl velmi rychle a stal se hlavní exportní komoditou Argentiny. Díky tomu byla již v roce 1896 národní měna stabilizovaná. S koncem 19. století však navzdory všem problémům začal růst, který překonal všechny dosavadní. Argentina se tak zařadila mezi nejvyspělejší státy světa. Stále tu nicméně zůstávaly velké vnitřní problémy a rozpory – jednak zde bylo Buenos Aires, město na úrovni západních metropolí, ale na druhé straně zde byly vnitrozemské provincie bez splavných řek a železnice, které patřily mezi nejzaostalejší části Latinské Ameriky. Na politické úrovni stát zůstával nadále velmi nestabilní a zkorumpovaný. Imigrace začala znovu narůstat, ale tentokrát již migranti mířili hlavně do měst a ne na venkov. Nastala zlatá éra, kdy se přístav Buenos Aires stal po New Yorku druhým nejdůležitějším americkým přístavem v Atlantiku. V hlavním městě žila velká střední vrstva, pocházející hlavně z přistěhovalců. Příliv přistěhovalců byl tak velký, že rodiny často musely žít pouze v jedné místnosti obytného domu.
Hospodářský rozmach měl často negativní dopad na životní prostředí, zejména lesy byly bezohledně drancovány evropskými společnostmi. V roce 1907 došlo v blízkosti města Comodoro Rivadavia na jihu Argentiny k objevení ropy. Argentina ale neměla rozsáhlé zásoby uhlí a železné rudy a proto se navzdory hospodářskému rozmachu nedařilo rozvíjet průmysl. Díky růstu země však ztratily podporu myšlenky zesnulého Alema a jeho strany UCR. Na konci 19. století opět získal zásadní postavení bývalý prezident Julio Argentino Roca. V roce 1892 prosadil za nového prezidenta Luise Sáenze Peñu i přesto, že při nepokojích revoluce roku 90 slíbil Mitra, že na post prezidenta podpoří jeho. V roce 1895 prezidentem pro změnu prosadil Josého Evarista Uribura. Oba poslední prezidenty na tento post dosadil, protože je mohl snadno ovládat. V roce 1898 se však Roca konečně rozhodl stát se sám znovu prezidentem. Zemi se sice dařilo, ale přesto posiloval tábor nespokojenců. Ti však nepožadovali revoluci, ale snažili se o klidné změny, zejména usilovali o čestné volby. Střední třída tak postupně začala podporovat UCR a jejího předsedu Hipólita Yrigoyena, který nahradil svého strýce Alema. Pro vládu však bylo znepokojující, že chudina a dělnická třída začala podporovat radikálnější levicové strany včetně anarchistů. UCR se dokonce od roku 1898 na protest vůči manipulování voleb vůbec neúčastnila. V roce 1905 vypukla další vzpoura do jejíhož čela se postavil Yrigoyen. Měla však spíše propagační než reálný cíl, takže i když ji vláda snadno potlačila, Yrigoyen dosáhl svého cíle. Díky tomu postupně získal Yrigoyen a jeho UCR širokou lidovou podporu. Mnohem větší problémy dělali anarchisté, kteří pravidelně organizovali násilné vzpoury. Vláda proti nim začala tvrdě zakročovat, většina jejich představitelů byla zatčena a deportována ze země. Anarchisty tak nahradili umírnění sociální demokraté, kteří ale prosazovali hlavně liberální myšlenky.
V zemi vznikl tlak na politické změny, kterým se však Roca silně bránil, což oslabilo jeho pozici uvnitř jeho vlastní strany PAN. V roce 1904 se tak prezidentem stal kompromisní kandidát obou frakcí PAN Manuel Quintana. Vliv Rocy postupně klesal. Quintana zemřel v úřadě a nahradil ho další člen strany PAN José Figueroa Alcorta, ten však už jednal samostatně, aniž by dostával instrukce od Rocy nebo jiného člena PAN. Právě prezident Alcorta prosadil v roce 1910 za nového prezidenta zastánce politických reforem Roqueho Sáenze Peñu. Od roku 1911 tak získali volební právo všichni muži starší 18 let. Yrigoyen a jeho UCR začali s velkou kampaní, díky čemuž stále více posilovali svoji pozici.

## Vláda Radikální občanské unie

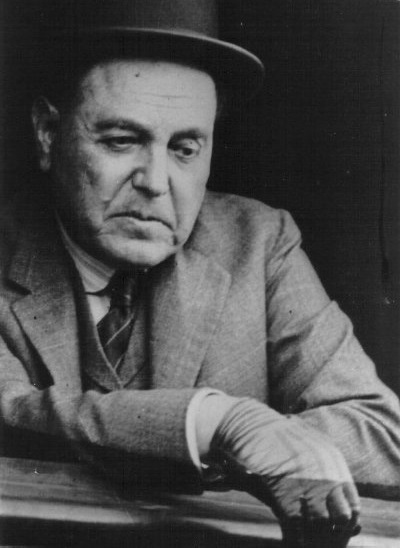
Hipólito Yrigoyen byl dvakrát prezidentem Argentiny a vůdcem Radikální občanské unie.

Díky úspěšné kampani UCR se v roce 1916 prezidentem stal Hipólito Yrigoyen, čímž skončilo dlouhé období hegemonie strany PAN. Země si v podstatě udržela ekonomické tempo, které měla před první světovou válkou, bez větších problémů překonala i světové poválečné hospodářské krize. Čelila ale pravidelným národním hospodářským recesím, které vznikaly z důvodu poklesu argentinského exportu. Yrigoyen vládl od roku 1916 až do roku 1922, ale jeho vláda byla poznamenána změnou volebního systému přesně podle (před první světovou válkou) schválené reformy. Jeho vláda se rovněž zaměřila na pomoc zemědělcům, pro něž chtěla vybudovat státní banku určenou na jejich podporu. Tím chtěl prezident pomoci kolonizaci nových území a zároveň získat podporu ze strany střední třídy z provincií. Ale parlamentu vládli konzervativci, tedy konkurenti Yrigoyenových radikálů, kteří tyto snahy prezidenta okamžitě zamítli, protože nechtěli ohrozit vlastní pozice v těchto oblastech. Yrigoyen se tedy rozhodl obejít parlament a začal používat tzv. prezidentské intervence přímo v provinciích. Díky tomu v příštích volbách dokázali Yrigoyenovi radikálové získat v parlamentu většinu hlasů. Jelikož však v horní komoře měli více zástupců konzervativci, nedokázal Yrigoyen prosadit ty zákony a opatření, které potřeboval. Svůj program však Yrigoyen dokázal prosadit v oblasti vysokých škol, kde s podporou stávkujících studentů změnil vyučovací systém a ke třem již existujícím vysokým školám přidal další dvě v provinciích. V roce 1916 začala velká stávka v přístavu Buenos Aires. Ministři radikální strany šli na místo osobně vyjednávat a podpořili požadavky stávkujících a odborářů, co radikálům získalo velké sympatie mezi dělníky a odboráři. Díky tomu vyhráli radikálové parlamentní volby v roce 1918. Konzervativci se od této chvíle začali vážně zabývat možností násilného svržení vlády radikálů v čele s Yrigoyenem. Konflikty vyvrcholily v roce 1919 během tzv. tragického týdne, kdy hladovějící hutníci vyhlásili stávku. Při následném policejním zásahu vůči stávkujícím byl zabit jeden z policistů, v odvetu policisté zastřelili pět stávkujících. Následovala generální stávka, která ochromila celé Buenos Aires. Do ulic tak musela přijít armáda, čehož využili agenti konzervativců, kteří v ulicích povraždili desítky odborářů. Po skončení těchto nepokojů se konzervativní agenti sdružili do tzv. Argentinské vlastenecké ligy (Liga Patriótica Argentina). Toto sdružení mělo podporu armády a jeho úkolem bylo zabránit případné bolševické revoluci. Zároveň mělo sdružení zabránit vládě radikálů, aby se v budoucnu postavila na stranu dělníků. Při následující stávce dělníků a zemědělců v roce 1921 se už Yrigoyen a jeho vláda raději od stávkujících distancovali. Stávka tak byla krvavě potlačena armádou.
Yrigoyen se pokusil politicky ovlivnit armádu, což se mu však vůbec nepodařilo. Důstojnický sbor začal naopak sympatizovat s konzervativní pravicí a mnozí důstojníci se začali politicky angažovat. To Yrigoyenovi zabránilo v realizaci jeho politických plánů. Yrigoyen tak zvýšil výdaje státu, aby získal masovou lidovou podporu. Yrigoyen se tím však stal velmi nepopulárním mezi pravičáky a tak se rozhodl na místo prezidenta vybrat místo sebe jiného kandidáta, kterým se stal Marcelo Torcuato de Alvear. Ten se v roce 1922 stal prezidentem. Yrigoyen mu však zanechal velký státní dluh, protože během své vlády si přízeň voličů v podstatě kupoval velkými výdaji státu. Prezident Alvear musel čelit názorovému rozštěpení radikální strany, protože její členové se nedokázali shodnout, zda navzdory velkému dluhu pokračovat ve velkých státních výdajích. Alvear zpočátku podporoval radikály vyzývající k ukončení výdajové politiky, ale nakonec byl okolnostmi přinucen podpořit zastánce bývalého prezidenta Yrigoyena, proti nimž chtěli jejich odpůrci použít armádu, co prezident odmítl. Hipólito Yrigoyen se díky tomu v roce 1929 stal znovu prezidentem Argentiny. Ale politická situace se již změnila a musel čelit řadě silných oponentů, především silné opozici představitelů armády. Stále více se začalo diskutovat o možnosti vojenského převratu, který by Yrigoyena sesadil. Yrigoyen a jeho podporovatelé postavili svou kampaň na ropě a odporu vůči americkým ropným společnostem, které konkurovaly domácí ropné společnosti YPF. Yrigoyen a jeho příznivci slibovali, že nahrazením amerických společností domácí YPF se vyřeší všechny domácí problémy, protože právě z ropy by se vyplatil státní dluh. Americké ropné společnosti si Yrigoyen vybral záměrně, protože chtěl získat sympatie argentinských velkostatkářů, kteří se nedokázali prosadit na trhu v USA. Všechny Yrigoyenovy důležité snahy však znovu brzdil konzervativní senát. Někteří členové radikální strany chtěli vyřešit problém senátu co nejdříve a zavraždili vůdce opozice z provincie Mendoza, který měl kandidovat právě na uvolněné místo v senátu. V roce 1930 tak byli radikálové konečně blízko ovládnutí horní komory. V roce 1929 však došlo ke krachu na newyorské burze, což byl začátek konce vlády Yrigoyena a radikální strany. Radikální strana již neměla peníze na velké státní výdaje, což se projevilo i slabým výsledkem v parlamentních volbách roku 1930. Zároveň začaly pravidelné demonstrace a média se vracela k vraždě vůdce opozice z Mendozy. Yrigoyen se tak dostal do velkých problémů, které nedokázal účinně řešit. V září 1930 přišel vojenský převrat, který ukončil vládu Yrigoyena a jeho radikální strany.

## Hanebná dekáda
Vojenský převrat vrátil vládu do rukou konzervativců, přívrženci radikální strany to však prezentovali jako návrat oligarchie. V současnosti historici nazývají 30. léta 20. století argentinských dějin jako Década Infame, tedy „hanebná dekáda“. Toto období bylo poznamenáno zhoršením životní situace obyvatelstva a finanční závislosti státu na Velké Británii. Vojenská vláda způsobovala prohlubování nedůvěry obyvatelstva v demokracii a demokraticky zvolené orgány státu. Na druhé straně se však Argentině ekonomicky poměrně dařilo.

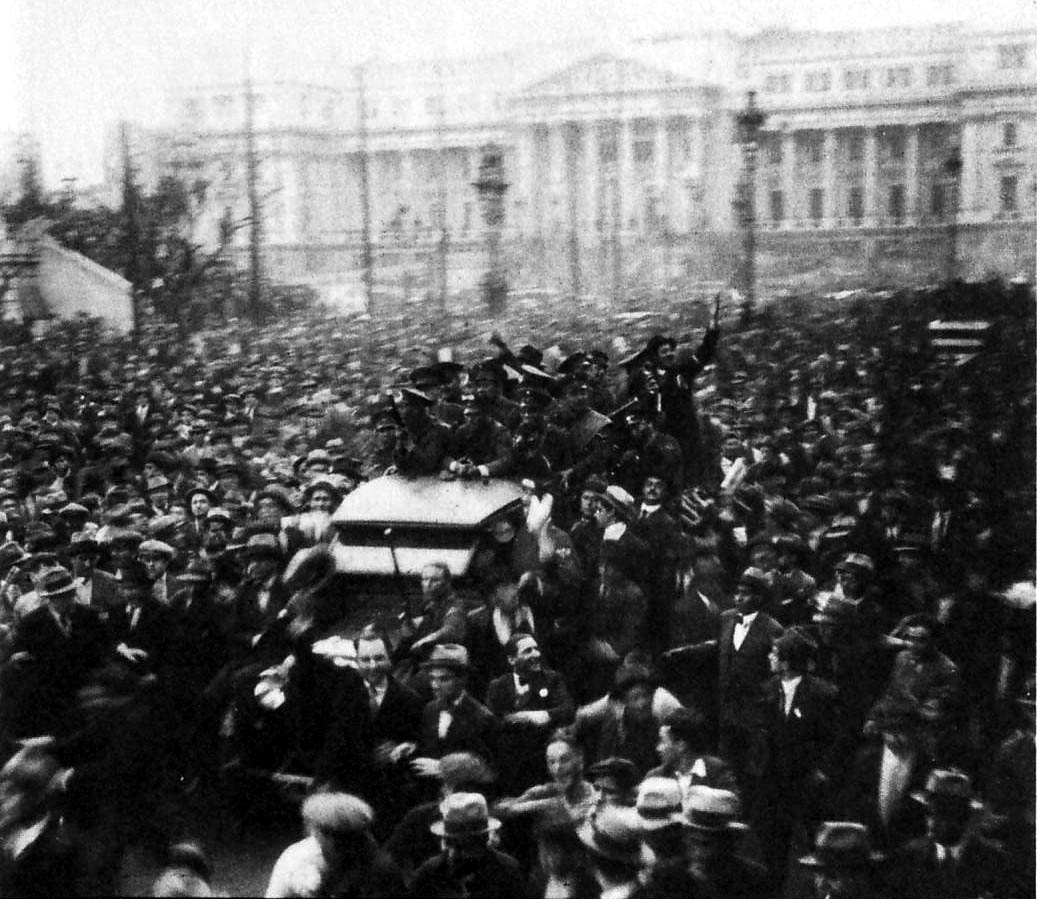
Buenos Aires, převrat 6. září 1930

Dne 6. září 1930 se uskutečnil první vojenský převrat v Argentině v 20. století. Proti vojákům nestál prakticky žádný odpor, protože prezident Hipólito Yrigoyen byl v té době už velmi nepopulární. Účastníci vojenského převratu se však dělili na dvě skupiny. Radikální pravicové křídlo vedl generál José Félix Uriburu. Tato část se projevovala silnými nacionalistickými názory, antikomunismem a obdivem k evropským diktátorům jako Benito Mussolini a Miguel Primo de Rivera. Těsně po puči zamýšleli členové radikálního křídla armády zrušit ústavu z roku 1853, zakázat politické strany, zrušit volby a vytvořit autoritativní vojenský režim. Většinu puče však tvořilo umírněné křídlo, které vedl generál Agustín Pedro Justo. Tato část byla proti rušení ústavy, ale zasazovala se o odstranění příznivců prezidenta Yrigoyena z jejich funkcí. První rok se však obě křídla převratu nedokázala mezi sebou dohodnout na žádných zásadních věcech. Formálně však prezidenta Yrigoyena ve funkci nahradil generál Uriburu. Ten si chtěl pozici posílit i vytvořením vlastní polovojenské organizace, ale svými kroky si postupně znepřátelil obyvatelstvo. Dokonce se začaly objevovat hlasy volající po návratu Yrigoyena. Uriburu byl však přesvědčen, že tyto náznaky nespokojenosti nejsou pravdivé a vyhlásil v dubnu 1931 volby v provincii Buenos Aires. V těch však vyhrála znovu radikální strana, která se dokonce pokusila o menší povstání. Uriburu se tím pádem alespoň snažil získat na svou stranu většinu důstojníků, ale ani to se mu nepodařilo. Uriburu byl postupně přinucen vypsat nové prezidentské volby, ale z těch byli automaticky vyloučeni kandidáti radikální strany.

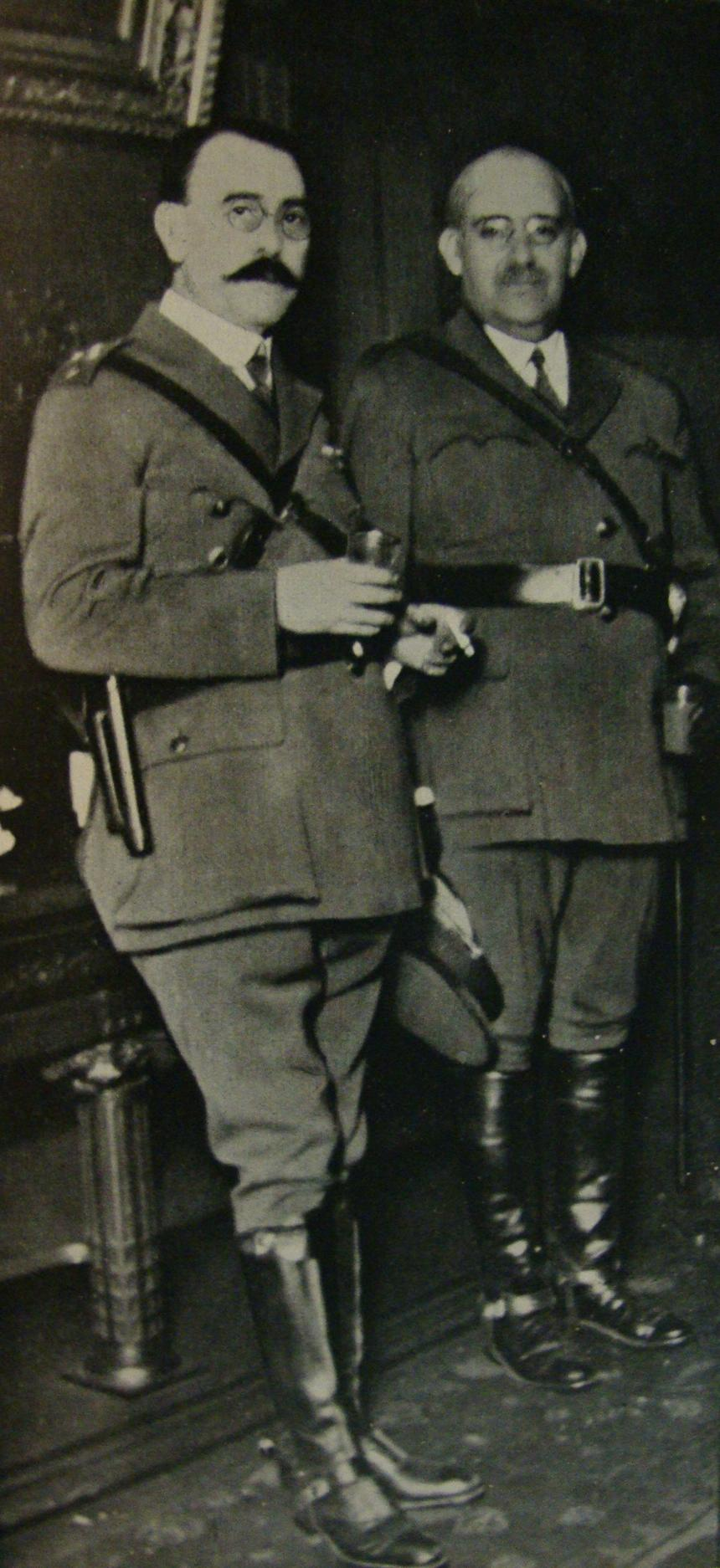
José Félix Uriburu a Agustín Pedro Justo stáli v čele vojenského převratu v roce 1930, později byli oba prezidenty Argentiny.

Volby se uskutečnily v listopadu 1931 a suverénně je vyhrál generál Justo, vůdce umírněného křídla převratu. Justo zastupoval skupiny vládnoucí Argentině během vlád národních autonomistů z dob prezidenta Rocy. Armáda podpořila Justa jako nového prezidenta i přesto, že volby byly výrazně zmanipulovány v jeho prospěch. Někde volilo více lidí, než bylo oficiálně zapsaných voličů, jinde volili i mrtví. Radikální strana tak znovu začala bojkotovat volby podobně, jako to dělala za vlády národních autonomistů. Justa podporovaly tři politické strany: konzervativci, konzervativní část socialistů a bývalá část radikální strany, která z ní vystoupila pro nesouhlas s bývalým prezidentem Yrigoyenem. Tyto tři strany se sdružily do politického subjektu Concordancia. Justo se stal oficiálně prezidentem 20. února 1932 a hned zrušil výjimečný stav, vyhlášený během vojenského převratu v roce 1930. Následně nechal propustit bývalého prezidenta Yrigoyena a jiné politické vězně a umožnil mnohým profesorům vrátit se do škol. Prezident Justo se také postavil proti polovojenské organizaci založené jeho předchůdcem Uriburou. Změnila se i reakce vlády na stávky dělníků, Justo na ně neposlal armádu, ale raději vyjednával. Také kvůli tomu byla jeho vláda přijímána mnohem lépe než předchozí vojenská vláda. V roce 1933 zemřel bývalý prezident Yrigoyen, což znamenalo ztrátu posledního významného opozičního představitele. Navzdory světové hospodářské krizi se Justově vládě podařilo výrazně snížit státní dluh Argentiny a celkově zlepšit finanční stav státu. Vládě se také podařilo zlikvidovat deficit zahraničního obchodu. Hlavní postavou těchto ekonomických úspěchů byl ministr financí Federico Pinedo. V roce 1934 se Pinedo přičinil o založení národní banky, která se stala hlavním nástrojem jeho ekonomických reforem. Problémem se však stal vztah s Velkou Británií. Ta byla hlavním obchodním partnerem Argentiny a prosadila si pro své zboží v Argentině speciální přístup, kdy většina jejího dovozu nepodléhala v Argentině clu. Británie zase měla dovážet stanovené množství argentinského zboží. Tento vztah byl dokonce smluvně dohodnutý. Argentina se tak však dostala do stavu, kdy nedokázala bez rizika velkých finančních ztrát zatlačit na zahraniční společnosti, protože ty si v některých oblastech vytvořily absolutní monopol.
Pozice zahraničních společností začali využívat někteří politici, kteří ji přirovnávali ke koloniálním časům. Postupně se tak začala tvořit různá nacionalistická hnutí. Vznikl tak politický proud označovaný jako ekonomický nacionalismus, který poukazoval na nevyvážené obchodní vztahy Argentiny a její zahraničních partnerů, kdy jim Argentina poskytovala mnohem větší prostor, než její zahraniční partneři u sebe umožňovali argentinskými podnikatelům a produktům. Prezident Justo skončil ve funkci v roce 1938. Za prezidenta byl vybrán Roberto María Ortiz, právník, původně člen radikální strany, kterou odstavil právě vojenský puč. Ortiz poté, co se stal prezidentem (ve zmanipulovaných volbách), prohlásil, že od dané chvíle je proti manipulaci voleb. To umožnilo radikální straně vyhrát v parlamentních volbách. Už zanedlouho však začala druhá světová válka. Během předchozí světové války zůstala Argentina neutrální, což se ukázalo jako velká ekonomická výhoda. Během druhé světové války však byla veřejné mínění nejednoznačné. Již v roce 1940 začala Británie kontrolovat Atlantský oceán, což mělo negativní vliv na export Argentiny, protože své zboží exportovala hlavně do Evropy. Krizi však nemohl řešit prezident Ortiz, který pro vážné zdravotní problémy nemohl často po delší dobu vykonávat svůj úřad. Zastupoval ho tak viceprezident Ramón Castillo., který však měl odlišné politické názory než Ortiz a patřil k tvrdým konzervativcům. Kvůli tomu se obnovily spory mezi radikální stranou a konzervativci, které se projevovaly především v parlamentu (kde měla radikální strana většinu), který odmítal jednat o řešení ekonomických problémů spojených s válkou. Jelikož Velká Británie byla světovou válkou velmi postižena, chtěla tento špatný stav Argentina řešit tím, že by Británii jako obchodního partnera nahradila Spojenými státy. Američané však nebyli ochotni přijímat argentinské zboží, naopak uvalili na produkty typické pro Argentinu vysoká cla. Navíc USA omezily případný vývoz zbraní do Argentiny a naopak do Brazílie začaly zbraně vyvážet bez problémů. Vzájemné vztahy se tak ještě více zhoršily. V Argentině začaly sílit hlasy, které upozorňovaly na riziko, že USA podporují potenciální útok Brazílie na Argentinu. To velmi posílilo nacionalistické nálady v zemi. Nacionalisté postupně posilovali své pozice a začali měnit Argentinu podle příkladu fašistické Itálie. Žádná změna však nedokázala zvrátit problém s nemožností vyvážet své produkty do zahraničí. To znovu posílilo radikální stranu, která chtěla uskutečnit vlastní vojenský převrat. Viceprezident a zároveň zastupující prezident Castillo tak začal vládnout prezidentskými dekrety. Přesto však ztrácel rychle podporu a u moci se držel pouze díky armádě. Země se začala postupně uzavírat. Zároveň se ještě více zhoršily vztahy s USA, které se ocitly na bodu mrazu, když Spojené státy zcela zakázaly dovoz zbraní do Argentiny. V červnu 1942 se Ramón Castillo stal sám prezidentem. Jeho popularita však byla velmi nízká, takže se spolu se svými přívrženci rozhodl uspořádat nové prezidentské volby na konci roku 1943, kde také vybral vhodného kandidáta na nového prezidenta Robustiana Patróna Costase. Právě osoba vybraného budoucího prezidenta však vzbudila takový odpor, že musela zakročit armáda, která svým zásahem současně ukončila tzv. hanebnou dekádu.

## Státní převrat v roce 1943 a další vojenská vláda

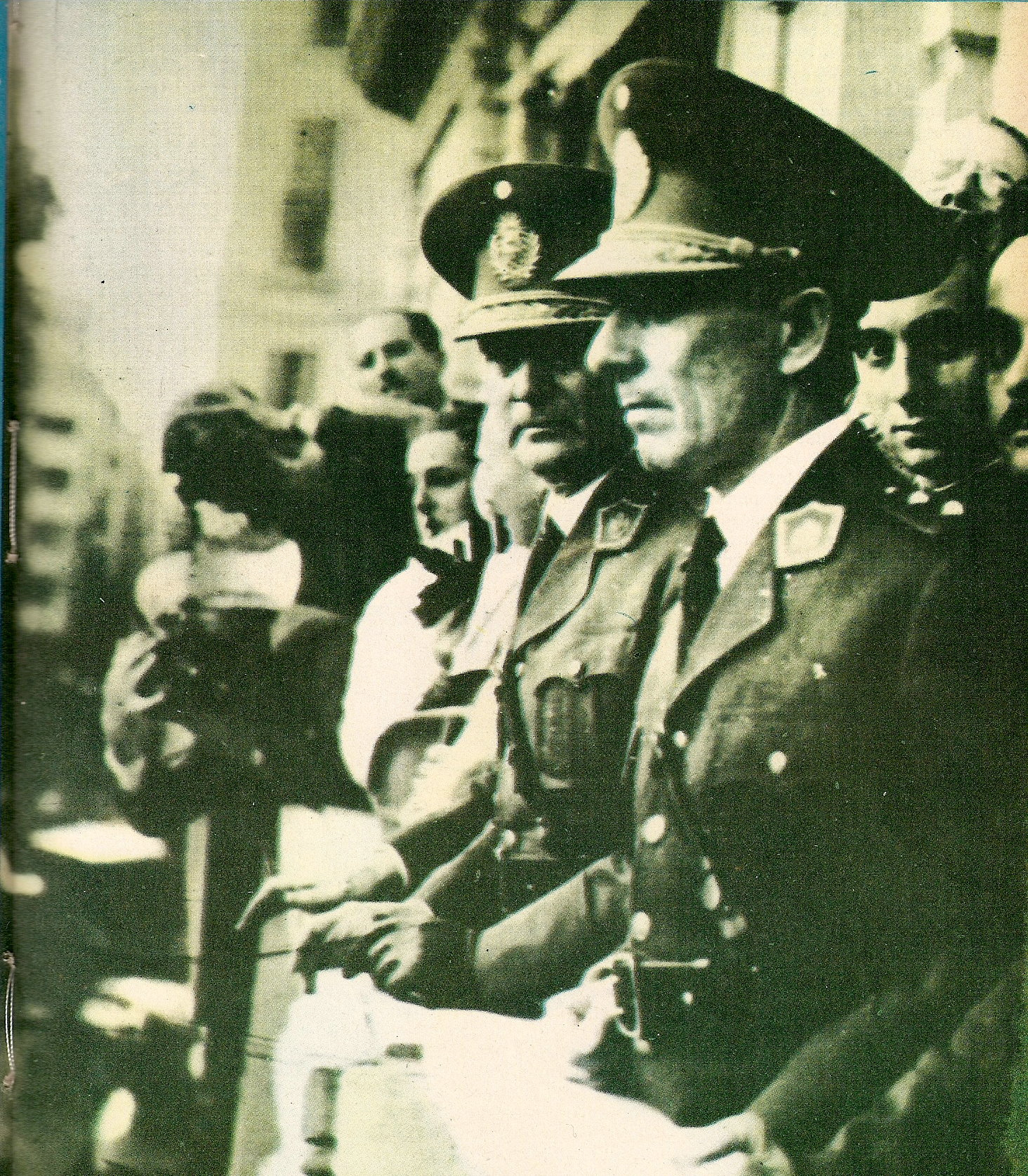
Generálové Arturo Rawson a Pedro Pablo Ramírez oznamují obyvatelům Buenos Aires uskutečnění státního převratu (4. červen 1943).

Dne 4. června 1943 provedla armáda státní převrat, který ukončil vládu prezidenta Castilla a konzervativců. Tento krok armády uvítala většina obyvatelstva, které věřilo, že pouze vojáci zajistí pořádek a stabilitu. Generálové se zase domnívali, že prodlužování špatné situace a další volební podvody pouze prohloubí krizi. Převrat podpořila radikální strana, ale i Spojenci, především USA. Ale členové převratu se opět dělili na umírněné a radikály. Umírnění se chtěli připojit ke Spojencům a přerušit styky s Osou, zatímco radikálové chtěli pokračovat v tvrdé protiamerické politice. Do čela státu se dostal generál Arturo Rawson, který měl americké kořeny. Ten však v čele státu a samotného převratu zůstal pouze tři dny a 7. června 1943 byl nahrazen generálem Pedrem Pablem Ramirez. Ramírez patřil k umírněnému křídlu a přislíbil dokonce vypsání nových prezidentských voleb. Spojené státy nový vojenský režim bez problémů uznaly jako vládu Argentiny. Generál Ramírez však nakonec nové volby odmítl a dokonce i zhoršil vztahy s USA, protože odmítl přerušit styky s Osou. Do popředí se začalo dostávat radikální křídlo armády, když se viceprezidentem a ministrem války stal generál irského původu Edelmiro Julián Farrell, jeden z největších extremistů mezi generály.
Konzervativní generálové věřili, že podpora nacistického Německa a jeho spojenců pomůže Argentině, aby se v budoucnu zbavila závislosti na britské obchodní dominanci. Vůči vojenské vládě se však brzy začala tvořit silná opozice složená z různých politických stran a společenských tříd. Obyvatelstvo požadovalo vypsání voleb a zrušení výjimečného stavu. Armáda přistoupila ke zvýšení intenzity národního vyučování na školách, k posílení vyučování náboženství (ve snaze získat církev), došlo však i ke zrušení politických stran, cenzuře tisku, zákazu stávek a tvrdým represím vůči opozici. Vojenská vláda následně začala jednat s Německem o dodávkách zbraní (protože USA jim je nechtěly dodávat). To znamenalo ztrátu podpory i posledních zemí, jako Spojené království, které byly ochotné s Argentinou spolupracovat. Spojenci pohrozili vojenské vládě totálním embargem na veškeré zboží. Tomuto tlaku v lednu 1944 vojenská vláda ustoupila a přerušila diplomatické styky s Německem. To se však nelíbilo konzervativnímu křídlu armády, které prosadilo odvolání Ramireze z funkce faktického prezidenta. Do čela státu se tak 24. února 1944 dostal zastánce tvrdé konzervativní linie generál Farrell.. Pod jeho vedením začaly v Argentině rozsáhlé stavební projekty. Ale výdaje státu na armádu byly obrovské, což způsobovalo problémy. V zemi začal vládnout režim podobný těm v Německu, Itálii či Španělsku, opoziční názory byly tvrdě potlačovány.

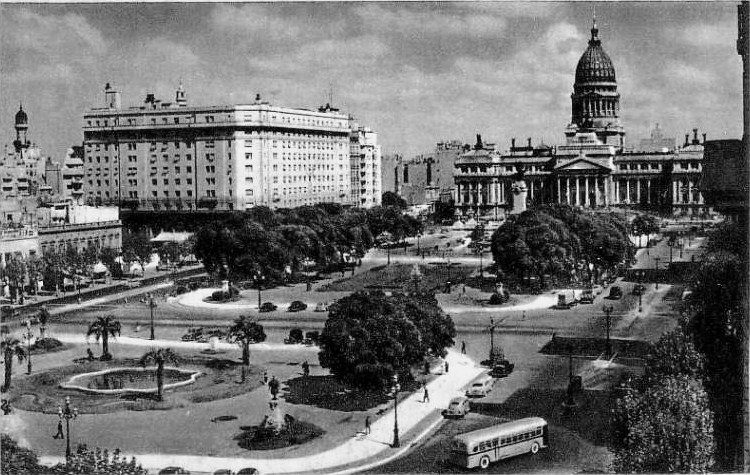
Kongresové náměstí v Buenos Aires, 40. léta

Do popředí se začal dostávat další voják a chráněnec prezidenta Farrella Juan Perón. Ten se stal v roce 1944 viceprezidentem Argentiny. Ještě před tím však absolvoval cestu po Itálii a Španělsku, kde viděl následky evropských konfliktů a občanských válek. Právě tomu chtěl zabránit v Argentině. Díky svému vystupování a rétorickým schopnostem si velmi brzy získal masovou lidovou podporu. Zaměřil se hlavně na dělníky, protože věděl, že tvoří podstatnou a důležitou část obyvatelstva, jejíž podporu potřebuje. Kvůli tomu začal prosazovat zvyšování platů a jiná zvýhodnění pracujících. Perón však využíval hlavně skutečnost, že Argentině se navzdory všemu ekonomicky celkem dařilo a mzdy se dokonce přirozeně zvyšovaly. Perón však zároveň přesvědčil bohatou třídu a vlastníky továren, že zlepšením postavení dělníků ochrání jejich majetky a zájmy před hrozbou komunismu. Ale stále se našlo mnoho lidí, kteří tyto Perónovy snahy hodnotili jako další projev fašismu vojenského režimu. Na začátku roku 1945 učinily Spojené státy vstřícný krok a zmírnily embargo vůči Argentině. To se setkalo v zemi s velmi pozitivní odezvou a Argentina dokonce o pár měsíců vyhlásila válku Německu a Japonsku. Spojené státy jako odpověď plně uznaly vládu generálů. Ale po smrti amerického prezidenta Roosevelta v dubnu 1945 se prezidentem stal Harry Truman, který přistoupil k personálním změnám na vícero postech včetně velvyslance v Argentině, kterým se stal v říjnu 1945 zastánce tvrdé linie Spruille Braden. Ten začal hned organizovat opozici vůči vojenskému režimu v Argentině, později hlavně opozici vůči Perónovi. V říjnu 1945 založili Perónovi příznivci novou Stranu práce (Partido Laborista). Ta však neměla pouze podporu dělníků a oborů, ale i části radikálů, konzervativců a církve. Dne 8. října 1945 však Perónovi nepřátelé v armádě donutili prezidenta Farrella, aby Peróna odvolal. Farrell pod nátlakem souhlasil a vyzval Peróna k rezignaci, což Perón hned druhý den udělal. Současně s podpisem demise podepsal i opatření zajišťující zvýšení platů pro všechny obyvatele Argentiny. Zároveň měl dovoleno promluvit v rozhlase, což byla velká chyba jeho odpůrců, neboť i toto vystoupení mu pouze zvýšilo podporu. Následně musel Perón odejít do vězení na ostrov Martín García. Peron protivníci však udělali další chyby. Nejprve zrušili některé z výhod, které Perón podepsal při svém odchodu a také dovolili Perónově přítelkyni Evě Duarteové, aby organizovala Perónovy příznivce.

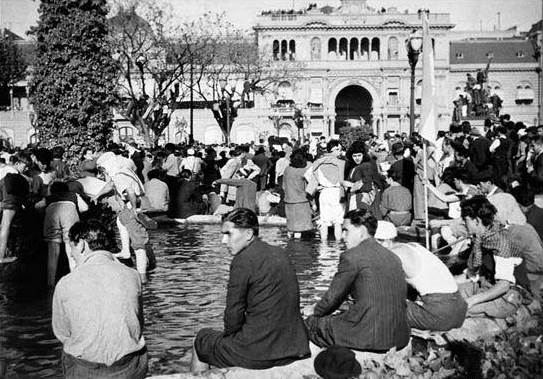
Perónovi přívrženci na Plaza del Mayo, 17. říjen 1945

Právě Evita, jak se Evě Duarteové přezdívalo, nakonec uspořádala 17. října 1945 mohutný pochod dělníků na Buenos Aires, nazývaný Den věrnosti (Día de la Lealtad). Zúčastnily se ho statisíce lidí, kteří volali po propuštění Peróna z vězení. Policii velel přítel Juana Peróna, a tak policisté nezasáhli vůči demonstrantům, kteří se tak přesunuli do centra města. Jelikož i vojáci odmítli střílet do demonstrantů, přikázal prezident Farrell, aby byl Perón převezen do Casa Rosada, což je sídlo argentinského prezidenta, kde Perón triumfálně před svými příznivci vystoupil s projevem. Zde Perón ohlásil přechod z armády do civilního politického života. Proti silnému Perónovi se však zformovala koalice složená ze všech jeho nepřátel, která se nazvala Demokratická unie (Unión Democrática). V únoru 1946 se uskutečnily volby, ve kterých Perón a jeho Strana práce zvítězili. Lidé ho tehdy volili i na protest vůči americké protikampani vedené velvyslancem Bradenem, kterou považovali za vměšování se do vnitřních záležitostí Argentiny. Armáda ještě před volbami přislíbila, že umožní vítězi voleb převzít vládu, čímž skončilo období vojenské vlády, vzešlé po převratu z roku 1943.

## Perónova éra

### Počátky vlády Juana Peróna

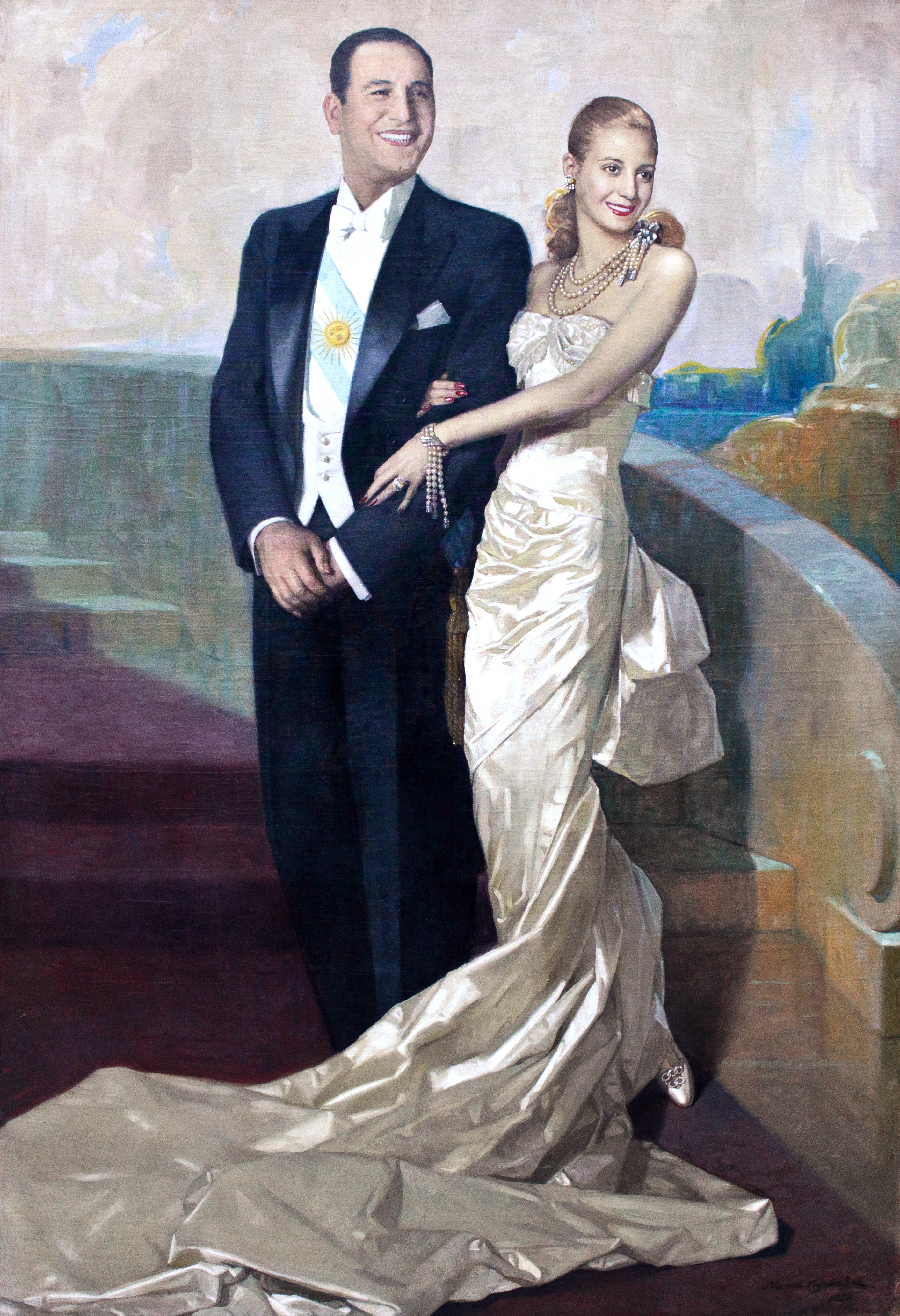
Juan Perón a Eva Perónová byli hlavními symboly první Perónovy éry.

Volby přinesly v politickém životě země mnoho změn, socialisté se nedostali vůbec do parlamentu, zbylé strany zaznamenaly výrazný pokles. Pouze radikální strana si držela své pozice a stala se nejsilnější opoziční stranou. Ale Perón nevyhrál pouze prezidentské volby, jeho strana současně získala většinu v obou komorách parlamentu a kontrolu nad skoro všemi provinciemi (kromě jediné). Perón velmi prozíravě nominoval do své vlády zástupce odborů a dělníků, ale i zástupce bohatých vrstev a podnikatelů. Perón měl štěstí, protože předchozí konzervativní vojenské vlády zanechaly zemi v překvapivě dobrém ekonomickém stavu. Mnoho států Argentině dlužilo peníze. Navíc po politických změnách v zemi a definitivním připojení se k vítězné straně Spojenců skončila i embarga a blokády. Perón po vojenských vládách zdědil velké devizové rezervy, které tvořily jednu třetinu všech devizových rezerv celé Latinské Ameriky. Jelikož po skončení druhé světové války pomalu začínala studená válka, byly Spojené státy nuceny zlepšit své vztahy s Argentinou, i když vládě Juana Peróna stále nedůvěřovaly. V dubnu 1946 se tak novým velvyslancem USA v Argentině stal smířlivý George S. Messersmith, čímž skončilo období radikálního velvyslance organizujícího opozici vůči Perónovi. Perón se stal spojencem USA, ne však z ideologických důvodů, ale podobně jako v jiných oblastech, z důvodů racionálních, protože měl zájem o americké technologie. Do Korejské války nevyslal vojenské jednotky po boku Spojených států pouze kvůli velkému odporu veřejného mínění. Na druhé straně Perón uznal vládu Sovětského svazu, se kterým hned navázal diplomatické styky. Právě SSSR používal Perón jako páku pro diplomatické vydírání (avšak v daných mantinelech) Spojených států v době, kdy od nich něco požadoval.

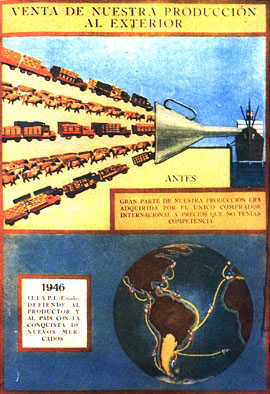
Propagandistický plakát prvního pětiletého plánu z roku 1946

Perónův ekonomický program (tzv. první pětiletý plán) byl postaven na dosažení soběstačnosti státu do roku 1951. Ale jeho vládní program se vůbec nezabýval zemědělstvím, které vytvářelo nejdůležitější exportní komodity Argentiny. To způsobilo tomuto sektoru v následujícím období velké problémy. Vláda však začala podporovat i riskantní opatření, centrální banka začala tisknout peníze a soukromé banky zase poskytovat úvěry i lidem, kteří neměli prostředky na jejich splacení. Perón slíbil odkoupení železnic do rukou Argentiny, což také splnil, ale koupě železničních společností způsobila nedostatek financí na jiné projekty. Jelikož však železnice v zemi byly již desítky let bez investic od původních britských vlastníků, vyžadovaly další miliardy na rekonstrukci.
Perón se musel současně vyrovnat i s armádou. Ta totiž provedla v posledních desetiletích dva vojenské převraty a tak Perón motivoval vojáky vysokými platy, aby se vyvaroval jejich možného zasahování do politiky v budoucnu. Také začal nakupovat moderní zbraně, aby uspokojil generální štáb. Přesto neměla armáda takové výhody jako před tím a její rozpočet byl stále menší, protože podstatná část peněz musela jít na uspokojení požadavků dělníků.
Krátce po volbách v roce 1946 zrušil Perón svou Stranu práce a nahradil ji novou Jednotnou stranou národní revoluce (Partido Único de la Revolución). Tu založil hlavně proto, aby se zbavil některých členů Strany práce s nimiž už nechtěl spolupracovat, nebo kterým nechtěl splnit to, čem jim slíbil před volbami výměnou za jeho podporu. Proti Perónovi vystoupil odborový předák Cipriano Reyes, který dokonce zorganizoval velkou stávku. Perón nechal Reyese zatknout a ten skončil ve vězení s obviněním z přípravy atentátu na Peróna. Kromě tohoto případu však Perón s odbory vycházel velmi dobře, protože jim vždy zajistil velké materiální výhody. Perón tak vytvořil zcela nový politický systém zvaný perónismus. Tento nesnadno charakterizovatelný systém spočíval v podpoře dělníků, ale zároveň i podnikatelů, ale především v populismu. Perón se neštítil pro své politické cíle použít i násilí. Dokonce začal podporovat skupinu zvanou Descamisados („bez košil“), což byla skupina profesionálních rváčů, kteří pro Peróna plnili úkoly násilného typu, včetně politických vražd. Stejně tak i média musela čelit cenzuře a ovlivňování ve prospěch prezidenta. Velmi důležité místo v politických plánech Juana Peróna měla už jeho právoplatná manželka Eva Perónová, známá jako Evita. Přestože nepocházela z Buenos Aires a byla nemanželským dítětem, vybudovala si zde množství významných kontaktů, což Perónovi později značně usnadnilo politickou kariéru. Velmi rychle se projevila velmi podobně jako její muž, uměla dobře přesvědčovat davy, což také začala využívat. Díky tomu si získala masovou podporu po celé zemi. Začala veřejně prosazovat různé požadavky, jako volební právo pro ženy. Perón jí dokonce svěřil ministerstvo práce a sociálních věcí. Prezident využíval Evitu při různých příležitostech, které mohly být medializovány, především při podpoře chudých dětí. Evita se zaměřila výhradně na chudou část populace a dělníků, protože sama vyrůstala v chudobě. Popularita Evity byla tak vysoká, že ji Perón v roce 1947 vyslal na turné po Evropě, aby popularizoval svou vládu. Pro Perónovy stoupence se Evita postupně stala absolutním a nedotknutelným idolem a byla mnohem populárnější než samotný prezident.

### Smrt Evity a konec Perónovy vlády

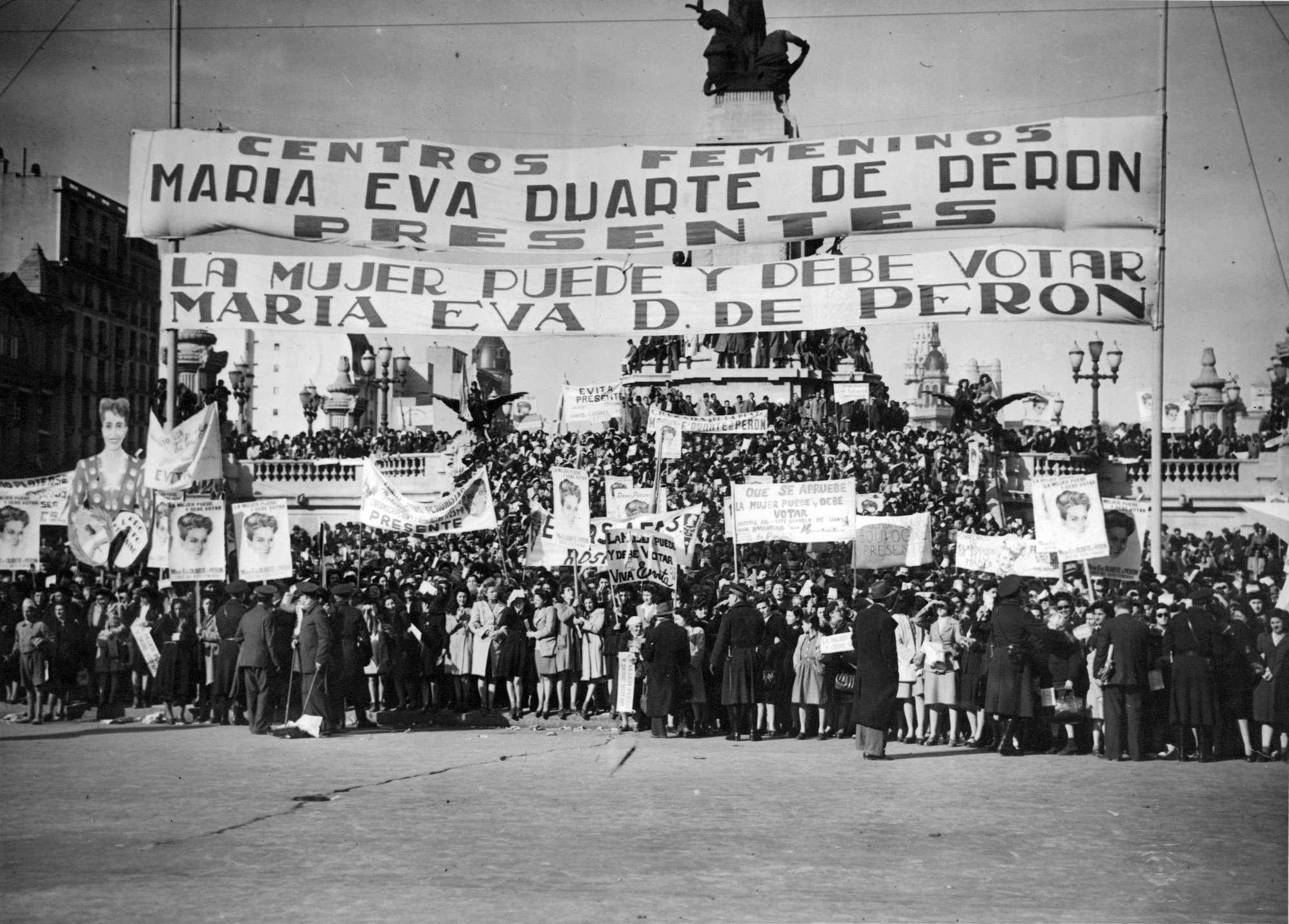
Demonstrace za volební právo žen v Buenos Aires, 1948

V roce 1947 Perón svou stranu přejmenoval na Perónistickou stranu (Partido Peronista). Strana se postupně stala velmi důležitou součástí života ve společnosti, přičemž pokud chtěl člověk pracovat ve státních službách, musel být členem Perónistické strany. V roce 1949 Perónistická strana přijala novou ústavu, která nahradila ústavu z roku 1853. Nová ústava změnila způsob volby prezidenta, prodloužila jeho funkční období na 6 let s možností znovuzvolení bez omezení, stejně se dotkla i způsobu volby senátorů a poslanců a prodloužila i jejich mandáty na 6 let. Perón začal také utrácet velké množství finančních prostředků z devizových rezerv země, což mu mělo v budoucnu způsobit velké problémy. Argentina měla opět problém s exportem svého zboží. V USA se opět neprosadila kvůli stejným ochranářským opatřením americké vlády. Poválečná Evropa nebyla schopná přijímat takové množství zboží, jako před válkou, navíc USA začaly masivně exportovat do Evropy své potravinářské a zemědělské komodity, tedy totéž, co nabízela Argentina. Země nedokázala konkurovat především americkým farmářům, protože Perón nechal neúměrně zvýšit mzdy nejen dělníkům, ale i pracovníkům na farmách do takové míry, že konkurenceschopnost argentinských farmářů a producentů potravin výrazně klesla. Perón navíc ohlásil velké plány industrializace státu, což také odebralo zemědělství peníze i pracovníky. Ale na rozvoj průmyslu neměla Argentina dostatek ropy a uhlí, což Perónovy plány v této oblasti paralyzovalo. Z tohoto důvodu začala každoročně klesat zemědělská produkce, což mělo následek pokles ekonomické síly státu. Perón velmi rychle prohospodařil obrovské devizové rezervy a země se musela začít znovu zadlužovat.
Perónova vláda přistoupila k ještě větší cenzuře a zastrašování opozice, později k úplnému převzetí některých novin, které tak začaly psát ve prospěch vlády. V roce 1951 se uskutečnily volby, které jednoznačně vyhrál Juan Perón a jeho Perónistická strana (Perón byl ještě úspěšnější než v předchozích volbách), mající mezi dělníky stále jednoznačnou podporu. Na druhém místě skončil Ricardo Balbín z Radikální občanské unie, který se stal na dlouhá desetiletí hlavním představitelem opozice v Argentině. Opozice přitom neměla možnost vystoupit v rozhlase, v novinách dostávala minimální prostor, někteří její představitelé byli uvězněni (včetně Ricarda Balbína, jehož propustili těsně před volbami) apod.

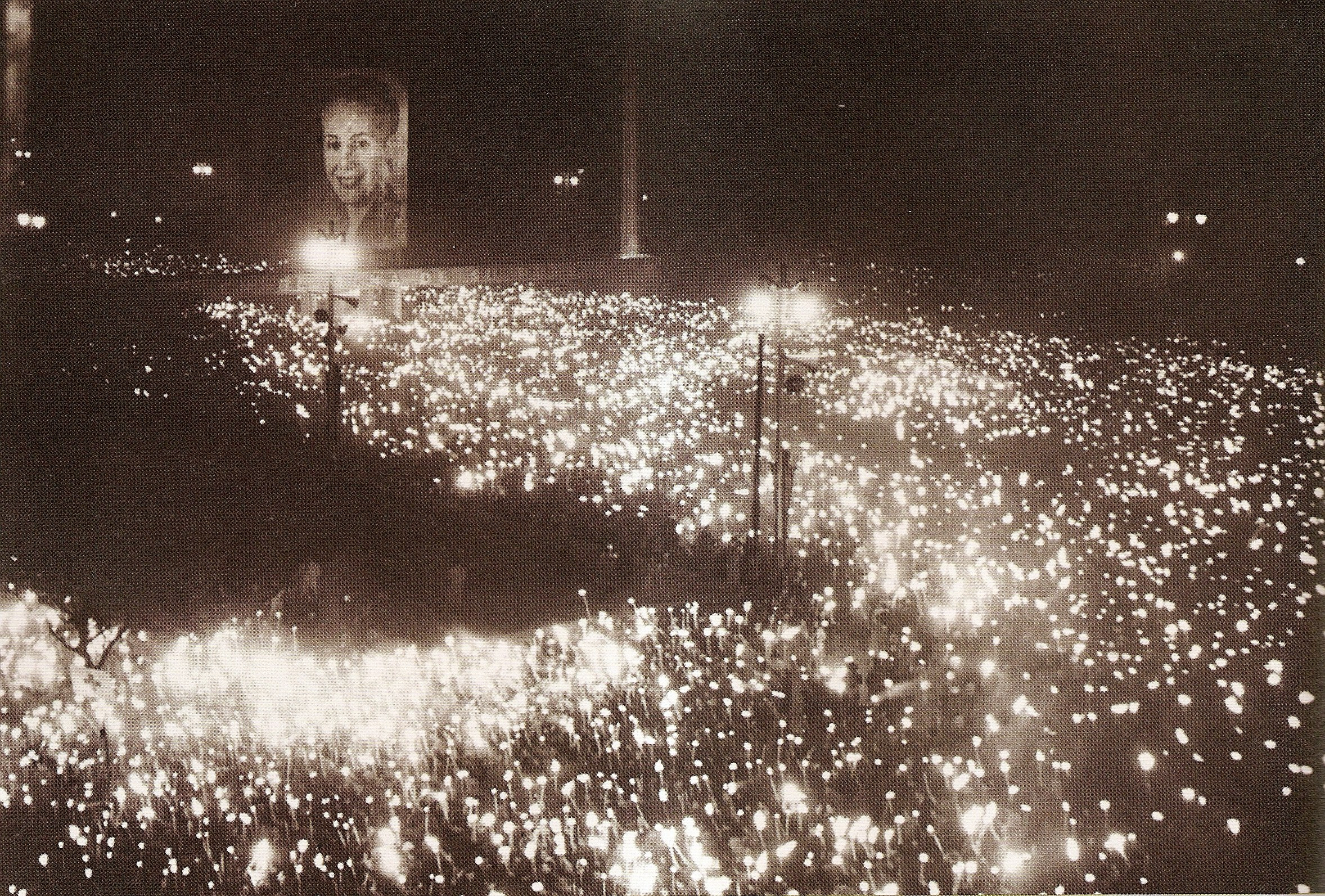
Pohřbu Evity se v Buenos Aires zúčastnily 3 miliony lidí.

Perón však už neměl co nabídnout, země byla ve velmi špatné ekonomické situaci, bez devizových rezerv a naopak s velkým zahraničním dluhem. To začalo způsobovat stále častější sociální problémy. Perón tak jako před tím přistoupil k ještě větší cenzuře a represi. Mnoho lidí s opozičními názory muselo opustit Argentinu. Perón zakázal cestovat do Uruguaye, kde se zdržovala většina odpůrců režimu. Zřejmě největší ranou pro režim byla smrt Evity, která 26. července 1952 zemřela na rakovinu děložního čípku. Evita byla mezi obyvateli Argentiny natolik oblíbená, že jejího pohřbu se v ulicích Buenos Aires zúčastnily 3 miliony lidí. Vláda Argentiny se rozhodla z této skutečnosti vytěžit. Tělo Evy Perónové bylo balzamováno a zpřístupněno lidu ve snaze posílit její kult a tím pomoci režimu prezidenta Peróna. Zároveň vláda připravila nová opatření, která měla zvrátit katastrofální ekonomickou situaci státu. Ta představovala zcela opačné principy než předešlé plány. Například podpora zemědělství měla být mnohem vyšší než průmyslu (před tím měl průmysl nahradit zemědělství), mzdy dělníků měly být sníženy ve prospěch zvýšení zisků podniků (před tím se zvyšovaly mzdy dělníků na úkor zisků a konkurenceschopnosti), atd.
Ale na žádná nová opatření neměla Argentina dostatek peněz, protože Perón před tím vše utratil ve snaze získat na svou stranu podporu voličů. Režim tak musel přistoupit na tvrdá ekonomická opatření včetně zmrazení úrovně mezd dělníků. To vedlo v roce 1954 k první velké dělnické stávce, kdy začali stávkovat pracovníci železáren. Ale šlo pouze o první z mnoha dalších stávek, které měly následovat. Perón a jeho vláda se obávali, aby stávky nepřerostly do větších nepokojů a tak vláda zrušila zmrazení mezd, což zase vyvolalo kritiku ze strany vlastníků podniků. Poslední částí společnosti, kterou neměl režim pod kontrolou byla katolická církev. První vážnější konflikt nastal, když církev odmítla podpořit snahu o svatořečení Evity. V reakci na to obvinil Perón čelné představitele katolické církve v zemi, že úmyslně jednají v neprospěch jeho vlády. Režim následně přistoupil ke zrušení povinného náboženství, ale i k dalším proticírkevním opatřením. V červnu 1955 se uskutečnila největší protivládní demonstrace od nástupu Peróna do vlády, při které proti němu protestovalo 100 000 lidí, požadujících ukončení proticírkevních opatření. Režim následně vyhostil ze země dva vysoké církevní představitele. Na to odpověděl papež Pius XII., Který exkomunikoval celou argentinskou vládu.

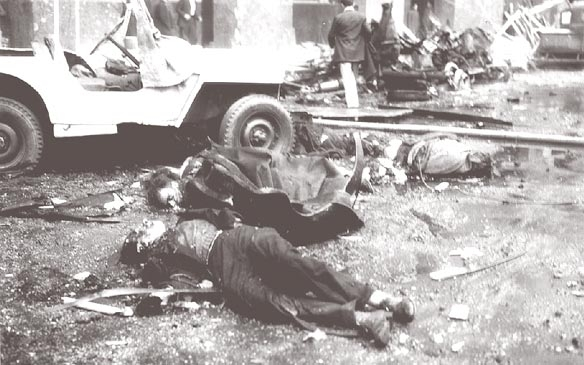
Bombardování Květnového náměstí 16. června 1955 znamenalo začátek konce vlády prezidenta Peróna.

Zlom nastal 16. června 1955, kdy začala armádní letadla bombardovat prezidentský palác s cílem zavraždit samotného Juana Peróna. Toho však krátce před tím varoval americký velvyslanec, takže prezident se stihl ukrýt. Prezidentský palác byl značně poškozen a v jeho okolí zůstaly desítky mrtvých. Po skončení bombardování se k prezidentskému paláci začali přesouvat vojáci, ale ani ti prezidenta nenašli. Příznivci Peróna ještě následující noc odplatou podpálili několik kostelů. Nepokoje a napětí však trvaly několik měsíců. V čele armády stáli generálové Eduardo Lonardi a Pedro Eugenio Aramburu. Perón se snažil situaci vyřešit jednáním s opozicí, ale ta už s prezidentem jednat nechtěla. Perón tak po delším čase vystoupil v rozhlase, kde v září 1955 oznámil své odstoupení z funkce, ale následně vyzval k ozbrojenému řešení složité situace. To znamenalo pro armádu zahájení povstání proti prezidentovi, které začalo 14. září 1955 a vedl ho generál Eduardo Lonardi. Po několikadenních ozbrojených střetech utekl Perón na paraguayské velvyslanectví a následně odletěl do Paraguaye. Tím de facto skončilo první období Perónovy vlády v Argentině. Hodnocení jeho vlády není jednoduché, ale přinejmenším výrazně pomohl zlepšit postavení nejchudší části argentinské společnosti a dělníků a díky Evitě prosadit volební právo pro ženy, za což si Perón u části argentinské společnosti udržuje velké sympatie až do současnosti.

## Osvobozenecká revoluce

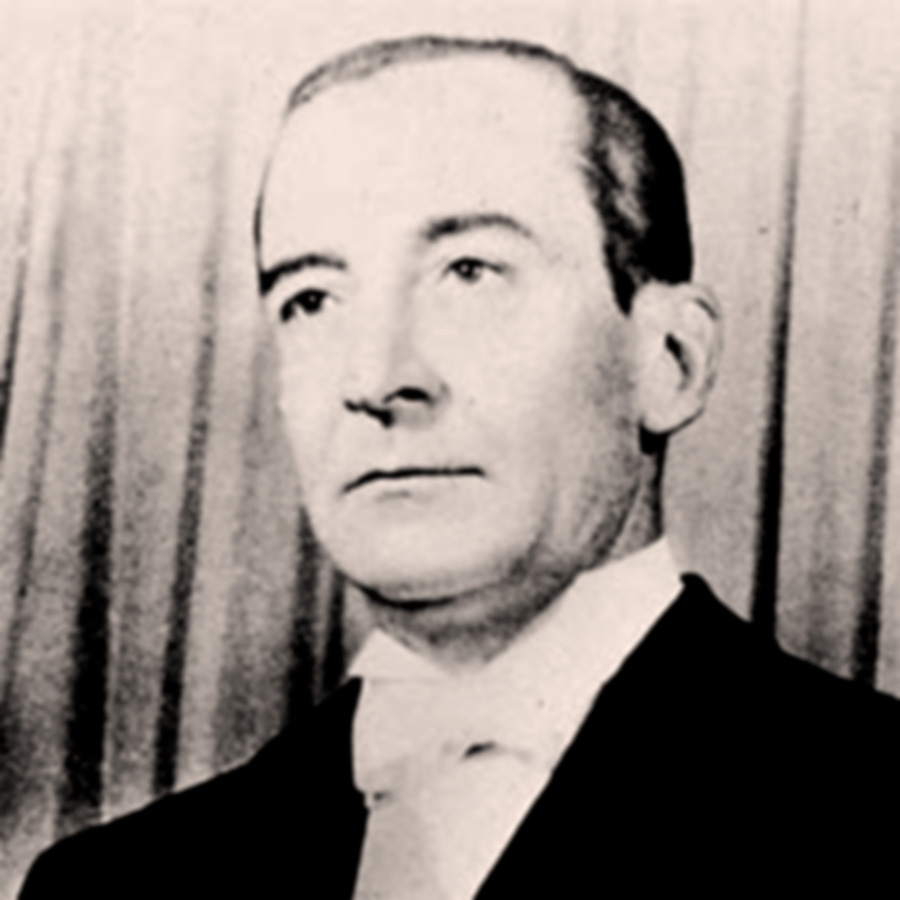
Generál Pedro Eugenio Aramburu byl jedním z vůdců vojenského převratu proti prezidentovi Perónovi, později se stal de facto prezidentem republiky.

Zásahu armády, který vedl k pádu prezidenta Peróna se říká Osvobozenecká revoluce (Revolución Libertadora). I v tomto případě se armáda dělila na dvě křídla, umírněné a nacionalistické. Generál Eduardo Lonardi, který převrat vedl, patřil k nacionalistickému křídlu armády. Dne 23. září 1955 se stal de facto prezidentem republiky, ale protože jeho křídlo bylo méně početné než umírněné, vydržel v čele státu pouze do listopadu téhož roku. Lonardi a jeho podporovatelé však nechtěli perónismus zcela odstranit, pouze ho modifikovat. Nová vojenská vláda povolila devalvaci měny, což pomohlo exportérům, hlavně velkostatkářům, ale uškodilo dělníkům. Aby nevyhrotil vztahy s dělníky úplně, do vedení ministerstva práce jmenoval člena oborů. Došlo také k rozpuštění parlamentu, kde měli v obou komorách absolutní většinu Perónovi přívrženci. Následně byli zatčeni někteří představitelé starého režimu a obsazeny vysoké školy. Přestože Lonardi patřil k nacionalistickému křídlu, byl pro většinu armády málo radikální ohledně vypořádání se s perónisty. Dne 12. listopadu 1955 ho tak nahradil generál Pedro Eugenio Aramburu. Ten neprodleně nařídil rozpuštění Perónistické strany a masové zatýkání přívrženců bývalého prezidenta. Represe se dotkly i těla Evy Perónové, které armáda ukryla, aby zabránila vzniku poutního místa, kterým by se hrob Evity mohl stát. V roce 1956 došlo ke zrušení platnosti ústavy přijaté Perónem a obnovení ústavy z roku 1853. Zároveň byla obnovena svoboda tisku, kromě perónistického.
Represe byly tak silné, že skupina perónistických podporovatelů v armádě připravila pokus o kontrarevoluci. Dne 7. července 1956 perónisté na krátký čas ovládli několik budov v provinčních městech, ale jejich pokus byl velmi rychle potlačen. Následovaly popravy bez soudu, kdy byly armádou v odvetu zavražděny desítky lidí. To vyvolalo v zemi velké zděšení, protože za politické zločiny se v Argentině už desítky let bez soudu nepopravovalo. Perónovi podporovatelé vytvořili hnutí odporu vůči vojenské vládě. Po politických represích však musela vojenská vláda začít řešit i špatnou ekonomickou situaci země. Nejsilnější politickou stranu se znovu stala Radikální občanská unie. Ta se však začala štěpit na dvě křídla, jedno vedl Ricardo Balbín a druhé Arturo Frondizi. Z Radikální občanské unie se nakonec v roce 1956 odštěpila radikálnější část, která založila novou stranu Nekompromisní radikální občanskou unii v čele s Arturem Frondizim. Vojenská vláda vyhlásila nezávazné volby. Perón ze svého exilu přikázal svým stoupencům vhazovat prázdné bílé lístky. Volby skončily patem, když perónisté a obě radikální strany získaly přibližně po 2 milionech hlasů, navrch však měli stále perónisté. Perónovi kandidáti měli zákaz kandidovat v jakýchkoli volbách, přesto se ukázalo, že měl stále velký počet podporovatelů. Frondizi se proto rozhodl hledat podporu mezi perónisty a začal proto hlásat politiku usmíření, ne represe. Frondiziho nakonec z exilu podpořil i samotný Juan Perón. Vojenská vláda navzdory stále silné podpoře Peróna mezi obyvatelstvem nakonec povolila konání svobodných voleb v únoru 1958. Zde se proti sobě postavili kandidáti dvou odštěpených částí Radikální občanské unie, přičemž vítězem se jednoznačně stal Arturo Frondizi, který porazil Balbína. Protože však měl podporu i perónistů, ztratil tak důvěru armády.

## Vláda Nekompromisní radikální občanské unie

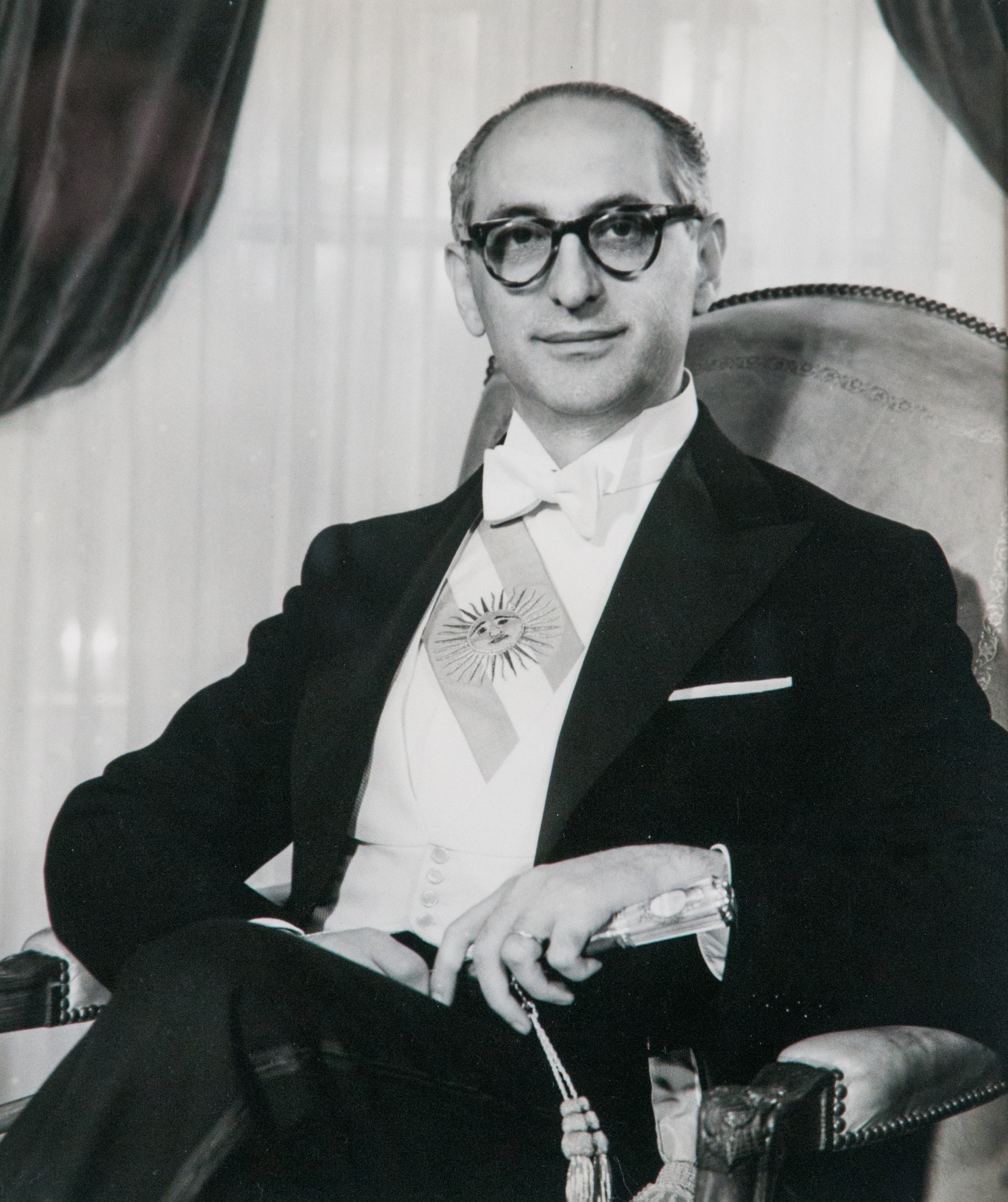
Arturo Frondizi se stal prezidentem v roce 1958 a nahradil tak vojenské vlády z předchozího období.

Díky vítězství ve volbách v roce 1958 získal Arturo Frondizi a jeho Nekompromisní radikální občanská unie prezidentské křeslo, většinu v obou komorách parlamentu a vládu ve všech provinciích. Generál Aramburu okamžitě uznal Frondiziho jako nového prezidenta. Frondizi však stál před velmi složitou situací. Armáda mu sice předala moc, ale neměl její důvěru a ekonomická, politická a sociální situace země byla kritická. Nový prezident tak měl velmi těžkou pozici, neboť každý krok mohl vyvolat nevoli jedné ze stran společnosti, případně armády. Přesto se Frondizimu během prvních dvou let podařilo dosáhnout samostatnosti v těžbě ropy, což se nepodařilo žádné vládě od objevení této suroviny v zemi. Dalším velkým úspěchem bylo vyřešení problému s chronickým nedostatkem elektrické energie, který postihoval Buenos Aires, protože Frondizi nechal vybudovat nové elektrárny, které tento problém odstranily. Jelikož však zemi trápil velký nedostatek financí, musela si vláda půjčit od MMF. To však automaticky znamenalo škrty v rozpočtu, devalvaci měny a přísnou kontrolu výdajů státu. Nastala tak recese a výrazný nárůst životních nákladů obyvatelstva. Tento krok zároveň znamenal konec spolupráce s perónisty (1959), ale současně začátek spolupráce s armádou. Armáda však postupně získala nad vládou velmi silný vliv, protože generálové rozhodovali i o jménech ministrů.
Posilování vlivu armády způsobily také bombové útoky perónistických skupin, které začaly v roce 1959. Frondizi následně přenechal rozhodování a trestání těchto útoků na armádě. Na začátku roku 1959 se uskutečnila Kubánská revoluce, když komunističtí povstalci svrhli proamerickou vládu. Frondizi se krátce po revoluci setkal s čelným představitelem Kubánské revoluce a argentinským občanem Che Guevarou. To se však vůbec nelíbilo armádě, která už jen čekala na záminku k odstranění prezidenta. Následně během zasedání Organizace amerických států se argentinská delegace vyslovila proti vyloučení Kuby, což však armáda považovala za jasný signál komunistické kontrarevoluce. Aby Frondizi zabránil hrozícímu zásahu armády, přerušil diplomatické styky s Kubou. V roce 1962 se měly uskutečnit volby. Frondizi chtěl povolit účast perónistů, protože byl přesvědčen, že je porazí. Sice tyto volby vyhrál, ale pouze těsně a perónisté získali několik provincií.. To vzbudilo nelibost armády, která požadovala zrušení výsledků voleb v provinciích, kde perónisté vyhráli. Zároveň vyslali do těchto provincií vojenské jednotky. Prezident Frondizi podlehl tlaku armády a vojenské přesuny schválil. Dne 28. března 1962 vyzvali členové generálního štábu armády prezidenta Frondiziho k rezignaci. Ten ji odmítl, armáda tak druhý den oficiálně prohlásila, že prezidenta sesadila. Ještě týž den byl Frondizi umístěn do vězení na ostrov Martín García.

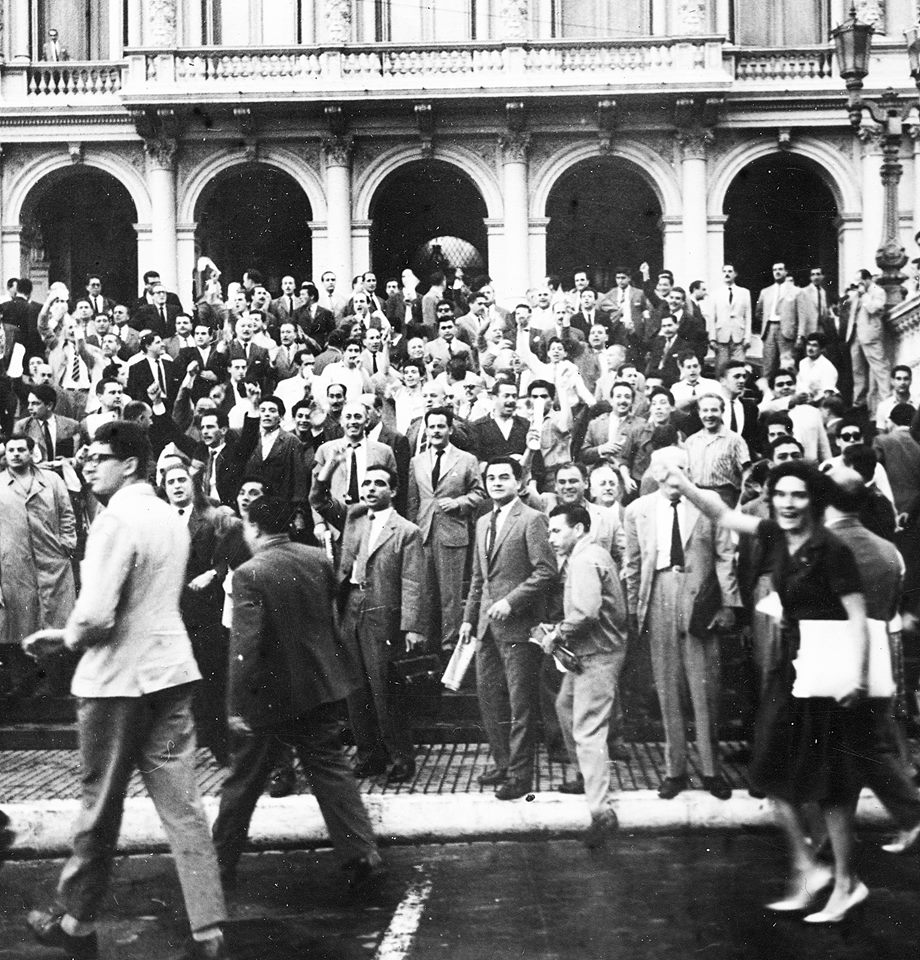
Občané na schodech Casa Rosada oslavují Artura Frondiziho, který odmítl podřídit se nátlaku armády a odstoupit. Fotografie z 28. března 1962.

Armáda však nebyla jednotná v tom, jak postupovat a zda znovu instalovat vojenskou vládu, nebo podpořit civilní. Za nového prezidenta byl vybrán senátor José María Guido. Ten byl ochoten přistoupit na požadavky armády, především na zrušení výsledků voleb, což se také stalo. Dne 29. března 1962 se tak Guido stal prezidentem Argentiny. Politická nestabilita způsobila další znehodnocení národní měny. Nová vláda tak musela přistoupit k radiálním ekonomickým krokům, které zahrnovaly dokonce pozastavení vyplacení mzdy státním zaměstnancům a stanovení nových druhů daní. Armáda byla v názoru na nová opatření rozdělena. Na jedné straně stálo křídlo Azules, tedy Modrých a na druhé Colorados, tedy Červených. Azules podporovali civilní vládu zaměřenou proti komunismu a Colorados požadovali vojenskou diktaturu. Modří nakonec dokázali prosadit své názory a byly tak vypsány nové volby na rok 1963. Nekompromisní radikální občanská unie začala znovu jednat s perónisty o jejich podpoře. Vlastní stranu založil dokonce i generál Pedro Eugenio Aramburu. Radikální občanská unie nominovala lékaře Artura Umberta Illia.
Vítězem voleb v roce 1963 se překvapivě stal Arturo Umberto Illia z Radikální občanské unie. Překvapení bylo o to větší, že Illia se stal kandidátem pouze proto, že nikdo neočekával, že by kandidát Radikální občanské unie mohl vyhrát a tak o kandidaturu nebyl ve straně žádný zájem. Nový prezident však měl velmi těžkou pozici, v parlamentu měl pouze třetinovou podporu, neměl podporu oborů a ani armády. Jeden z prvních krků Illiy bylo zrušení smluv na těžbu ropy, díky kterým do té doby Argentina těžila rekordní objemy této komodity. To mělo za následek nutnost zaplatit obrovské kompenzace zahraničním těžebním společnostem a ukončení ropné soběstačnosti. Aby Illia zachránil situaci, rozhodl se zmrazit ceny a zvýšit mzdy. To však automaticky zvýšilo deficit státního rozpočtu. Následovala velká devalvace měny. V roce 1965 se uskutečnily další volby. Armáda však nedokázala zabránit účasti perónistů, jejichž koalice zvítězila, čímž začalo automatické parlamentní blokování všech vládních návrhů. Následovaly stávky, kdy dělníci protestovali proti prezidentským úsporným opatřením. Dne 28. června 1966 se rozhodla armáda řešit situaci novým pučem. Převrat proběhl prakticky nenásilně, prezident Illia byl vyzván k rezignaci, což i on odmítl, tak byl armádou sesazen.

## Argentinská revoluce

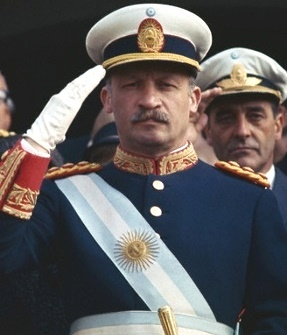
Generál Juan Carlos Onganía stál v čele vojenského převratu a vedl Argentinu čtyři roky jako faktický prezident.

Vojenský převrat vedl generál Juan Carlos Onganía z frakce Modrých. Stal se de facto prezidentem Argentiny pro následující období. Armáda pod jeho vedením se překvapivě rozhodla pro zavedení čistě vojenské vlády. Došlo k zákazu politických stran, z univerzit byli vyloučeni nepohodlní pedagogové a studenti a někteří vůdcové odborů byli zatčeni. Došlo k oficiálnímu prohlášení tzv. Argentinské revoluce (Revolución Argentina), která měla trvat až do dosažení cílů, které si armáda stanovila. Tyto cíle však byly určeny velmi obecně, takže konec revoluce se nedal odhadnout. Vláda přistoupila k devalvaci měny ve snaze zlepšit ekonomickou situaci státu a podpořit export. Velmi rychle se podařilo výrazně snížit inflaci a nastartovat hospodářský růst. V Argentině se začalo se stavbou první jaderné elektrárny. Ale velké množství bankrotů soukromých firem počáteční úspěchy rychle zastavilo. Výrazně vzrostlo i daňové zatížení a mnoho strategických podniků přešlo do rukou zahraničních vlastníků. V roce 1969 začaly ve městě Córdoba velké lidové nepokoje, které Onganía nařídil tvrdě potlačit. V květnu 1969 ve městě Corrientes začali demonstrovat místní studenti. I tyto akce armáda potlačila, přičemž jednoho studenta přitom vojáci zabili. To vyvolalo protesty studentů po celé Argentině, následné zabití dalšího studenta během jiné studentské stávky už přerostlo do celonárodních masových protestů. Do všech míst, kde probíhaly protesty poslal Onganía vojsko, aby zajistilo pořádek. Největší demonstrace proběhly ve městě Córdoba, kde se spojili studenti a dělníci, kteří se dokonce opevnili v jedné z městských částí. I zde však zasáhla armáda, která přitom zabila 14 lidí. Následovaly bombové útoky na obchody v Buenos Aires. Armáda při čistkách zavraždila levicového novináře a následně i odborářského vůdce Augusta Vandora.
V květnu 1970 byl perónisty unesen bývalý prezident generál Pedro Eugenio Aramburu. Únosci požadovali, aby vojenská junta oznámila, kde je ukryto tělo Evy Perónové. Protože nedosáhli splnění svých požadavků, Aramburua dne 1. června 1970 popravili. Na to zareagoval velitel generálního štábu ozbrojených sil generál Alejandro Agustín Lanusse, který dne 8. června 1970 nařídil sesazení prezidenta Onganíy.. Za nového prezidenta vybrala armáda veřejnosti neznámého generála Roberta Marcela Levingstona, který do funkce faktického prezidenta nastoupil 18. června 1970.
Ale ani nástup nového generála na post prezidenta nezastavil vlnu násilností, které postihly Argentinu. Následující roky tak byly ve znamení ozbrojených útoků na vojenská a policejní zařízení, či politické, podnikatelské a odborářské osobnosti. Největší povstaleckou skupinou byla perónistická skupina Montoneros. Její členové unesli a zavraždili ještě v rámci jiné organizace i bývalého prezidenta Aramburua. Na levé straně byla nejsilnější skupina ERP, která bojovala za celoamerickou komunistickou revoluci. Jelikož prezident Levingston nedokázal řešit násilí v zemi, rozhodl se velitel generálního štábu generál Alejandro Agustín Lanusse, že sám převezme moc ve státě. Dne 22. května 1971 se tak Lanusse stal faktickým prezidentem Argentiny. Tento krok byl jeho odpovědí na nové násilnosti ve městě Córdoba, které byly ještě větší, než před tím. Generál Lanusse ohlásil ukončení tzv. Argentinské revoluce a slíbil vypsání nových voleb. Lanusseho vláda přistoupila k tvrdým opatřením, aby zabránila dalším násilnostem. Města, kde měli ozbrojenci největší podporu nechal obsadit velkými vojenskými oddíly. Tato opatření se ukázala jako účinná a násilnosti postupně ustaly. Lanusse zároveň udělal smířlivý krok směrem k oborům, kterým umožnil znovu fungovat v rámci určitých hranic. Ústupky oborům však znamenaly další zvýšení inflace. V roce 1972 ve snaze usmířit společnost zrušil prezident zákaz Perónistické strany. Další ústupek přišel na konci roku 1972, kdy vojenská vláda dovolila Perónovi, aby se na krátký čas vrátil do Argentiny. V roce 1973 se konečně konaly volby, v nichž jednoznačně vyhrála Perónistická strana, kterou vedl Héctor José Campora. Juan Perón nemohl kvůli odporu armády kandidovat a tak vybral místo sebe Campora, který byl jeho věrným následovníkem. Campora se tak 25. května 1973 stal prezidentem Argentiny. V květnu 1973 se do země triumfálně vrátil Juan Perón. Vítalo ho půl milionu lidí, protože jeho popularita po letech nestability a násilí znovu vzrostla. Násilnosti však nadále pokračovaly a tak Perón rozhodl, že Camporu ve funkci prezidenta vystřídá jiný člen jeho strany. Dne 13. července 1973 se tak na krátkou dobu stal prezidentem Raúl Alberto Lastiri. V září 1973 se uskutečnily nové volby, kde už mohl kandidovat i samotný Juan Perón. Jeho strana získala 60 % hlasů a v říjnu 1973 se tak Juan Perón stal znovu argentinským prezidentem.

## Návrat Peróna
Juan Perón začal své třetí funkční období jako 78letý. Za viceprezidentku si vybral svou třetí manželku Isabel Martínez de Perónovou, která byla v zemi známá jako Isabelita. Ani jeho zvolení však nezastavilo násilí. Skupina Montoneros ještě vystupňovala své útoky a začala útočit hlavně na neperónistické odboráře. Perónistické Montoneros však již brzy nahradila ještě silnější teroristická skupina Alianza Argentina Anticomunista, která patřila ke krajní pravici.
Perón měl znovu poměrně štěstí, protože tak jako před tím, i nyní nastoupil do úřadu v době, kdy se zemi hospodářsky začalo postupně konečně více dařit. Znovu se zvýšil export, snížila se inflace a opět měla Argentina i slušné devizové rezervy. Perón tak začal dělat přesně to, co po svém prvním nástupu do úřadu prezidenta a zděděné bohatství se rozhodl přerozdělovat, aby upevnil své postavení. Armáda ustoupila a tak mohlo být tělo jeho druhé manželky Evy Perónové znovu vráceno do Argentiny z Itálie, kde jej vojáci ukryli. Perón chtěl Evitu znovu využít jako symbol perónismu a plánoval pro ni vybudovat mauzoleum. Perónovi se podařilo zajistit dohodu mezi zaměstnavateli a odbory. Inflace díky tomu nadále klesala. Díky zvyšující se podpoře začal Perón s novými čistkami, které zaměřil na perónisty z teroristického hnutí Montoneros a jejich podporovatele. Tento Perónův krok podpořila i armáda, protože právě tato skupina jí dlouhou dobu způsobovala velké problémy. Ale 1. července 1974 Juan Perón utrpěl infarkt a zemřel.
Novou prezidentkou se tak stala viceprezidentka a vdova po Perónovi Isabel Martínez de Perónová. Smrt Peróna však znamenala konec dohod, které zesnulý prezident stihl uzavřít. Montoneros ještě vystupňovali své akce, když útočili a unášely bohaté osoby po celé zemi. V roce 1975 dokonce zavraždili amerického konzula, zničili argentinskou vojenskou loď a také unesli dopravní letadlo. I pravicoví teroristé ve velkém útočili a vraždy levičáků byly velmi časté. Vojsko se velmi špatnou bezpečnostní situaci rozhodlo začít řešit v roce 1975 a tvrdě zasahovalo proti všem domnělým teroristům. Prezidentka Perónová byla nezkušená a tak kontrolu nad jejím úřadem z pozadí převzal José López Rega, který byl poradcem jejího zesnulého manžela. Ke katastrofální bezpečnostní situaci se přidalo i zhoršení ekonomické situace. Země musela čelit ropné krizi, rychle se utratily i devizové rezervy a inflace začala znovu stoupat rekordním tempem, které nemělo v historii Argentiny obdoby. Krizi se nepodařilo řešit, navíc Rega raději z Argentiny uprchl. Následovala generální stávka. Situaci prezidentka vůbec nezvládla, psychicky se zhroutila a musela na dlouhou dobu odjet do léčebny.
V roce 1976 se postavení prezidentky zdálo neudržitelné, když se objevilo podezření o převodech peněz z účtů její nadace na její soukromé účty. Kritickou situaci tak znovu musela řešit armáda. Dne 24. března 1976 obsadili vojáci prezidentský palác a prezidentku Isabel Perónovou odvezli do domácího vězení. Následně došlo k rozpuštění vlády a moc převzala armáda, která se rozhodla navždy zabránit návratu perónismu a vyřešit bezpečnostní situaci v zemi. Tyto cíle se generálové rozhodli řešit jakýmikoliv způsoby.

## Vojenská vláda a reorganizace státu

### Začátky vojenské vlády a represe

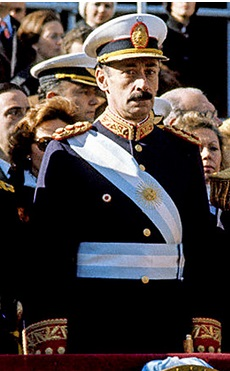
Generál Jorge Rafael Videla vedl vojenský převrat a následně byl faktickým prezidentem Argentiny po většinu vlády vojenské junty.

Do čela státu se dostal velitel pozemního vojska generál Jorge Rafael Videla, který se stal 29. března 1976 faktickým prezidentem Argentiny. Zemi však vládl vojenský triumvirát, který kromě Videly tvořil admirál Emilio Eduardo Masseria za námořnictvo a generál Orlando Ramón Agosti za letectvo. Země byla v tak špatném stavu, že nástup vojenské junty vnímala většina obyvatel pozitivně. Hlavním úkolem armády bylo zastavit levicové teroristy, co se jí za poměrně krátkou dobu z větší části podařilo. Bylo to však díky nebývalé brutalitě vojáků, kteří zabíjeli všechny bez ohledu na věk, či skutečné členství v nějaké teroristické skupině. Válka proti teroristům se však rychle změnila na pronásledování kohokoliv, kdo nesouhlasil s režimem, nebo měl levicové názory. Této éře se říká Špinavá válka (Guerra Sucia) a zůstává do současnosti velkým traumatem pro celou Argentinu. Během této doby zmizely tisíce lidí, kteří byli zavražděni v speciálních táborech či vězeních, část z nich dokonce vojáci vyhazovali z letadel nad oceánem. Stovkám zavražděných obětí byly odebrány malé děti, které si do tzv. převýchovy vzali přívrženci vojenského režimu. Montoneros byli nakonec skutečně poraženi, poslední významnější akci provedli v roce 1978, ale jejich představitelé byli buď zabiti nebo utekli do zahraničí.
Na začátku své vlády v roce 1976 představil generál Videla plán, který nazval Národní reorganizační proces (Proceso de Reorganización Nacional). Během tohoto procesu došlo ke zrušení všech perónistických institucí, opozice byla úplně potlačena, stávky a protesty zakázány. Vojáci začali řešit také ekonomickou situaci státu, do čela ministerstva financí byl armádou dosazen jeden z nejbohatších Argentinců José Alfredo Martínez de Hoz. Ten nechal rychle snížit mzdy, přičemž toto snížení bylo největším v dějinách země. Také zmrazil mzdy státním zaměstnancům a zvýšil daně. Tato opatření pomohla ekonomice, když export začal znovu stoupat. Ale tvrdá ekonomická opatření byla možná pouze díky silné vojenské represi.
Argentina se v tomto období dostala znovu do sporu se sousedním Chile o oblast Ohňové země. Vojáci se rozhodli využít hrozbu války k upevnění své moci a chtěli vyvolat masovou vlasteneckou podporu případné válce a tedy i své vládě. V armádě se však objevilo několik křídel, která usilovala o prosazení vlastních představ o budoucnosti státu. Převahu nakonec získal generál Videla a generál Roberto Eduardo Viola, nový velitel pozemního vojska. Věřili, že po stabilizaci by mohlo dojít k určité liberalizaci, protože nechtěli, aby zemi vládla úzká skupina oligarchů. Spor s Chile nakonec vyřešila mediace papeže Jana Pavla II., kterému se podařilo přesvědčit oba státy k dohodě, čímž se předešlo válce. Poté, co si Videla s Violou upevnili v armádě moc, zmírnili v rámci své filozofie represe. Generálové se snažili po zmírnění represí získat přízeň obyvatelstva. Inflace se tak přestala snižovat a země se začala masivně zadlužovat. V roce 1980 již v zemi nastal klid, i když potlačování práv ze strany vojenské junty nadále trvalo. Následně však zkrachovala banka Banco de Intercambio Regional, což spustilo řetězovou reakci, když začaly krachovat i další banky. Na začátku roku 1981 tak celý bankovní systém zcela zkolaboval.

### Falklandská válka a konec vojenské vlády
Prezidenta Videlu tak v úřadu 29. března 1981 nahradil jeho spojenec generál Roberto Eduardo Viola. Ani on však nedokázal zastavit ekonomický propad země a proto přistoupil k jednáním s politickými stranami. Za to si vysloužil velkou kritiku napříč ozbrojenými silami. V listopadu nastala masivní devalvace měny a pokles HDP Argentiny. To stálo Violu pozici a na 10 dní ho nahradil viceadmirál Carlos Lacoste. Dne 22. prosince 1981 se faktickým prezidentem Argentiny stal generál Leopoldo Galtieri, který byl zastáncem tvrdé linie. Galtieri začal rychle hledat podporu doma i v zahraničí. Ale protože se mu příliš nedařilo, vyhrotil znovu spor s Chile o Ohňovou zemi, který už před tím pomohl vyřešit samotný papež. Když se mu však nepodařilo rozpoutat válku s Chile a ani nezvýšil svou domácí podporu, rozhodl se pro jiný konflikt, který by mu pomohl.

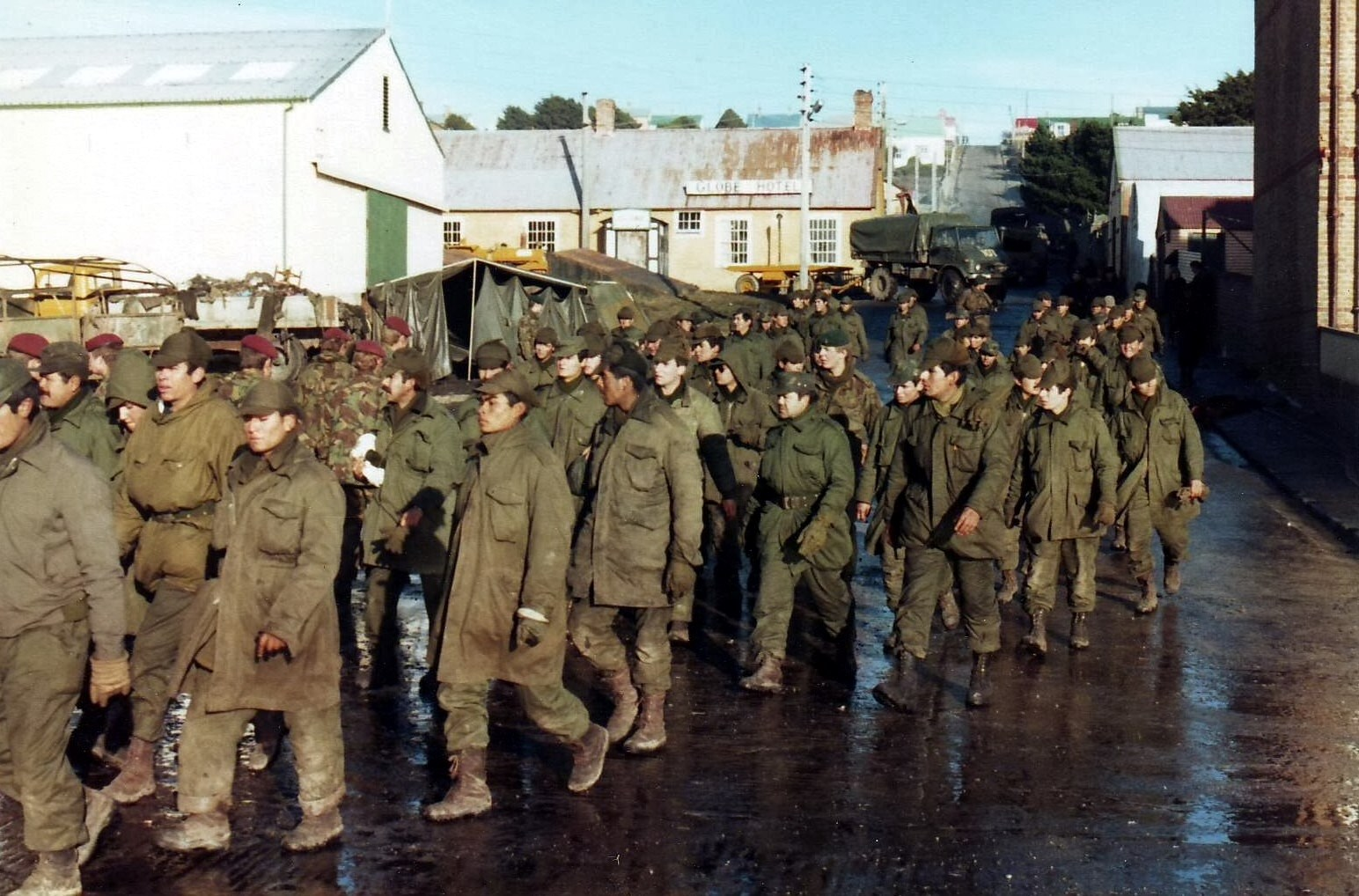
Neúspěšná válka o Falklandy byla začátkem konce vojenské vlády. Na obrázku jsou argentinští váleční zajatci na Falklandách (16. červen 1982).

Galtieri začal prosazovat propagandu, která hlásala nároky Argentiny na Falklandy, které v Argentině nazývali Malvínské ostrovy (Islas Malvinas). Aby se vojenská vláda vyhnula neúspěchu ve snaze získat domácí podporu, rychle naplánovala invazi na ostrovy už na konci roku 1981. Na začátku roku 1982 začaly po celé Argentině velké protesty proti špatné ekonomické situaci země a katastrofálnímu stavu lidských práv. To přimělo vojenskou vládu urychlit plány na útok, který proběhl 2. dubna 1982. Útok byl úspěšný, protože Spojené království mělo na ostrovech pouze malou vojenskou posádku v počtu pouze několika desítek příslušníků námořní pěchoty. Argentinští vojáci však měli rozkaz nezabít žádného britského vojáka. Po úspěšném obsazení ostrovů začali Argentinci posilovat své jednotky v očekávání britské odpovědi. Obyvatelstvo Argentiny počáteční úspěch přivítalo s nadšením, ke kterému se připojili dokonce i odpůrci vojenské junty. Argentině se dokonce na svou stranu podařilo získat i ostatní země Latinské Ameriky kromě Chile, které snahu Argentiny hodnotily jako boj proti imperialismu a pozůstatkům kolonialismu. Galtieri se domníval, že kvůli bezvýznamným ostrovům nepůjde Velká Británie do otevřené války a současně se spoléhal na podporu Spojených států, které by mohly podle jeho představ Británii od války odradit. Argentinský prezident se však mýlil, když se britská premiérka Margaret Thatcherová rozhodla, že Falklandy vrátí zpět pod britskou kontrolu. Porážka ze strany Argentiny totiž měla negativní vliv na její další politické postavení a tak vytvořila vlastní propagandu, která válku s Argentinou označovala jako boj demokracie s diktaturou. Už zakrátko začali Britové bombardovat argentinské pozice na ostrovech. Boje začaly už na konci dubna, přičemž Britové začali postupně získávat ztracená území zpět. Argentina však nezískala podporu USA, prezident Ronald Reagan otevřeně podpořil Británii a odsoudil kroky Argentiny, proti níž vyhlásil sankce. Zanedlouho získala Británie nad ostrovy úplnou kontrolu, když se zbývající argentinské jednotky vzdaly. Prohra ve válce o Falklandy znamenala začátek konce nejen vlády generála Galtieriho, ale i celé vojenské junty. Obyvatelstvo, ale i samotná armáda, byli přesvědčeni, že prohra znamená ztrátu prestiže v rámci Latinské Ameriky.
Jen čtyři dny po konci války, tedy 18. června 1982, byl Galtieri na postu prezidenta dočasně nahrazen generálem Alfredem Oscarem Saint Jeanem. Na jeho místo nastoupil 1. července 1982 generál Reynaldo Bignone, který byl považován za člena umírněného křídla armády. Začala se řešit otázka, co s následky Špinavé války a Falklandské války. Část generálů žádala zajištění beztrestnosti pro lidi, kteří měli tyto události na svědomí. Zároveň se znovu aktivizovala hnutí žádající dodržování lidských práv, z nich nejznámější jsou tzv. Matky z květnového náměstí (Madres de Plaza de Mayo), které od dob junty až do současnosti beze slov demonstrují pravidelně na Květnovém náměstí v Buenos Aires za to, aby se dozvěděly, co se stalo s jejich příbuznými, kteří zmizeli během vojenské vlády. Známým se stal také aktivista Adolfo Pérez Esquivel, který v roce 1980 získal Nobelovu cenu za mír. Na zvýšenou aktivitu aktivistů reagoval režim opětovným obnovením represí. Armáda však začala připouštět, že během její vlády docházelo k excesům, ale odmítala obvinění ze systematického pronásledování a mučení oponentů. Ani to však nezabránilo odhalování dalších důkazů o zločinech vojenské junty, včetně masových hrobů se stovkami obětí. Bignone začal vyjednávat, ale jednání nebyla jednoduchá, protože armáda žádala beztrestnost za zločiny spáchané během jejího vládnutí, zároveň generálové žádali svou přítomnost v nové vládě. Na konci roku 1982 začaly masové protesty, následovala generální stávka. Bignone tak oznámil, že volby se budou konat na podzim 1983. Již brzy někteří armádní představitelé dokonce přestali tajit, co se během vojenské vlády dělo, ale své jednání omlouvali hrozbou komunismu a prakticky nikdo neprojevil lítost. V září 1983 přijala vojenská vláda zákon o amnestii, ale všechny politické strany okamžitě prohlásily, že tento zákon ihned zruší.
Po smrti vůdce opozice Ricarda Balbína v roce 1981 se do čela Radikální občanské unie postupně dostal právník Raúl Alfonsín. Proti Alfonsínovi a radikálům kandidovala přejmenovaná Perónistická strana, pod novým názvem Justicialistická strana. Za ni byl jako prezidentský kandidát vybrán Ítalo Argentino Lúder. Alfonsín se stal během kampaně tak populární, že pouze v Buenos Aires přišlo na jeho mítink půl milionu lidí. Volby v říjnu 1983 nakonec vyhrál Raúl Alfonsín a jeho Radikální občanská unie, která získala i většinu v parlamentu.

## Návrat k demokracii

### Vláda Raúla Alfonsína

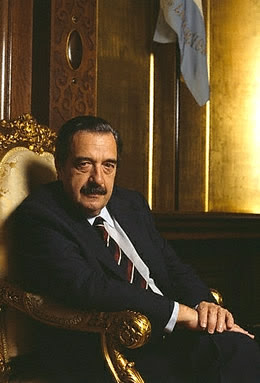
Raúl Alfonsín se stal prvním demokratickým prezidentem Argentiny po pádu vojenské junty, zároveň po 53. letech prvním prezidentem z Radikální občanské unie.

Raúl Alfonsín se stal oficiálně prezidentem 10. prosince 1983. Jeho Radikální občanská unie držela křeslo prezidenta naposledy v roce 1930 (v 60. letech vládli prezidenti z odštěpenecké části této strany). Díky tomu, že vojákům se během poslední vojenské vlády podařilo zlikvidovat hlavní část teroristických skupin, mohla se nová vláda soustředit na ekonomické a sociální problémy Argentiny, ale především bylo třeba se vypořádat s poslední vojenskou vládou. Ani perónisté po prohře ve volbách nezačali druhou stranu obviňovat z manipulací, ale nakonec uznali výsledky a podpořili nového prezidenta. Ve volbách se zformovaly dvě hlavní politické strany, které měly tvořit politiku Argentiny v dalších letech a to Radikální občanská unie a Justicialistická strana.
Hlavním problémem pro vládu zůstávala ekonomika státu. Ta byla po desetiletích vojenských a perónistických vlád zcela na dně. Prvním úkolem bylo získat půjčky od MMF, protože Argentina neměla dostatek peněz na splácení zahraničního dluhu. Jiná možnost jak vyřešit katastrofální stav ekonomiky v dané době neexistovala, protože Argentina byla považována za velmi nestabilní zemi a žádný stát či banka nebyla ochotna poskytnout prostředky do takového prostředí. Další možná opatření by zase mohla vyvolat občanské protesty, přičemž zejména v případě odborů, které dlouhá léta nemohly protestovat se nová vláda obávala, aby nezačaly nové protesty či stávky a nezhatily tak začátek nového politického systému. Nová vláda výrazně snížila velký armádní rozpočet a začala získané peníze přerozdělovala do ozdravných projektů v různých sektorech. Nejvíce se očekávaly nové kroky ministerstva financí, to se rozhodlo především snížit obrovskou inflaci (cca 200 %), zvýšit export, hospodářský růst a mzdy a neustále vyjednávat o výhodnějších podmínkách na splácení velkého zahraničního dluhu. Rovněž se prezident Alfonsín chtěl zaměřit na reformu odborového hnutí, které bylo jednak rozdrobené, ale současně byly jeho součástí stále osoby dosazeny vojenskou juntou či perónisté. Alfonsín navrhoval, aby se vůdci oborů volili demokratickým způsobem pod dohledem státu. Tuto snahu však zablokovali perónisté v senátu, kde měli převahu.
Mezitím různé části společnosti, které vedly Matky z Květnového náměstí, neustále žádaly zahájení vyšetřování zločinů vojenské junty. Ale na druhé straně armáda stále trvala na své beztrestnosti a hrozilo, že tyto své požadavky je ochotna prosadit i silou. Situace se ještě více vyhrotila s objevem prvních masových hrobů, svědectví a důkazů, dokládajících skutečný rozsah zločinů bývalého vojenského režimu. Prezident Alfonsín navzdory riziku podpořil tyto snahy a také žádal, aby byly odpovědné osoby postaveny před soud. Bylo však třeba zrušit vojáky přijatý zákon o jejich beztrestnosti, který stihli schválit na konci své vlády. To se skutečně podařilo již na začátku roku 1984. Zde se projevily první neshody, protože většina obyvatelstva žádala pro odpovědné osoby trest smrti, ale prezident chtěl soudní proces před soudem a o trestu smrti nemluvil. První vyšetřování, která pomalu začínala, se týkala generálů Reynalda Bignonia a Ramóna Campsa. Pro vyšetřování zločinů vojska zřídil prezident speciální komisi nazvanou Národní komise pro zmizení osob (Comisión Nacional sobre la Desaparición de Personas), ve zkratce CONADEP. Tato komise již o několik měsíců získala množství důkazů o zločinech režimu. Podle zjištění CONADEP existovalo během vojenské vlády v Argentině 300 koncentračních táborů a podobných vězeňských zařízení, prvotní důkazy dokládaly páchání zločinů proti lidskosti u více než 1 000 vojáků. Bylo také zjištěno, že mezi zavražděnými byly i osoby, které nespáchaly žádný trestný čin, dokonce docházelo k vraždění i těhotných žen. Komise zjistila, že některé osoby byly popraveny proto, aby následně mohli vojáci vyrabovat jejich majetek. Bylo také doloženo, že několik tisíc obětí bylo vyhozeno z letadel nad oceánem. Tyto zprávy způsobily ve společnosti obrovské pobouření a soudní řízení byly následně svěřeno do pravomoci civilních soudů. Soudní proces tak mohl začít v první polovině roku 1985, výsledek byl znám na konci roku. Generál Jorge Rafael Videla byl odsouzen na doživotí, stejný trest dostal i admirál Emilio Eduardo Masseria. Generál Roberto Eduardo Viola byl odsouzen k trestu ve výši 17 let, admirál Armando Lambruschini dostal 8 let a generál Orlando Ramón Agosti 4 a půl roku. Zbylí generálové včetně Leopolda Galtieriho byli osvobozeni ve věci zločinů proti lidskosti, ale někteří z nich byli ještě souzeni v jiných procesech týkajících se dalších zločinů junty. Například generál Ramón Camps dostal v roce 1986 trest 25 let za prokázané zločiny.. Dalším výsledkem procesu bylo opětovné snížení vojenského rozpočtu a zmenšení počtu generálů.

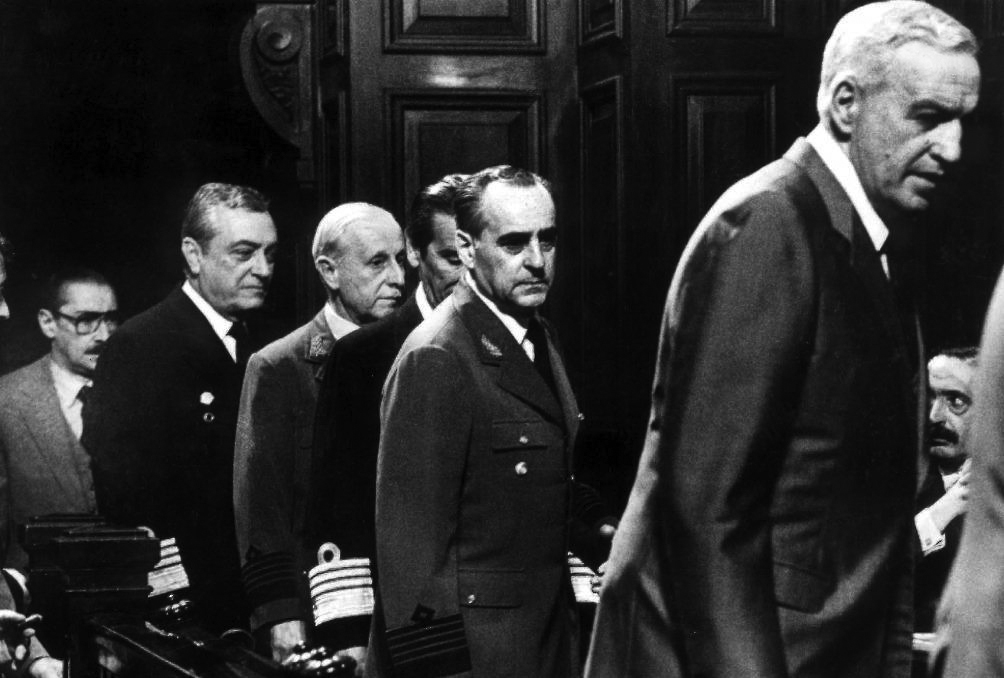
V roce 1985 se uskutečnil soudní proces s čelnými představiteli vojenské junty.

Prezident Alfonsín se rozhodl vyřešit územní spor s Chile o Ohňovou zemi. Dne 19. listopadu 1984 došlo ve Vatikánu k podpisu tzv. Smlouvy o míru a přátelství, kterou za Argentinu podepsal Alfonsín a za Chile prezident Augusto Pinochet. Chile díky tomu získalo přímý přístup k Atlantiku přes průliv Beagle. Na 25. listopadu 1984 vyhlásil prezident Alfonsín referendum, které tuto dohodu jednoznačně podpořilo. Spor s Chile tak byl ukončen a prezident se na mezinárodní úrovni snažil začít řešit i problém Falkladských ostrovů, jelikož všechny strany před volbami slibovaly získání tohoto území zpět pod argentinskou správu. Británie však jeho snahy v podstatě ignorovala a nechtěla o otázce statutu tohoto území vůbec jednat.
Alfonsínově vládě se však v otázce ekonomiky vůbec nedařilo, inflace vzrostla ještě více a mezinárodní věřitelé nebyli ochotni jednat s vládou o změnách ve splácení zahraničního dluhu Argentiny. V roce 1985 již byla ekonomická situace v zemi kritická. Vláda tak představila nový plán, který drasticky snížil výdaje státu tak, aby stát již neměl rozpočtový deficit. Došlo rovněž ke zmrazení mezd a zřejmě největší změnou bylo zavedení nové státní měny Australu, který nahradil Peso. Alfonsín chtěl dokonce i přesunout hlavní město na jih Argentiny, ale pro velmi silný odpor od tohoto záměru ustoupil. Inflaci a deficit se skutečně začalo dařit řešit, ale protože opatření byla velmi tvrdá, začaly se od roku 1987 množit protesty a stávky. Další spor vznikl s katolickou církví, protože Alfonsínova vláda se snažila zákonem povolit manželské rozvody. V dolní komoře to sice Radikální občanská unie díky většině schválila, ale v senátu tento zákon blokovala většina perónistů, kteří se paradoxně stali spojenci církve. Současně se kromě generálů začaly vyšetřovat i zločiny teroristických skupin a Argentině se dařilo vyjednat vydání několika teroristických vůdců, včetně vůdce Montoneros a pravicové organizace Triple A. V roce 1987 rozhodl prezident Alfonsín, že už nebudou vzneseny nová obvinění proti řadovým vojákům a prosadil přijetí zákona, který to umožňoval. Větším problémem však byla stále špatná ekonomická situace, kterou se ani navzdory přísným opatřením nedařilo řešit. Vláda tak představila nový a ještě přísnější program, proti němuž se však začaly bouřit odbory, které od roku 1988 zorganizovaly několik generálních stávek. Nové volby se měly konat v polovině roku 1989 a prezident Alfonsín se rozhodl nekandidovat, na místo něj vybrala jeho strana Eduarda Angeloze. Perónisté z Justicialistické strany proti němu postavili ambiciózního Carlose Menema, který v květnu 1989 volby jednoznačně vyhrál.

### Vláda Carlose Menema a návrat perónistů

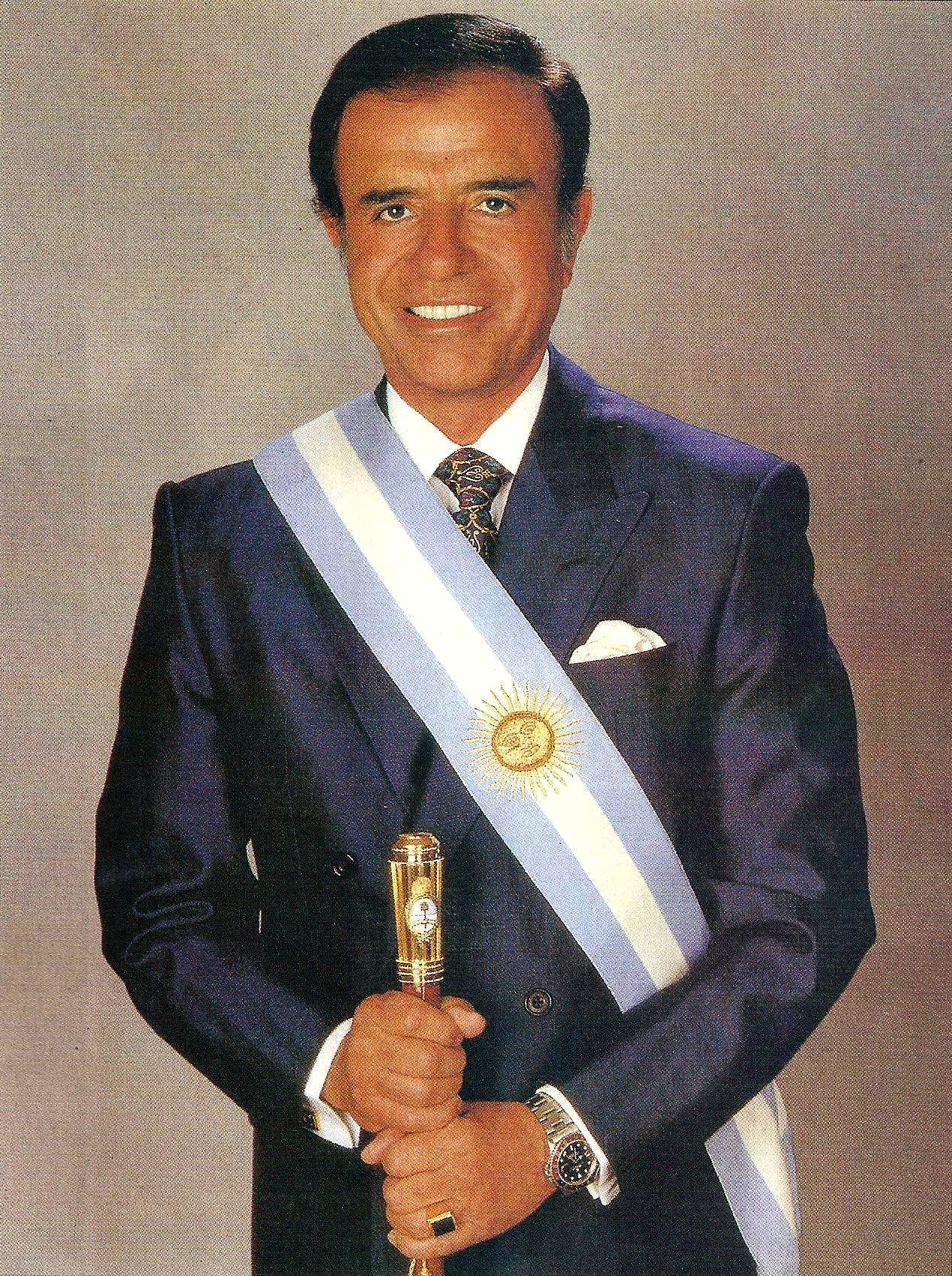
Carlos Menem vyhrál volby v roce 1989 a stal se tak prezidentem Argentiny.

Carlos Menem byl právník syrského původu. Během předchozích složitých dekád zastupoval politické vězně a členy opozice. Během vlády poslední vojenské junty byl dokonce sám uvězněn. Menem a jeho nová vláda čelili od začátku velkým ekonomickým problémům. Menem proto prosadil reformy (snížení počtu státních zaměstnanců, zlepšení podmínek pro zahraniční investice a privatizace), díky kterým zastavil zvyšování inflace. Následně došlo konečně ke zvyšování růstu ekonomiky. Aby zabránil riziku další inflace, rozhodl o stálém směnném kurzu argentinské měny s americkým dolarem v poměru 1 ku 1. Dalším opatřením, jak si zajistit pokračování reforem, bylo zabránit oborům, aby snahu vlády podkopávaly stávkami. To se Menemovi překvapivě skutečně podařilo a snížení vlivu oborů přineslo stabilitu země. Současně perónisté prosadili změny ústavy, které zkrátily mandát prezidenta znovu na čtyři roky s možností opětovného zvolení. Ústavní změny podpořil i bývalý prezident Raúl Alfonsín a jeho Radikální občanská unie. Nová ústava tak byla přijata v roce 1994. Upravila i počty poslanců a senátorů, jejich funkční období, možnosti znovuzvolení, počet členů vlády a jejich úlohy. Aby se snížila moc armády, došlo k její profesionalizaci a tedy zrušení branné povinnosti, což počty vojáků zredukovalo. Aby však vojsko uklidnil (jelikož se snižovaly jeho stavy a rozpočet), udělil prezident Menem všeobecnou amnestii. Od počátku 90. let 20. století začal postupný růst ekonomiky a exportu a už o pár let byla Argentina v podstatě stabilizovaná a dosahovala pravidelný a poměrně vysoký hospodářský růst. Asi největším úspěchem prezidenta bylo prakticky absolutní zlikvidování obrovské inflace, pravidelně vyrovnaný státní rozpočet a schopnost bez problémů splácet státní dluh. Jediným negativem byla zvyšující se nezaměstnanost, která v polovině 90. let dosáhla úrovně 15 %. Vláda také přestala dotovat a zvýhodňovat zahraniční investory.
Menem se snažil začít řešit vztahy se Spojeným královstvím, které byly po vzájemné válce přerušeny. K obnovení diplomatických styků došlo v roce 1990, ale protože Argentina nadále trvala na svém právu na Falklandy, byly (a stále jsou) vzájemné vztahy velmi složité. Na druhé straně se také demokratické vlády (podobně jako před tím vojenská junta) snažily mít dobré vztahy se Spojenými státy, protože právě USA mohly podpořit jejich snahy o řešení otázky splácení zahraničního dluhu či podpořit snahy Argentiny o vstup do různých mezinárodních organizací . V roce 1995 se Menemovi podařilo s Británií dohodnout na společném využívání přírodních zdrojů z oblasti Falklandských ostrovů.
V květnu 1995 se konaly nové volby, kde Menem obhajoval za svou stranu post prezidenta. Proti němu se postavil José Octavio Bordón, jehož nominovala strana Fronta za solidární zemi (Frente por un País Solidario), kterou tvořili odpadlíci z Justicialistické strany a Radikální občanské unie. Ve volbách Menem zvítězil ještě větším rozdílem, než před tím. Jeho Justicialistická strana už však nebyla klasická perónistická strana (spíše levicová a populistická), ale stala se z ní pod Menemovým vedením spíše středopravicová politická strana. Po vítězství ve volbách se prezident Menem zaměřil na další rozvoj státu a na podporu stavebních a infrastrukturních projektů zaměřených na modernizaci státu. Krátce po vítězných volbách musel Menem čelit korupčnímu skandálu, do kterého bylo zapojeno několik jeho ministrů. Toho využily odbory, které svolaly generální stávku. V následných parlamentních volbách Justicialistická strana propadla a ztratila tak většinu v parlamentu. Menem však přesto pokračoval v reformách. Na ně obory odpověděly další generální stávkou. Pod tlakem protestů a stávek tak od některých reforem musel Menem ustoupit. Přesto vládl Carlos Menem dvě funkční období, až do roku 1999. Druhé funkční období však bylo poznamenáno ekonomickou nestabilitou, zahraniční dluh se začal znovu zvyšovat. Negativní vliv měly i velké finanční problémy sousední Brazílie. Celková ekonomická kondice Argentiny se tak začala zhoršovat, obyvatelstvo začalo zřetelně chudnout. Menemova vláda se však kromě počátečních ekonomických úspěchů stala známou i klientelismem a snahou měnit soudce tak, aby byli v souladu s názory prezidenta a jeho strany. Tak jako v minulosti Juan Perón, i Carlos Menem si začal svou podporu v podstatě kupovat. Obvinění z korupce se nedotýkala pouze ministrů, ale začala sahat i k samotnému prezidentovi. Konec éry prezidenta Menema již byl poznamenán protesty všech částí populace a častými stávkami, protože životní situace obyvatelstva se stále zhoršovala. V říjnu 1999 se měly konat nové volby, ve kterých už Menem nekandidoval. Jeho strana však byla Menemovou vládou natolik oslabená, že ve volbách jednoznačně prohrála. Volby vyhrál starosta Buenos Aires Fernando de la Rúa z Radikální občanské unie.

## Argentina v 21. století

### Finanční a hospodářská krize Argentiny

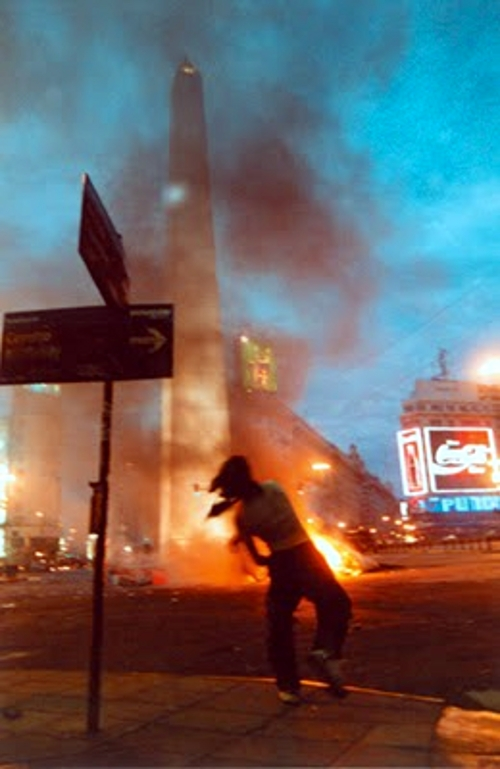
Konec roku 2001 byl poznamenán masovými, často násilnými, protesty (fotografie z 20. prosince 2001).

Fernando de la Rúa sice pocházel z Radikální občanské unie, ale ve volbách kandidoval za širokou středolevou koalici Aliance za práci, spravedlnost a vzdělání (Alianza para el Trabajo, la Justicia y la Educación). Prezidentský úřad převzal oficiálně 10. prosince 1999. De la Rúa však přebíral zemi ve velmi špatném stavu, zahraniční dluh země byl znovu velmi vysoký a státní rozpočet už dávno nebyl vyrovnaný, naopak deficit byl též závratný. Stejnějako oba jeho předchůdci, i prezident De la Rúa musel přistoupit k výrazným škrtům v rozpočtu a zvýšení daní pro obyvatelstvo. Nic však nepomáhalo a ekonomická situace se stále zhoršovala a vyvrcholila v roce 2001. Na začátku roku 2001 začali obyvatelé masově vybírat své peníze z bankovních účtů, velká část z těchto vkladů odcházela navíc do zahraničí a domácí měna byla měněna za jakoukoliv zahraniční měnu, především americké dolary. Nepomohla ani finanční pomoc od MMF. Vláda se ještě pokusila o další úsporná opatření, která však nejen že nepomohla, ale očekávatelně vyhrotila situaci ve společnosti. V prosinci 2001 byla vláda nucena zmrazit všechny bankovní účty v zemi, aby zabránila pokračujícímu odlivu peněz ze země a bank. Byl stanoven týdenní limit na výběr z účtu a převod do zahraničí byl úplně zakázán. Toto opatření však bylo tak nepopulární, že po dlouhé době opět začaly velké lidové nepokoje. V reakci na to prezident vyhlásil výjimečný stav. Při následných srážkách zahynulo přibližně 40 lidí a když se demonstranti přiblížili až k prezidentskému paláci, musel prezident uprchnout pryč vrtulníkem. Fernando de la Rúa rezignoval 20. prosince 2001, formálně však vládl o jeden den déle.
Dne 23. prosince 2001 se prezidentem stal Adolfo Rodríguez Saá z Justicialistické strany. Ten sice vydržel v úřadě pouze jeden týden, ale během této doby vyhlásil očekávaný státní bankrot Argentiny. Prohlášení bankrotu se překvapivě setkalo s velkou podporou nejen v parlamentu, ale i v ulicích. Saá ve funkci vydržel do 30. prosince 2001. Dne 2. ledna 2002 ho nahradil další perónista Eduardo Duhalde. Obyvatelé Argentiny už nebyli ochotni čekat na další vývoj a začali cestovat do sousedních států a vybírat peníze tam. Krize se tak rozšířila dokonce i do Uruguaye. Duhalde následně zrušil pevný kurz s dolarem, což umožnilo devalvaci národní měny, ale současně nastala i inflace a Argentinci začali ve velkém ztrácet své úspory bez ohledu na to, zda je měli v pesech nebo dolarech. Výsledek byl katastrofální. Na konci roku 2002 byla více než polovina obyvatel Argentiny pod hranicí chudoby a nezaměstnanost se vyšplhala na rekordních 21 %. Poprvé v historii Argentiny začalo obyvatelstvo ze země odcházet a ne do ní přicházet. Znovu se začaly rozšiřovat násilné protesty. Zároveň se výrazně zvýšila kriminalita, hlavně krádeže a loupeže, která Argentinu trápila ve velké míře i v dalších letech. Duhaldemu se však navzdory všemu podařilo alespoň zastavit zhoršování situace, i když ne ji výrazněji zlepšit. Na duben 2003 vyhlásil nové volby. V prvním kole zvítězil bývalý prezident Carlos Menem. Ve druhém se však rozhodl nekandidovat (neboť bylo jasné, že nevyhraje) a podpořil svého stranického kolegu Néstora Kirchnera.

### Vlády Kirchnerů a stabilizace státu

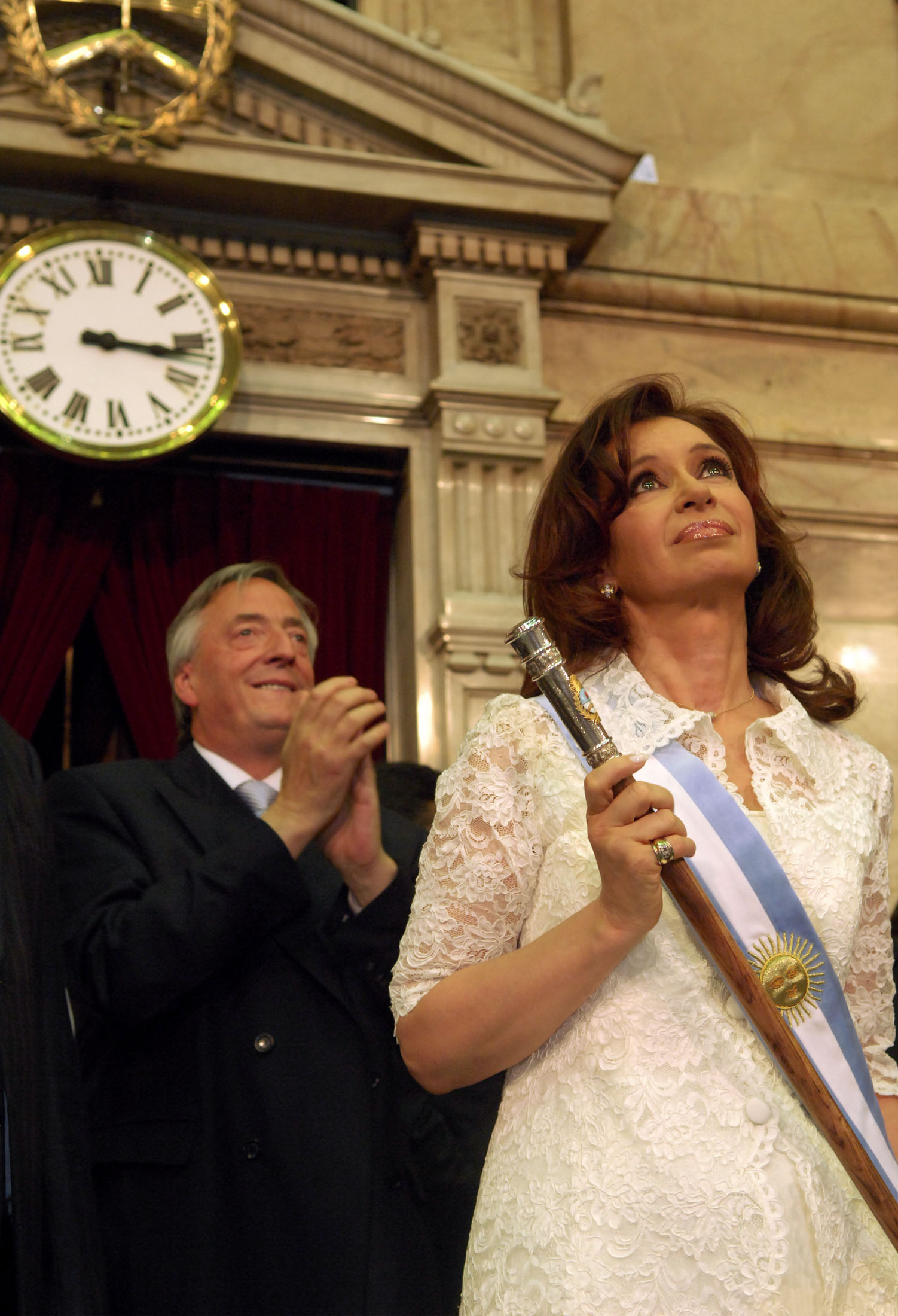
Manželé Néstor Kirchner (vzadu) a Cristina Fernándezová Kirchnerová (vpředu) vedli Argentinu 12 let jako prezidenti.

Néstor Kirchner se ujal funkce prezidenta 25. května 2003. Pocházel z prakticky úplného jihu Argentiny. Byl členem Justicialistické strany a ve volbách kandidoval za koalici Fronta za vítězství (Frente para la Victoria), která kromě Justicialistické strany sdružovala i jiné politické subjekty. Také Kirchner byl během vojenské vlády pronásledován. Před funkcí prezidenta působil jako guvernér své domovské provincie Santa Cruz. Zde bylo jeho působení vnímáno velmi pozitivně, neboť do zaostalé a chudé provincie na úplném jihu země dokázal nejen přilákat zahraniční investice, ale i zajistit stabilní ekonomické příjmy. Kirchner se však v kampani stavěl proti politice bývalého prezidenta Menema a inklinoval spíše k Juanu Perónovi. Kirchnerově vládě se začalo od počátku ve složité situaci poměrně dařit. Podařilo se mu řešit situaci s národním dluhem, prosadil větší devalvaci národní měny, čímž výrazně pomohl exportu. To nastartovalo růst HDP, který rostl rekordní rychlostí 10 % ročně. Také nezaměstnanost začala klesat a z 20 % se snížila až na 10 %. Jedním z hlavních pilířů jeho politiky bylo snížit počet obyvatel pod hranicí chudoby, což se mu i dařilo. Z více než 50 % postupně počet chudých klesl k 30 %. Jako levicový politik postupně změnil i zahraniční politiku Argentiny, která začala více spolupracovat s levicovými vládami napříč Latinskou Amerikou, na druhé straně se snažil nepoškodit vztahy se Spojenými státy. Tato politika však nebyla jednoduchá, protože napětí mezi některými levicovými lídry Latinské Ameriky a vládou USA bylo často poměrně vysoké. Prezident Kirchner prosadil také zrušení amnestií a zákonů, které chránily členy vojenské junty před další zodpovědností za jejich zločiny. Přestože se Kirchnerovi poměrně dařilo, rozhodl se v dalších volbách nekandidovat a do popředí začal prosazovat svou manželku Cristinu Fernandezovou Kirchnerovou. Ta nebyla pro Argentince neznámou osobou, protože se politicky angažovala už dříve. Také ona byla stejně její muž právnička a čelila perzekuci během vojenské vlády. Svého muže též podporovala během jeho prezidentské kampaně. Volby se konaly v říjnu 2007 a Cristina Fernándezová Kirchnerová v nich jednoznačně vyhrála. I ona byla členkou Justicialistické strany, ale kandidovala v rámci koalice Front za vítězství.
Přestože Argentina už měla jednu prezidentku v osobě Isabel Martínez de Perónové (ta ale nebyla zvolena, prezidentkou se stala po smrti prezidenta z pozice viceprezidenta automaticky), Cristina Fernándezová Kirchnerová byla první skutečně zvolenou ženou prezidentkou v dějinách Argentiny. Úřad převzala 10. prosince 2007. Nová prezidentka neměnila nic na politice svého manžela a předchůdce v úřadě. Dokonce i ministerský kabinet prošel pouze menšími změnami. Kirchnerová se zaměřila hlavně na vědu a vzdělání a začala podporovat projekty především v těchto oblastech, přičemž také výrazně zvýšila rozpočet určený na vzdělání a vědu.. Během vlády manželů Kirchnerových bylo v Argentině vybudováno až 1 000 nových škol. Stejně tak podporovala rozvoj Internetu a počítačového vzdělání v Argentině. Jako přesvědčená perónistka věřila, že je třeba získané bohatství začít přerozdělovat mezi chudší části společnosti. Do roku tak počet chudých klesl až na 11 % (před příchodem Néstora Kirchnera jich bylo více než 50 %). Rovněž se podařilo snížit nezaměstnanost až na 7 %. Prezidentka Kirchnerová pokračovala v úsilí svého muže potrestat viníky za zločiny vojenské junty. Díky tomu pokračovaly procesy s bývalými vojáky. Dne 27. října 2010 však prezidentku Kirchnerovou postihla osobní tragédie, když její manžel a bývalý prezident Néstor Kirchner zemřel na následky srdečních problémů. Přesto dokázala poměrně úspěšně převést Argentinu přes hospodářskou krizi z konce prvního desetiletí 21. století. Dne 23. října 2011 se konaly prezidentské volby, kde Fernándezová Kirchnerová zvítězila ještě vyšším rozdílem, než před tím. Hned začátek jejího druhého funkčního období však byl poznamenán zprávou, že prezidentka trpí rakovinou štítné žlázy. Během následných lékařských zákroků se však ukázalo, že prezidentka rakovinu nemá a tak se do úřadu velmi rychle vrátila.. Další zdravotní problémy překonala v září 2013, kdy podstoupila operaci mozku. V roce 2012 došlo ke zpomalení ekonomického růstu země, na základě čehož začaly znovu narůstat dluhy státu. Tento stav se negativně projevil v průběhu roku 2014, kdy se Argentina znovu dostala na pokraj bankrotu, protože neměla dostatek prostředků na splácení svých dluhů. Velmi negativní vliv mělo především rozhodnutí newyorského soudu, který ukládal Argentině povinnost vyplatit nejprve tzv. zajišťovací fondy a až potom zbývající věřitele. Po krizi z roku 2001 se totiž Argentina dohodla s věřiteli na tom, že jim vyplatí pouze část jejich pohledávek pod podmínkou, že jiní věřitelé nebudou vůči nim zvýhodněni. Toto soudní rozhodnutí však dohodu narušilo. Na konci července 2014 tak Argentina vyhlásila tzv. technický bankrot, tedy neschopnost splatit dluh ve výši 29 miliard dolarů. To znamenalo, že k oficiálnímu prohlášení bankrotu nedošlo, vláda pouze prohlásila, že dluh nesplatí. Vedlo to ke snížení HDP Argentiny, čímž začala nová krize. Vláda se snažila problémy řešit tak, že prezidentka Kirchnerová prosadila tzv. devizovou kontrolu, která spočívala v možnosti omezit nákupy nebo prodeje zahraničních měn, především amerických dolarů. Během druhého funkčního období se také zhoršily vzájemné vztahy se Spojenými státy. Současně se objevila obvinění, že prezidentka měla krýt skutečné pachatele bombových útoků na židovské a izraelské cíle v Buenos Aires z počátku 90. let, což však Cristina Fernándezová Kirchnerová odmítala. Dne 25. října 2015 se uskutečnilo první kolo prezidentských voleb. Zde už Cristina Fernándezová Kirchnerová nemohla kandidovat, tak za prezidentského kandidáta vybrala guvernéra provincie Buenos Aires a bývalého viceprezidenta Daniela Scioliho. Toho však ve volbách těsně porazil kandidát pravicové strany Republikánský návrh (Propuesta Republicana) Mauricio Macri, čímž skončilo období vlády Kirchnerů.
Vláda Kirchnerů byla ovlivněna novou formou perónismu, tzv. Kirchnerismem. Tato politická filozofie je také charakterizována levicovostí, odmítáním neoliberalismu a zaměřením na Latinskou Ameriku.

### Vláda Mauricia Macriho

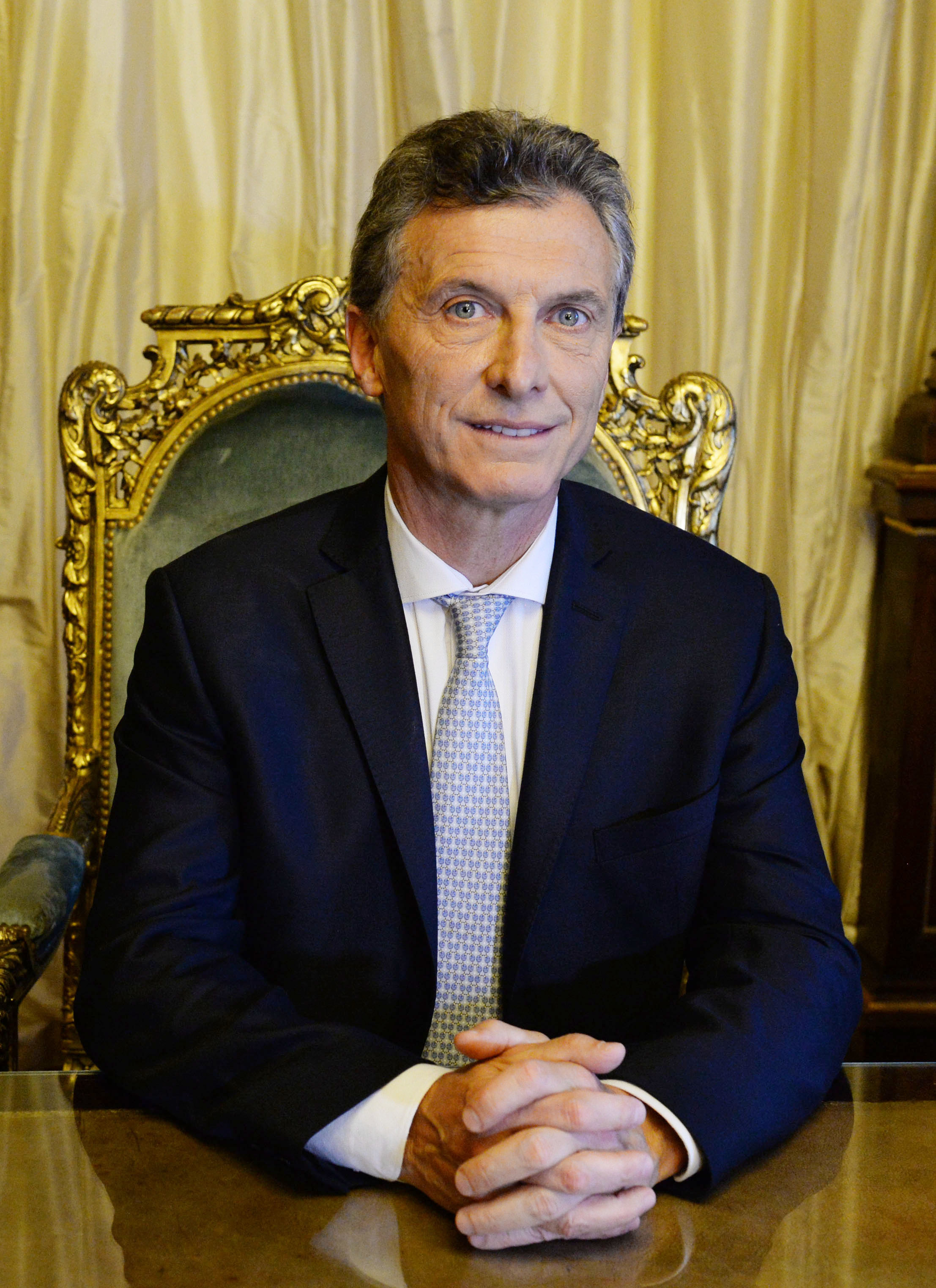
Mauricio Macri se stal v prosinci 2015 prezidentem a ukončil tak éru levicových vlád.

Mauricio Macri se úřadu ujal 10. prosince 2015. Před zvolením prezidentem byl starostou Buenos Aires.. Macri převzal úřad také v složité situaci. Poslední vláda bývalé prezidentky Fernándezové Kirchnerové vyčerpala devizové rezervy země. Inflace byla znovu na úrovni 30 % a státní rozpočet byl znovu deficitní. Macri nechal hned zrušit devizovou kontrolu zavedenou jeho předchůdkyní. To umožnilo devalvovat peso, stejně byly upraveny celní poplatky a kvóty na vývoz a dovoz. Vláda se na začátku roku 2016 dokázala dohodnout s věřiteli, kterým Argentina odmítla v roce 2014 splatit jejich pohledávky. Nový prezident a jeho vláda museli tedy od počátku řešit vážné problémy, ale už v průběhu prvního roku vlády byli schopni učinit důležitá opatření pro stabilizaci ekonomiky. Kromě zrušení devizové kontroly například přestala centrální banka ovlivňovat kurz národní měny. Vláda tím chtěla dosáhnout jednak snížení inflace na jednociferné číslo a také nastartovat hospodářský růst. Ale i v polovině roku 2017 byla inflace stále na úrovni 20 % a slibovaný ekonomický růst se nedařilo výrazněji zvýšit. V roce 2016 musel Macri čelit velkému skandálu, který jeho jméno spojoval s tzv. Panama Papers. Na mezinárodní úrovni se nová administrativa zaměřila na opětovné zlepšení vztahů se Spojenými státy, které se zhoršily během předchozích argentinských levicových vlád.
Dne 22. října 2017 se v zemi uskutečnily volby do části parlamentu a senátu. Těm však předcházelo zmizení a smrt Santiaga Maldonady, aktivisty za práva indiánů, který protestoval proti plánům zahraniční společnosti na využití indiánské půdy. Smrt Maldonada vyvolala po zemi masové protesty. Jelikož Maldonado bojoval proti plánům zahraničních korporaci, které podporoval prezident Macri, využila opozice v čele s bývalou prezidentkou Fernandezovou Kirchnerovou tuto událost a obvinila Macriho a jeho vládu z nedostatečné snahy o vyšetření zmizení a smrti Maldonada. O návrat do politiky se v těchto volbách pokusila i bývalá prezidentka Kirchnerová, která se ucházela o místo v senátu. Macri podporoval ve volbách koalici Cambiemos, tedy Změňme to (zahrnovala i jeho stranu Republikánský návrh), Fernándezová Kirchnerová podporovala novou koalici s názvem Frente de la Unidad Ciudadana, tedy Fronta občanské jednoty. Bývalá prezidentka nakonec nevyhrála ve své provincii, ale druhé místo jí zaručilo místo v senátu. Díky tomu získala imunitu, neboť v tomto období čelila několika obviněním z korupce, které se týkaly její prezidentské vlády. Ale špatná ekonomická situace, v níž byla Argentina v době odchodu bývalé prezidentky z funkce pomohla i v roce 2017 prezidentovi Macrimu vyhrát volby, když jeho koalice zvítězila jak ve volbách do parlamentu, tak v senátních volbách, čímž si prezident Macri upevnil svou pozici v zákonodárném sboru.